# Gótico flamenco

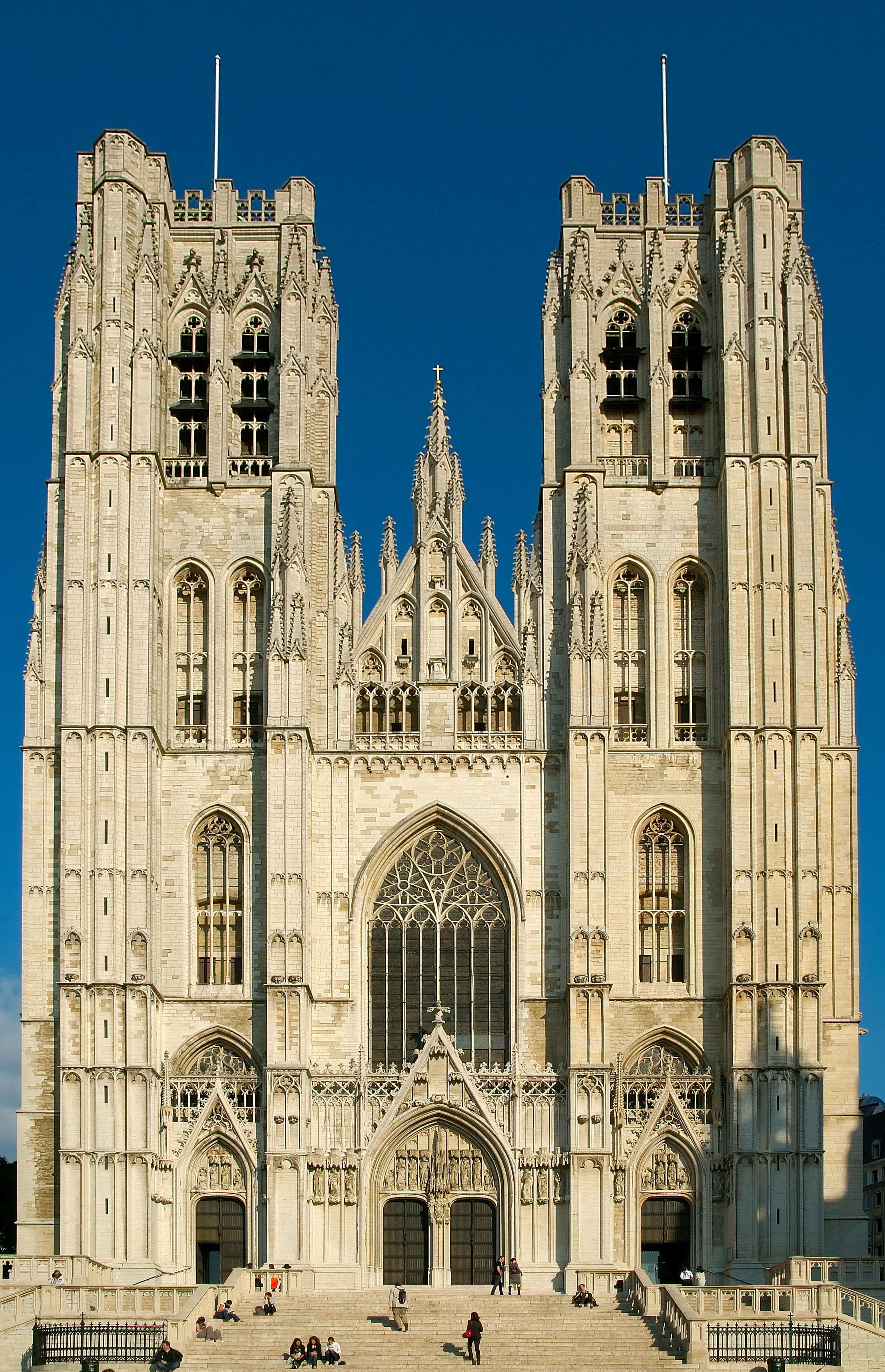
Catedral de Bruselas.

Gótico flamenco o gótico de los Países Bajos son denominaciones historiográficas para referirse a las producciones artísticas del periodo correspondiente al arte gótico (de finales del siglo XII a comienzos del siglo XVI) en el espacio denominado tradicional pero equívocamente "Flandes": no la actual región flamenca ni el antiguo condado de Flandes, sino lo que también se conocía como "Países Bajos" y que conformaba la parte norte del antiguo Estado borgoñón (el noreste de la actual Francia y las actuales Bélgica, Países Bajos y Luxemburgo). Al igual que en lo político, en lo artístico y cultural se desarrolló de forma intermedia entre el Gótico francés y el Gótico alemán o centroeuropeo; y como ambos, se prolonga más allá del final de la Edad Media (especialmente brillante en la zona -Johan Huizinga, El otoño de la Edad Media-, Gótico flamígero, Gótico internacional), enlazando con el Renacimiento nórdico del siglo XVI. Tuvo una particular relación con el Gótico español (Hispano flamenco), lo que se explica por la particular relación comercial que Flandes (desarrollada urbana y artesanalmente en el sector textil) tenía con Castilla (productora de lana -como Inglaterra-), y que también determinó las alianzas matrimoniales que terminaron por establecer la monarquía de los Habsburgo. La relación que se estableció entre las ciudades flamencas y las del otro gran núcleo urbano y artesanal de Europa (Italia) se manifestó también en fructíferos intercambios artísticos entre el Gótico flamenco y el Gótico y Renacimiento italiano (Trecento y Quattrocento).

## Arquitectura

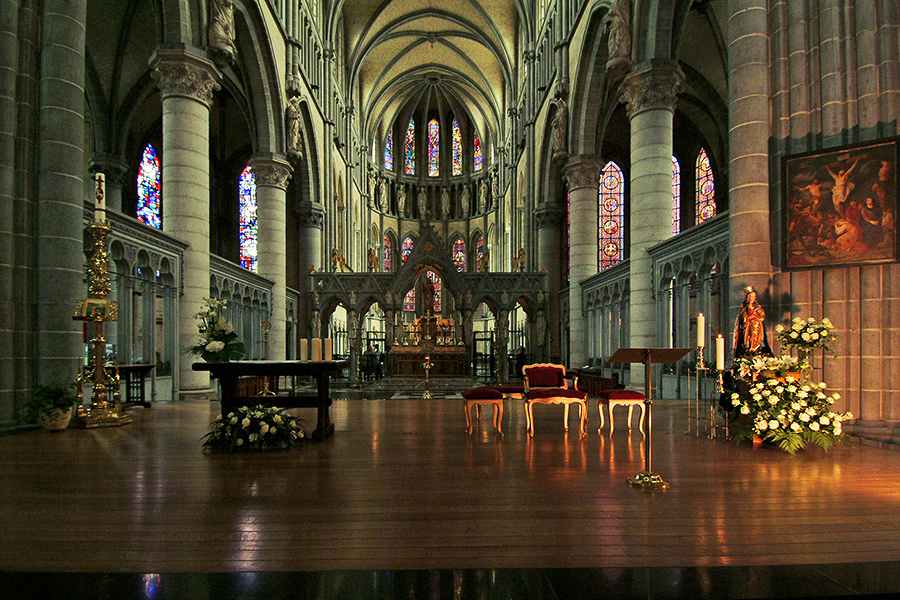
Interior de la Catedral de San Martín (Ypres). Construida hacia 1220, se la considera uno de más puros ejemplos de arquitectura gótica en Flandes, con fuerte influencia francesa. Tuvo que ser reconstruida en su mayor parte tras la Segunda Guerra Mundial.

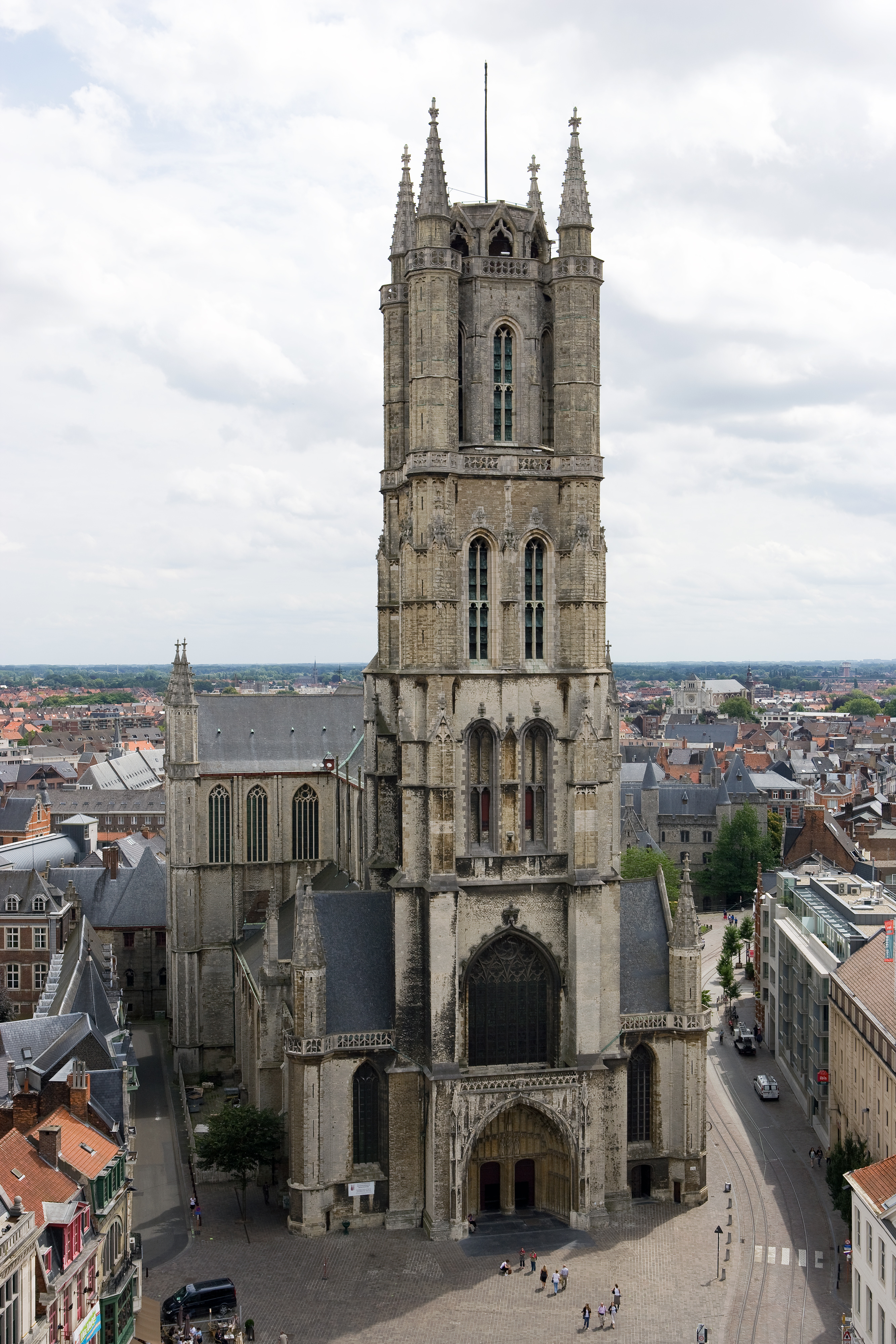
Catedral de Gante. La estructura de la iglesia inicial se fue engrandeciendo entre los siglos XIII y XVI.

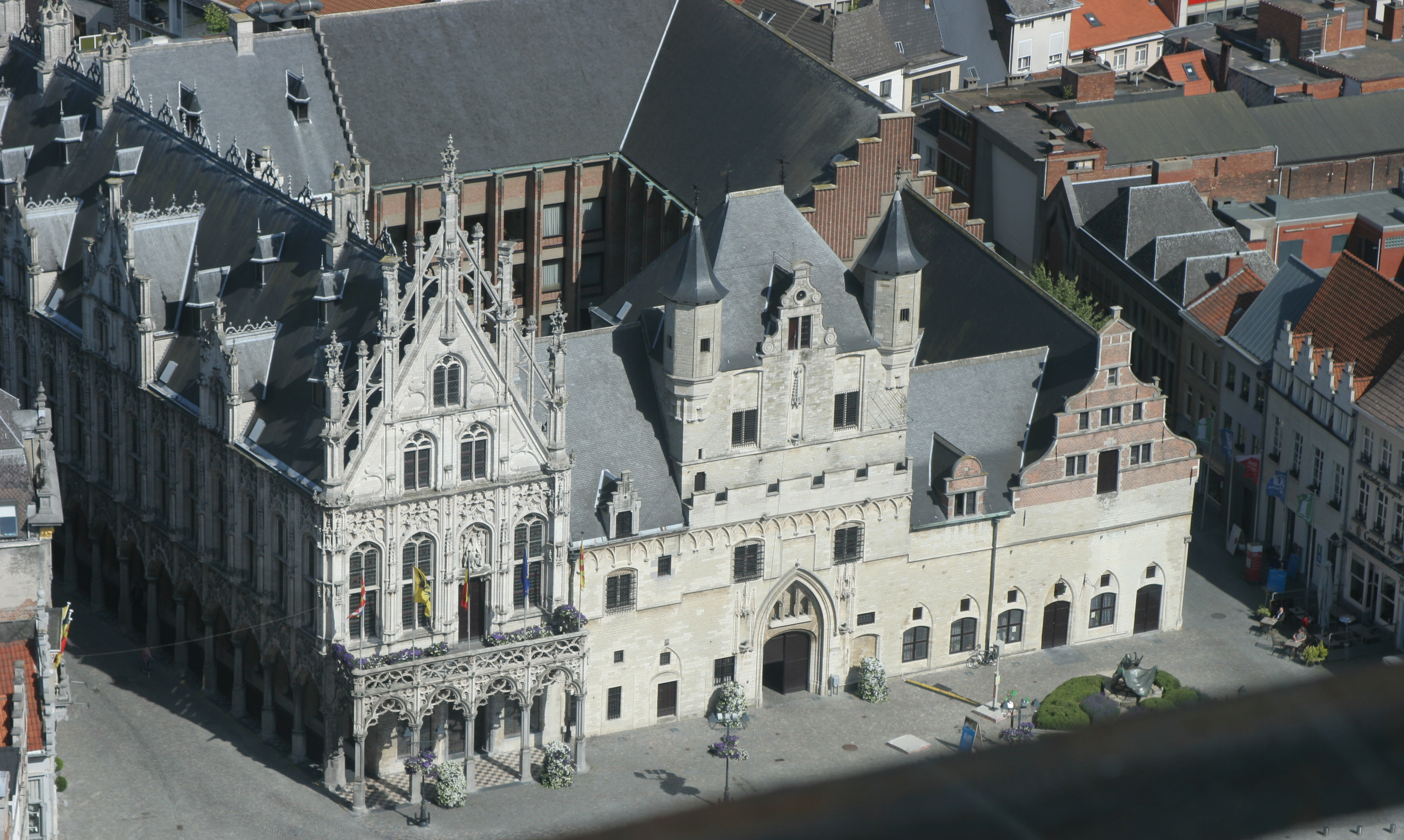
Stadhuis de Malinas junto con el Palacio del Gran Consejo -Paleis van de Grote Raad- (en construcción desde 1526, no fue terminado hasta el siglo XX), en la Gran Plaza o Plaza del Mercado -Grand Place, Grote Markt- vista desde la catedral. Esta ciudad -Malines, Mechelen- acogió a comienzos del siglo XVI la corte de Margarita de Austria (el palacio de Saboya, Hof van Savoye, el primer ejemplo de arquitectura renacentista en Flandes).

La arquitectura gótica en la zona se diversifica en diversos "góticos" locales: Gótico brabanzón o de Brabante, Gótico del Demer -Demergotik-, Gótico de la Campine -Kempense gotiek-, Gótico del Mosa -Maasgotiek-, Gótico tournasino o Gótico del Escalda.

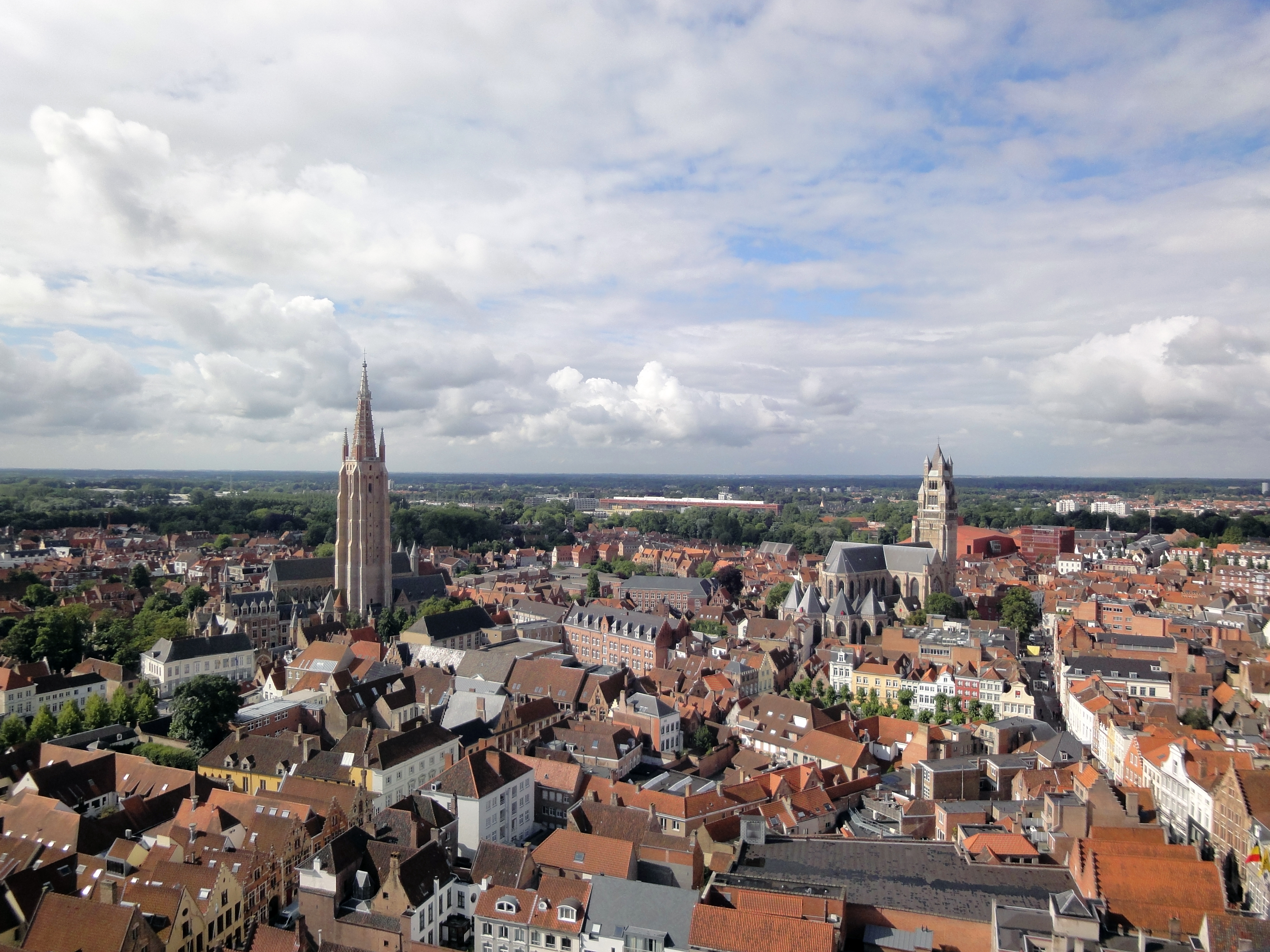
Centro histórico de Brujas, declarado Patrimonio de la Humanidad.
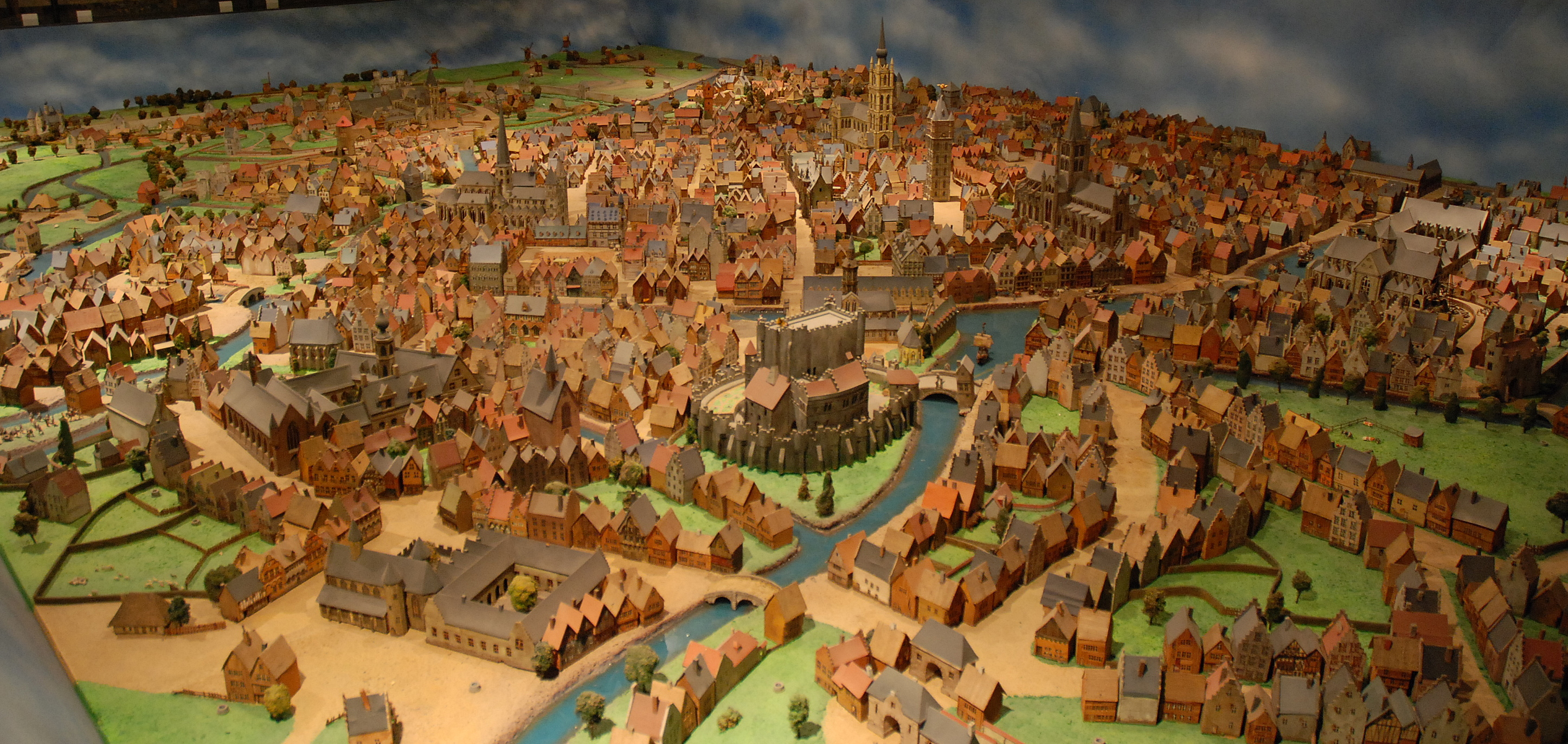
Maqueta de la antigua ciudad de Gante

### Las catedrales góticas
Entre las catedrales góticas flamencas cabe destacar las de Lieja, Bolduque, Amberes, Bruselas, Tournai e Ypres.

Catedrales flamencas
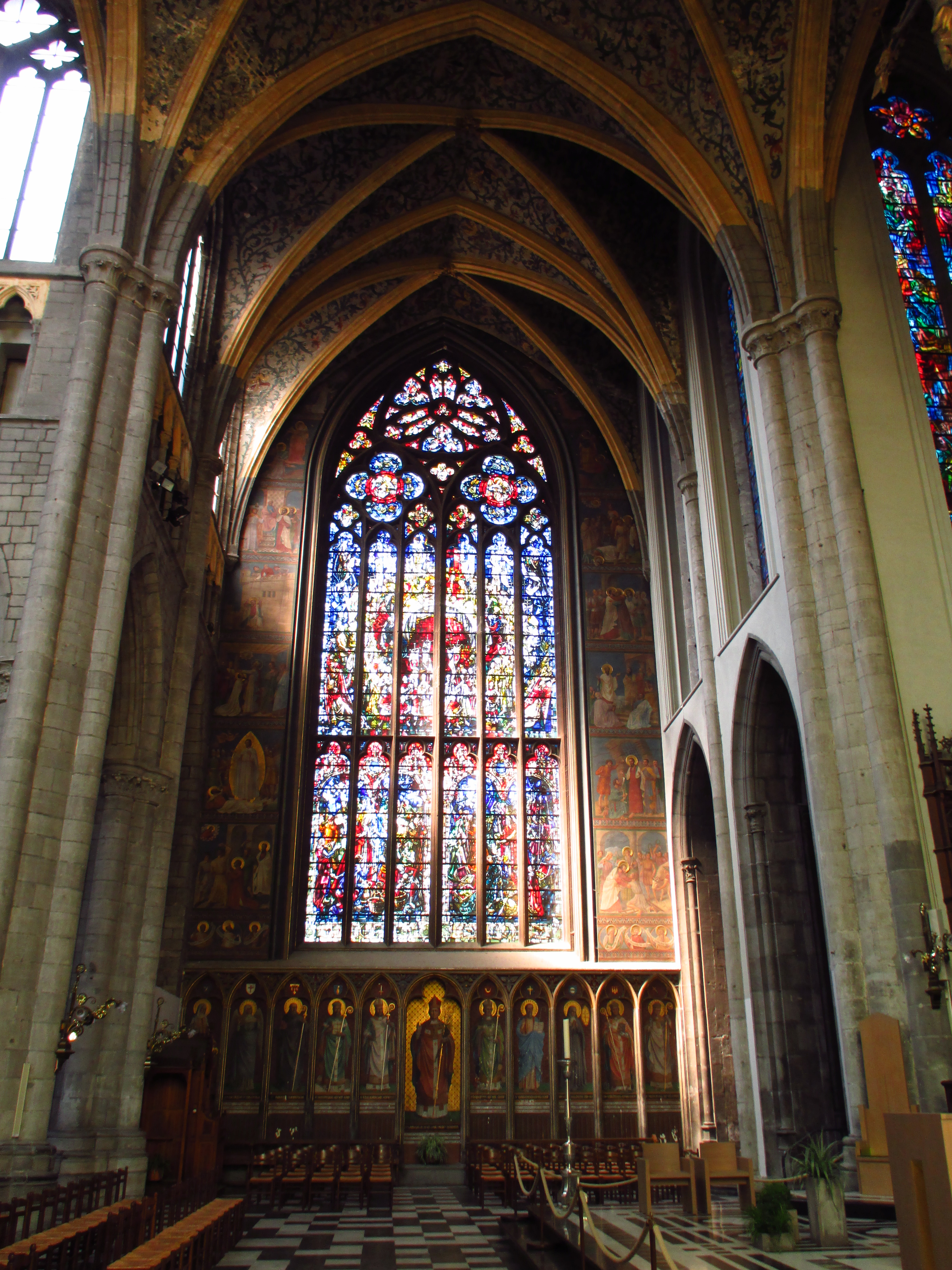
Lieja
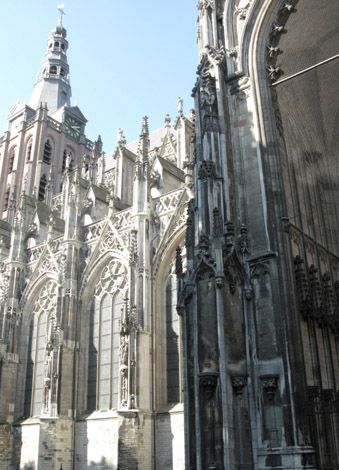
Bolduque
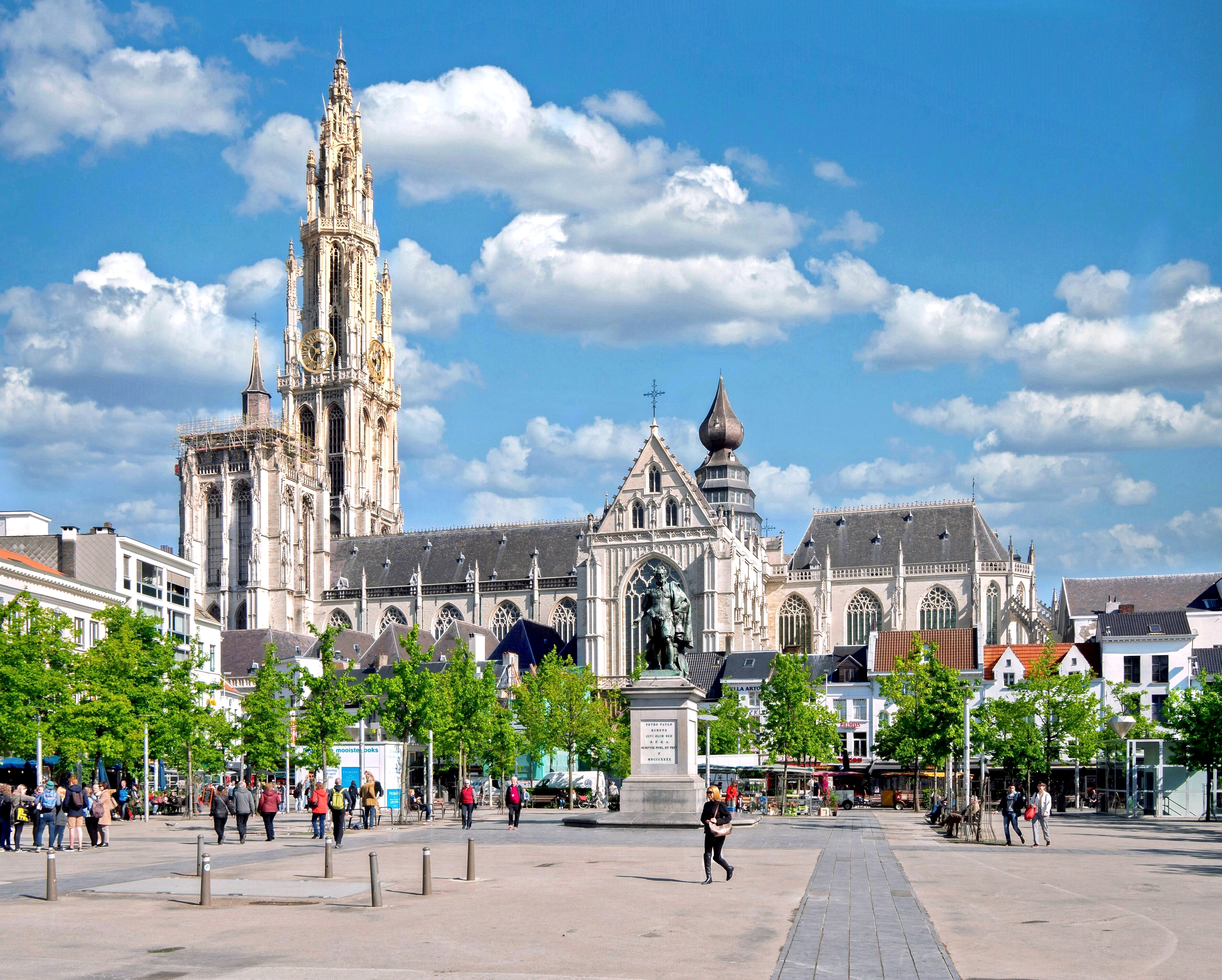
Amberes
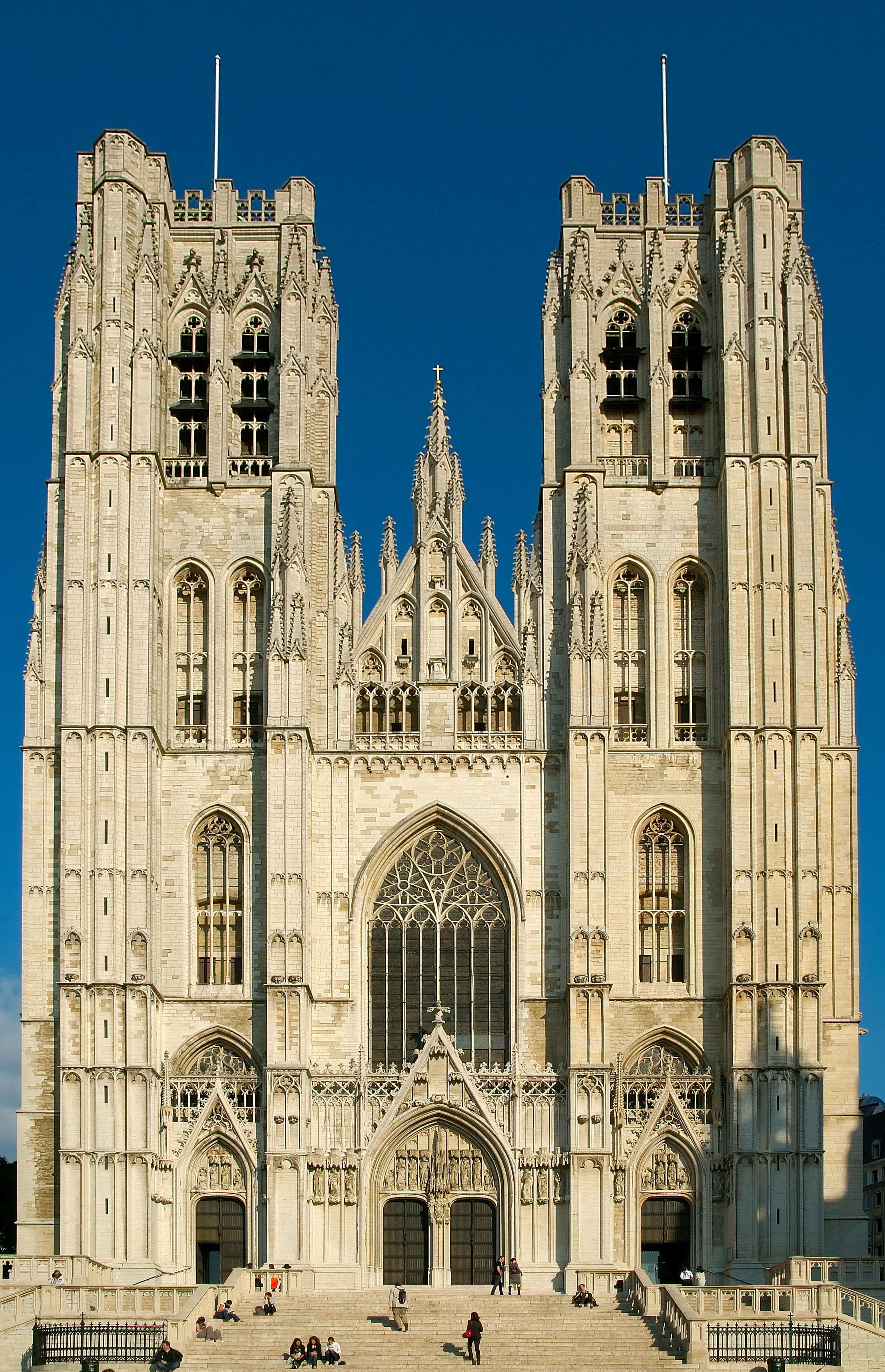
Bruselas
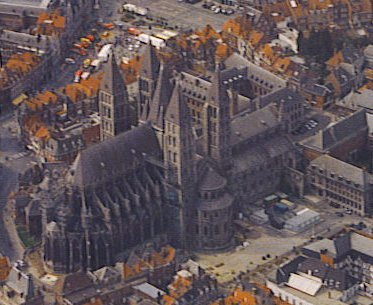
Tournai

Iglesias flamencas
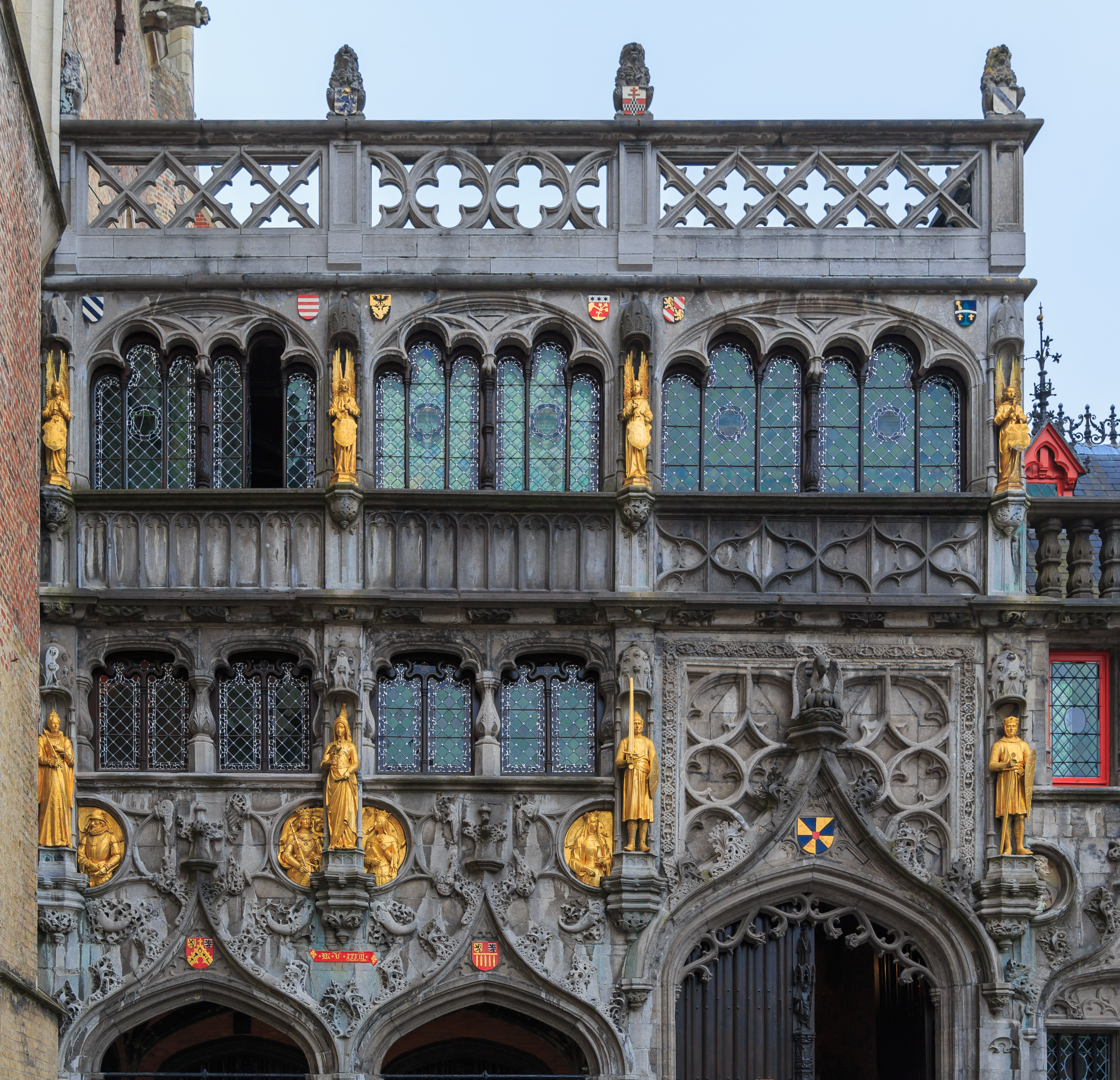
Entrada a la Basílica de la Santa Sangre de Brujas, también situada en el Burg. Se denomina De Steegheere (Lancelot Blondeel,[13] 1529-1533, reconstruida en 1832).
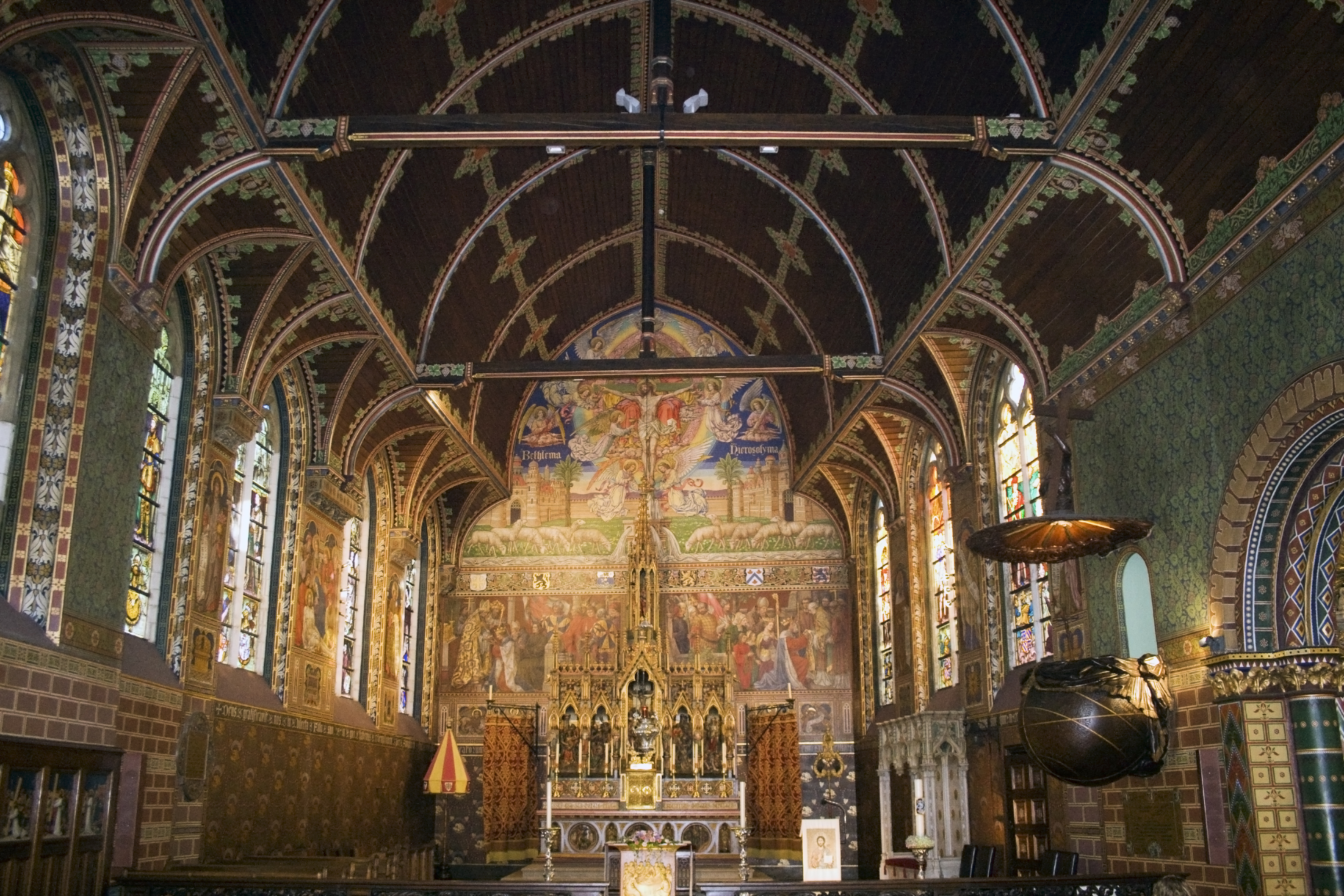
Ídem, interior.
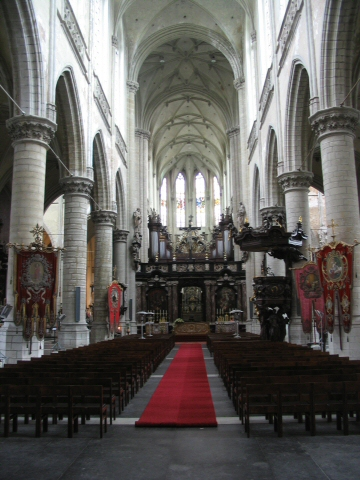
Iglesia de Santiago (Amberes) -Sint-Jacobskerk-.
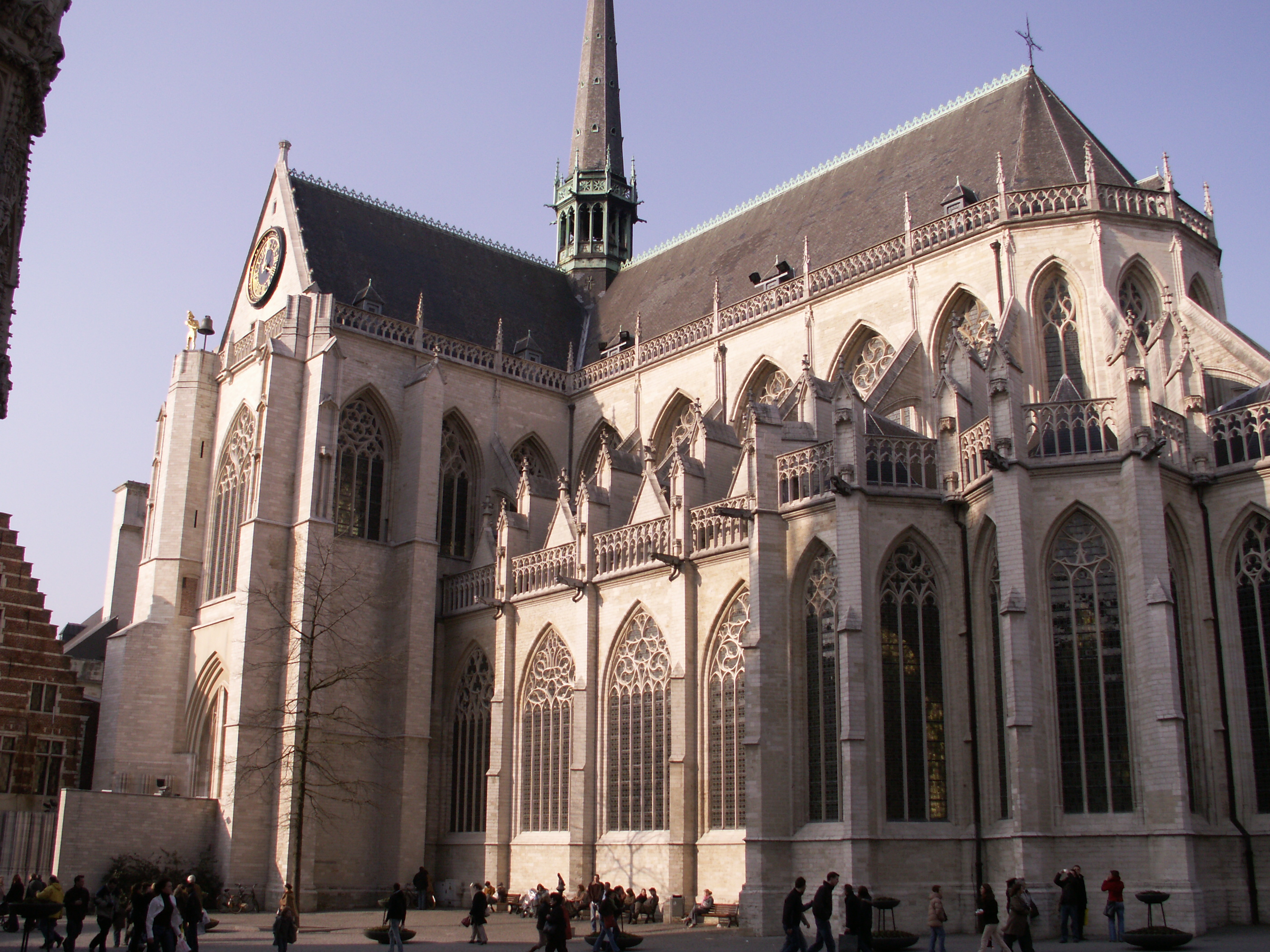
Iglesia de San Pedro (Lovaina)

### Los otros edificios de las ciudades góticas
Destacan los ayuntamientos, como los de Bruselas, Brujas y Lovaina. Es característico de todo el ámbito flamenco el gran desarrollo de la arquitectura civil con los palacios municipales (en francés Hôtel de Maître y en neerlandés Stadspaleis) construidos entre los siglos XIV y XVI (hasta el de de Amberes, 1561-1565, cuyo estilo se considera manierista). Especialmente en Brujas se utilizó el ladrillo como material de construcción (aunque diferente estilísticamente al Gótico de ladrillo hanseático o báltico).

Ayuntamientos flamencos
Grand Place (Bruselas), con el Ayuntamiento de Bruselas (1402-1420, ampliado en 1444 y 1455)
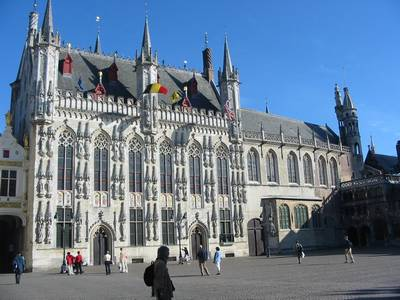
Stadhuis de Brujas (1376-1421), en el Burg o Place du Burg.
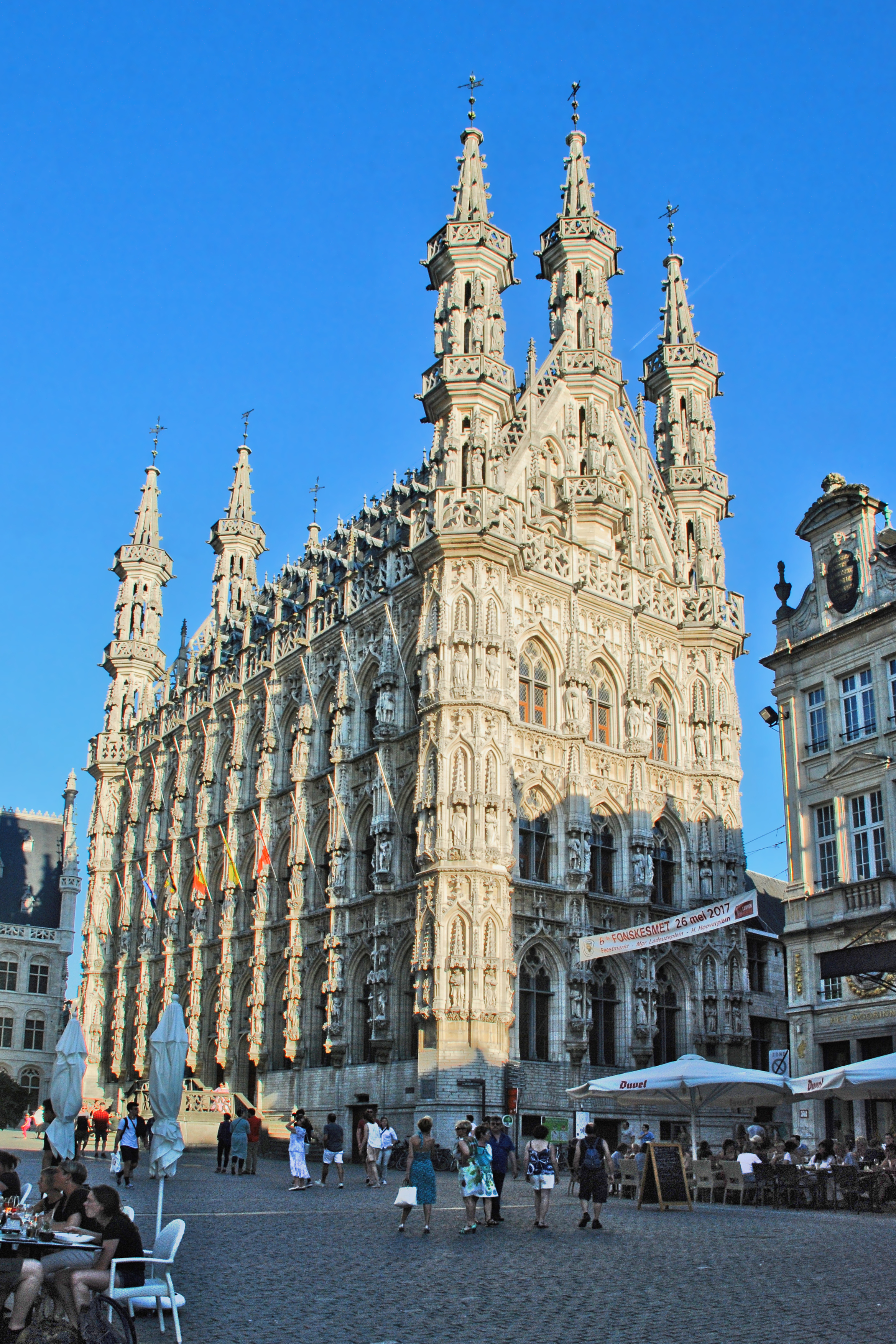
Stadhuis de Lovaina (1439-1469)

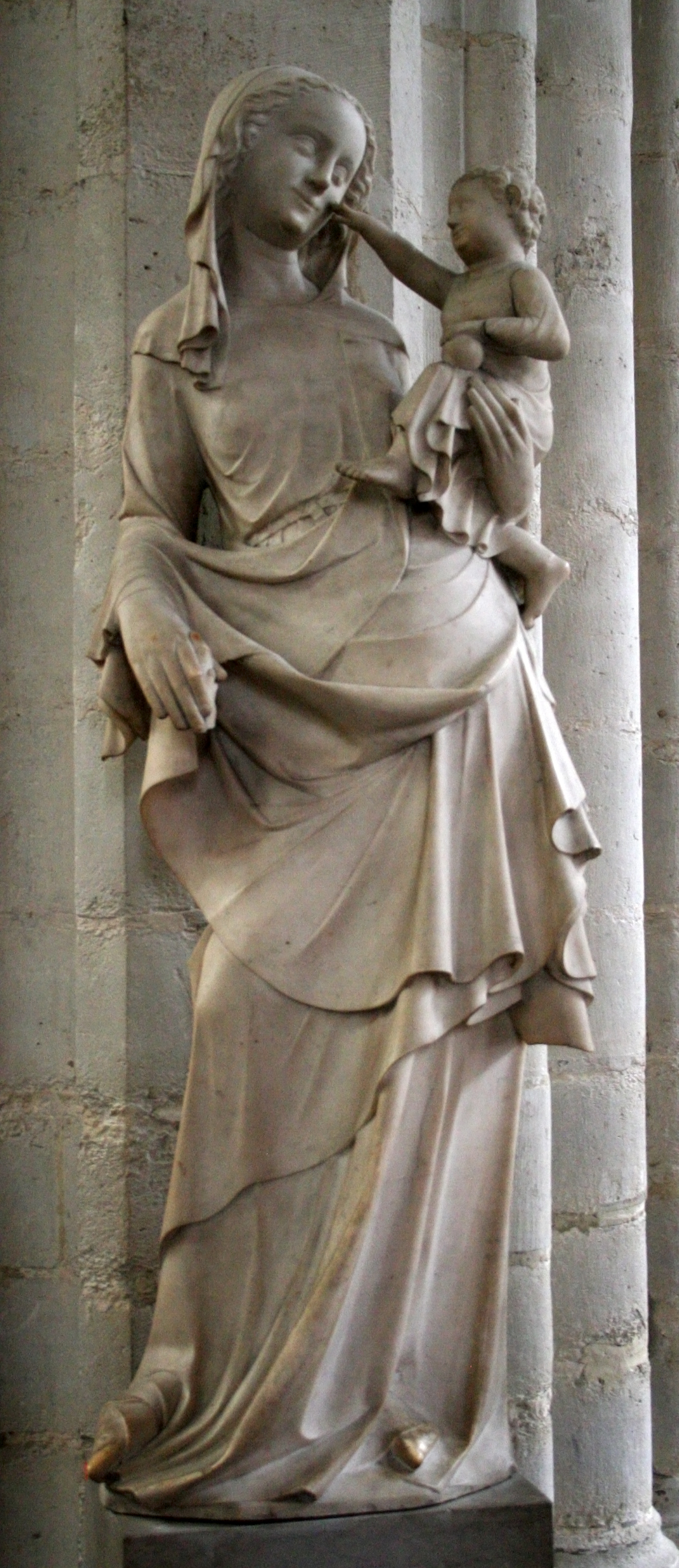
Virgen con el Niño de la catedral de Amberes, del Maestro de las Madonnas de mármol del Mosa (Meester van de Maaslandse marmeren madonna's). No debe confundirse con el Maestro de las Madonnas de mármol identificado con Gregorio di Lorenzo (activo en Florencia entre 1455 y 1495).

## Escultura
En los siglos XV y XVI, la fama de los llamados "retablos de Amberes" se extendía por toda Europa. El auge comercial de la ciudad de Amberes se había producido especialmente a partir de la decadencia de la ciudad de Brujas, y sufrió un terrible golpe con el saco de Amberes de 1576.

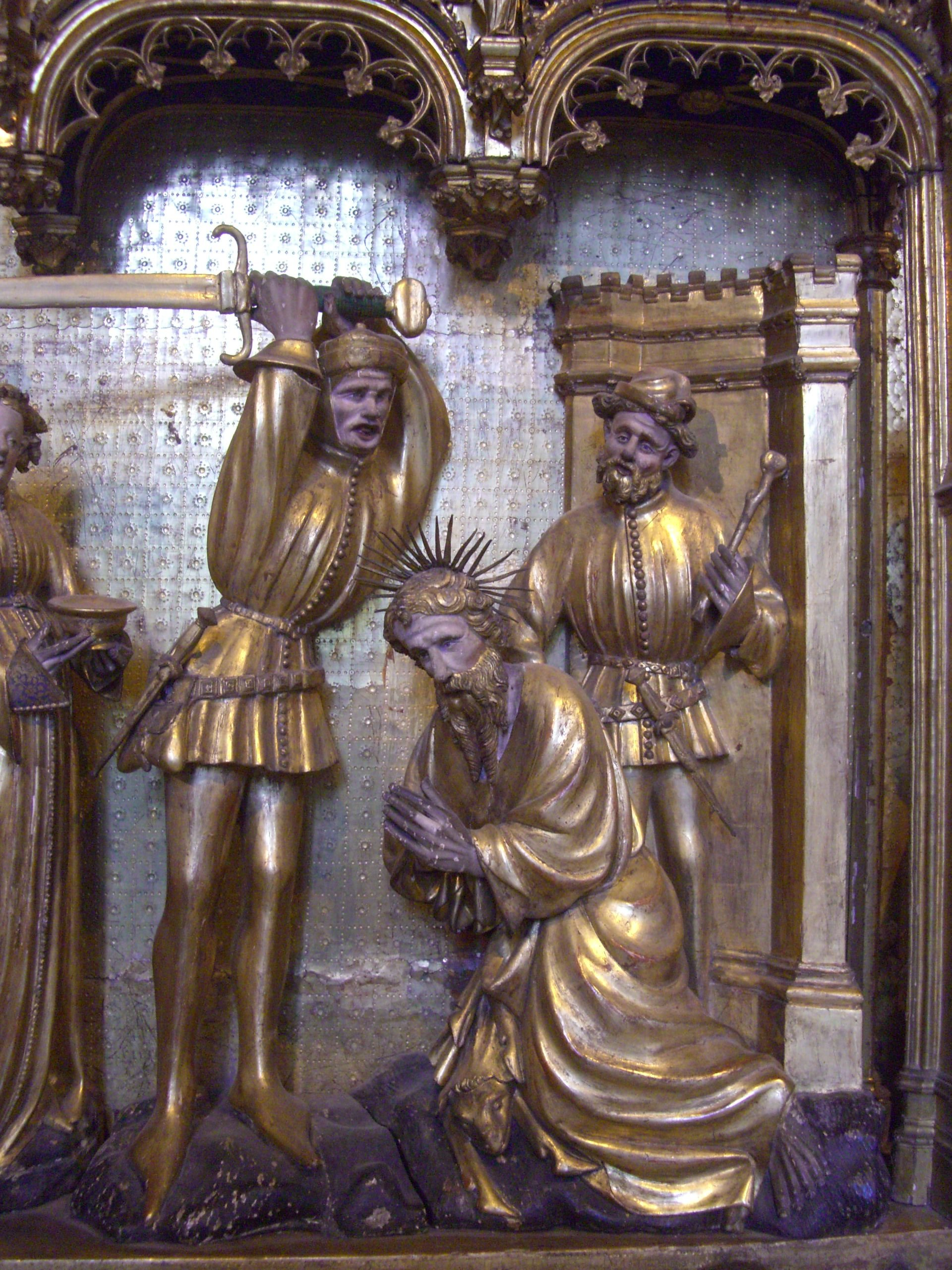
Detalle de La ejecución de Juan el Bautista en el pequeño retablo de Champmol, de Jacques de Baerze.
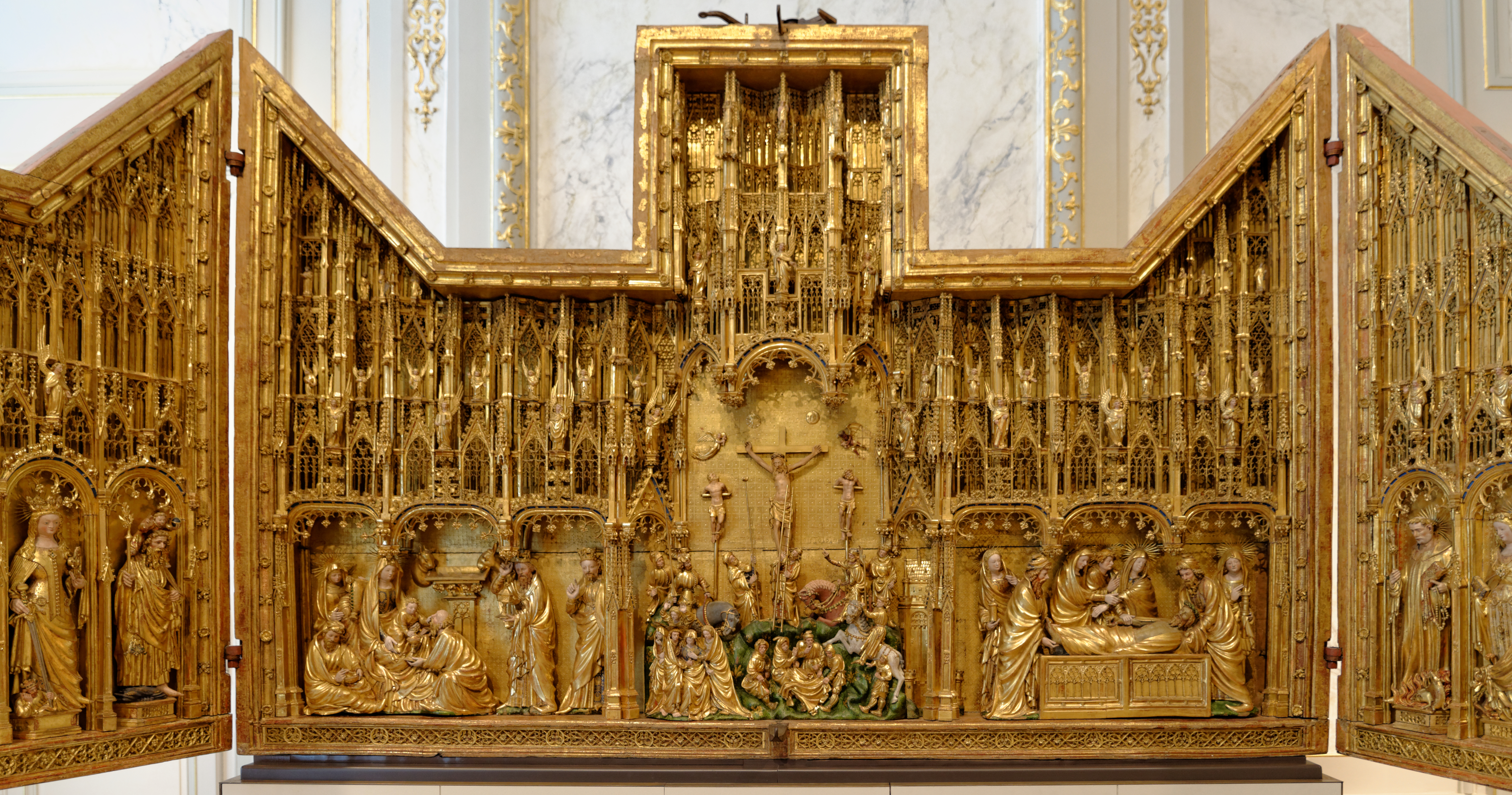
Retablo de la Crucifixión, tallas de Jacques de Baerze y pintura de Melchior Broederlam (ambos flamencos trabajando para la corte de Borgoña), ca. 1390. Fue un encargo de Felipe el Atrevido para la cartuja de Champmol.
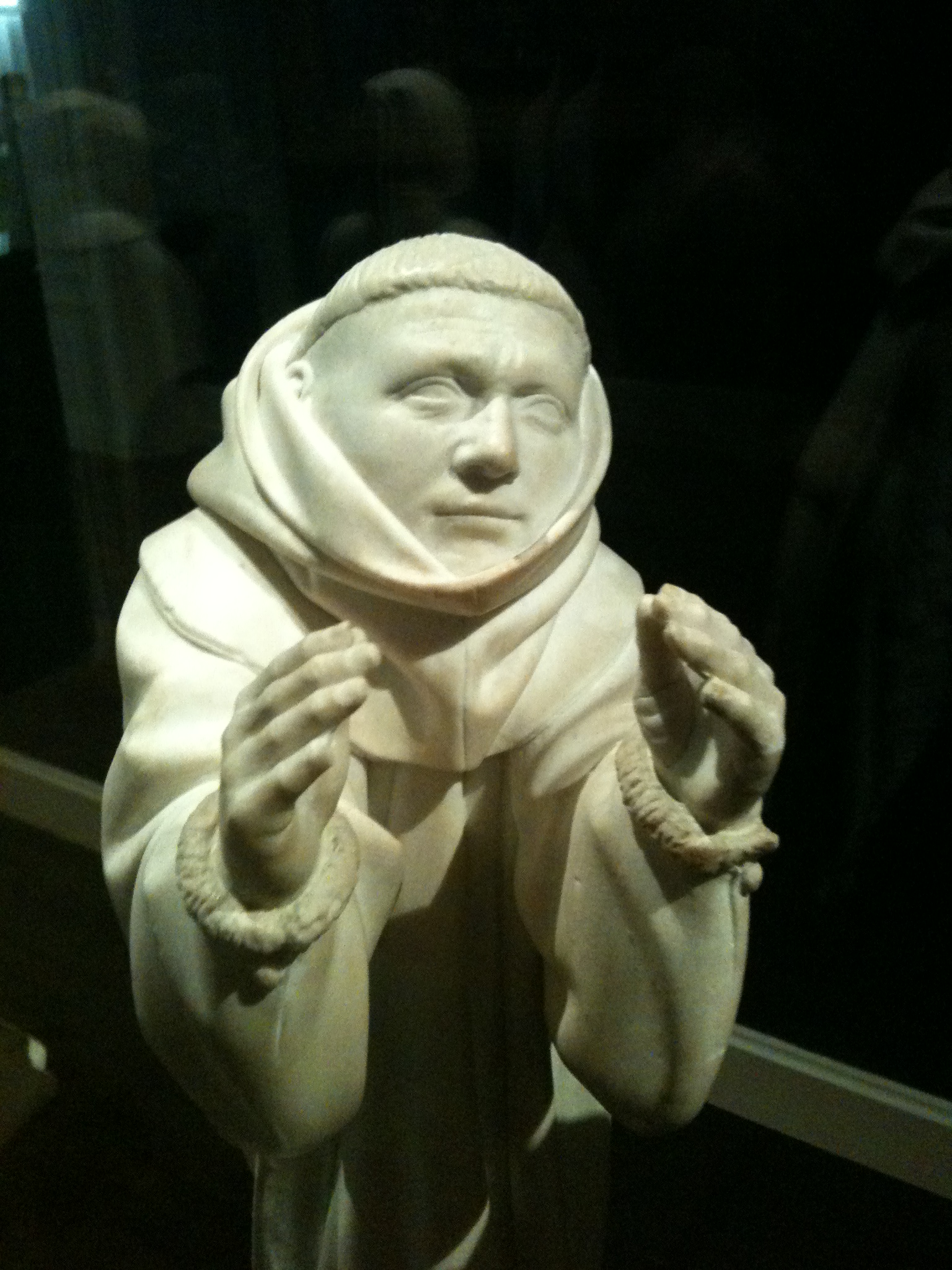
Detalle de los pleurants de la tumba de Felipe el Atrevido, de Claus Sluter y Claus de Werve, (1406-1410)

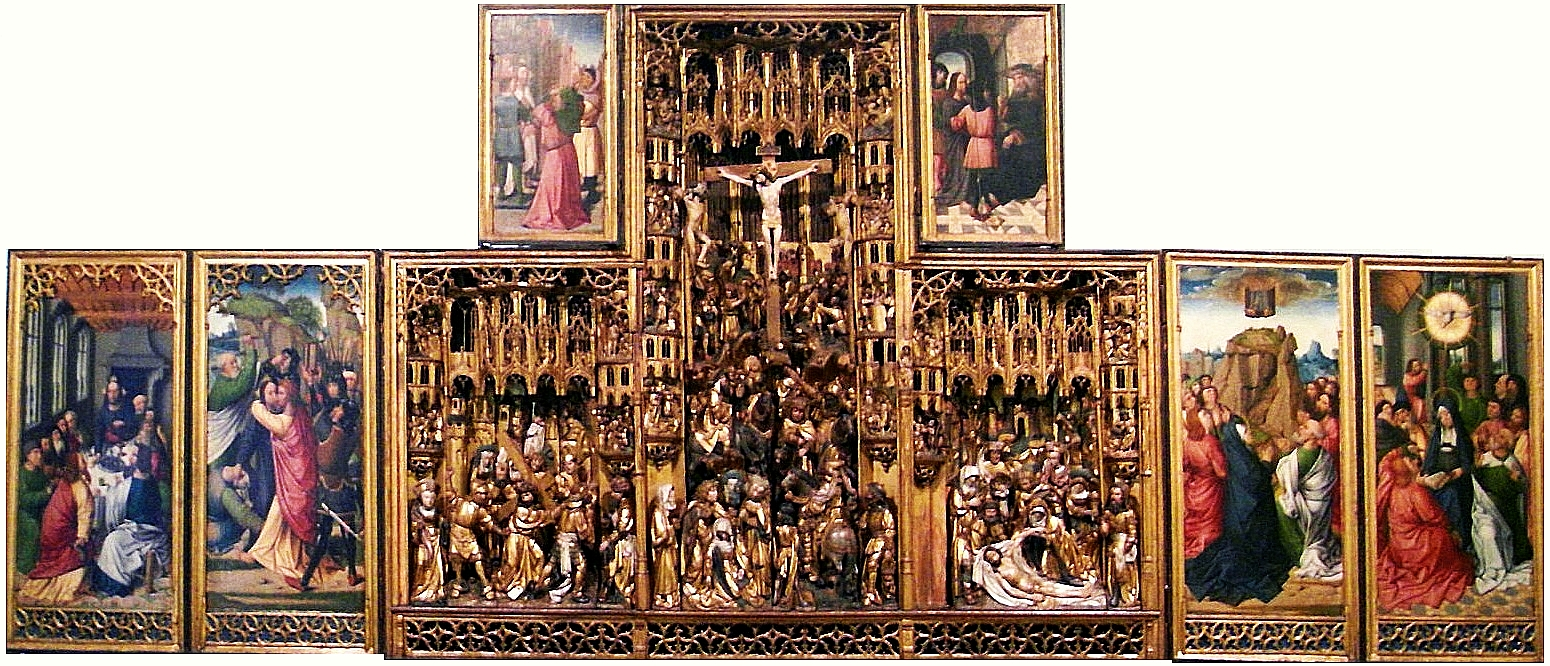
El llamado "políptico Pruszcz" (ca. 1500)
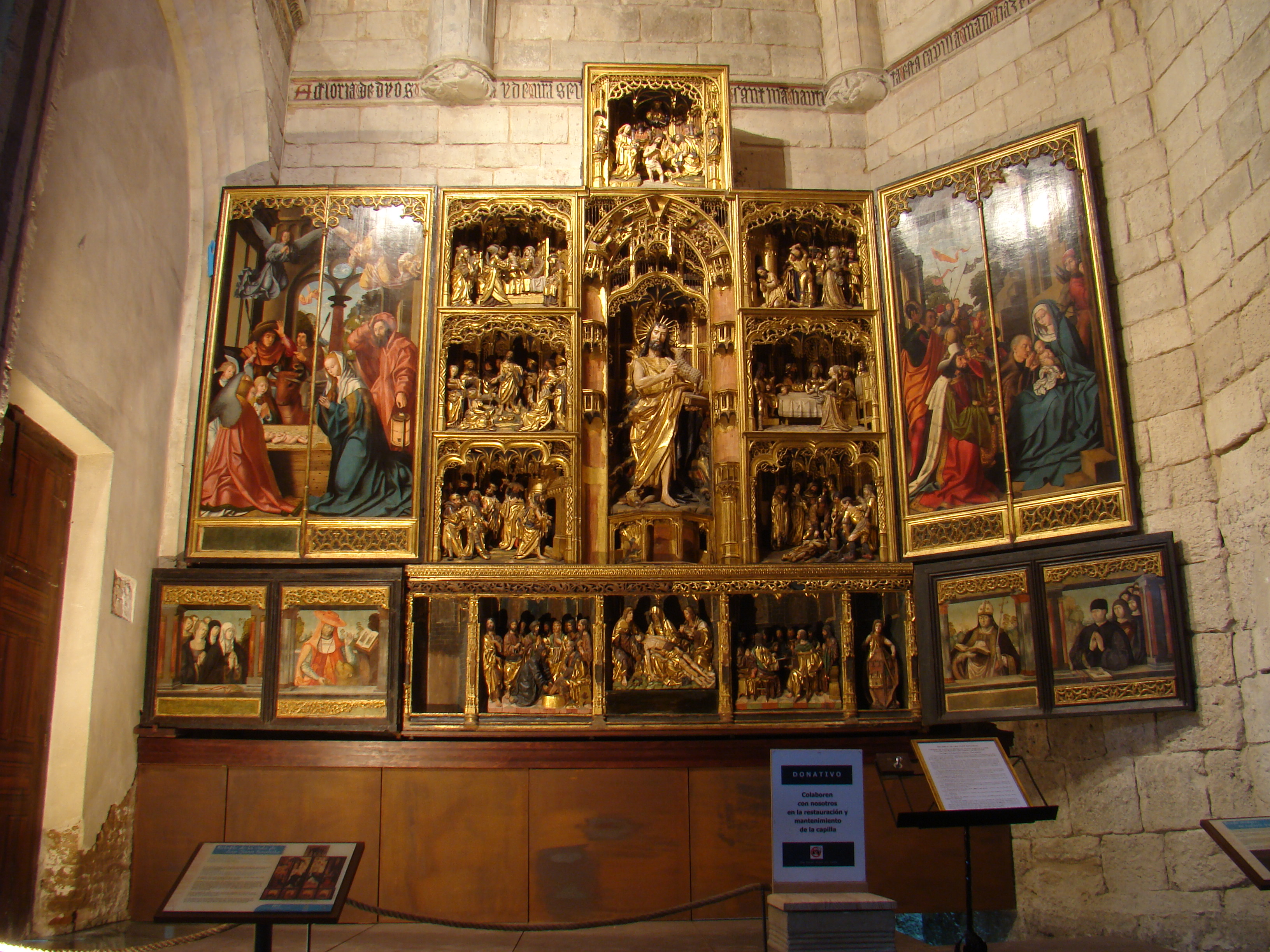
Retablo de San Juan Bautista de la iglesia del Salvador de Valladolid, ca. 1500 (el banco se realizó por artistas locales).
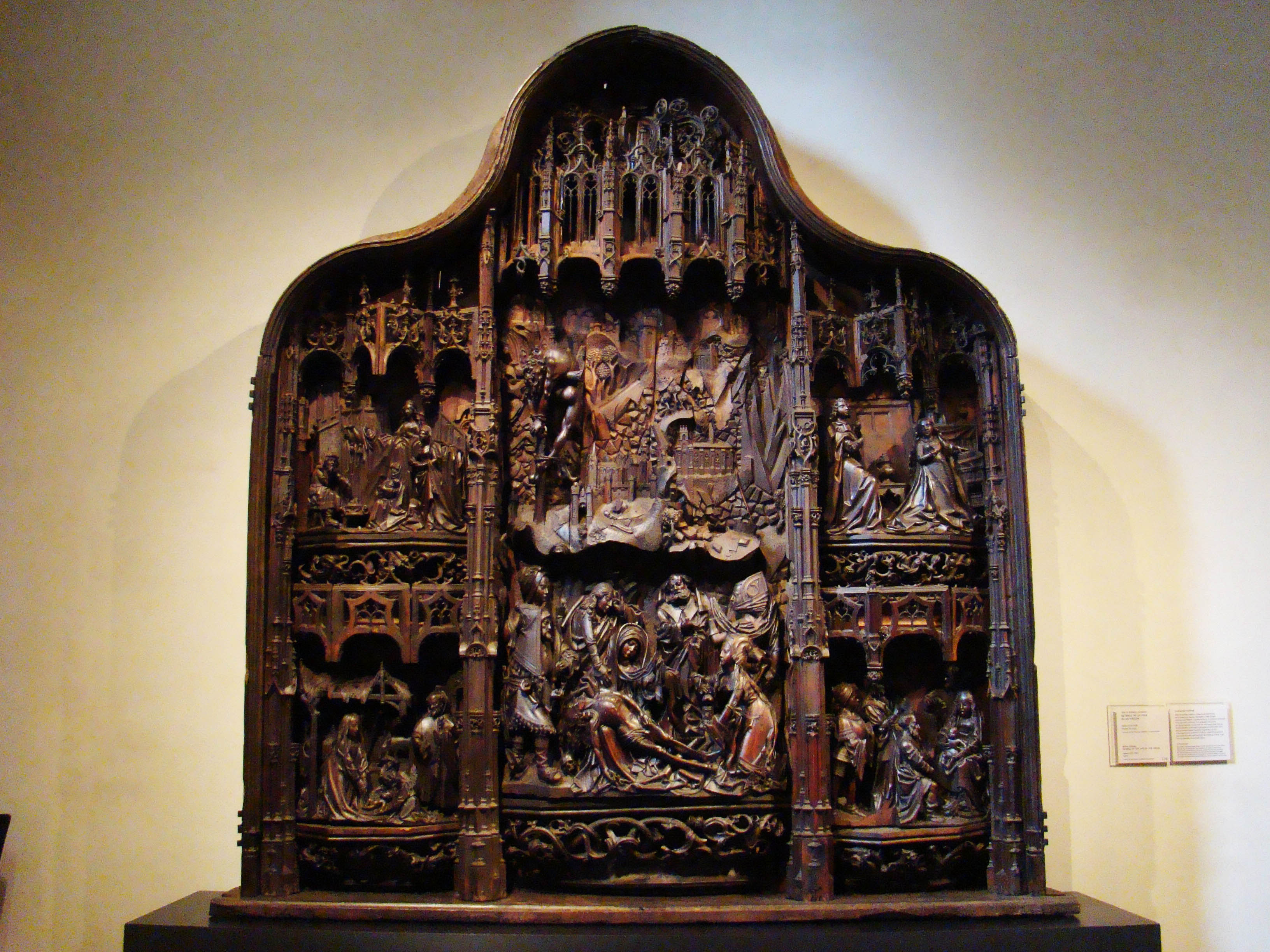
Retablo de la capilla del Santo Cristo del convento de San Francisco de Valladolid, ca. 1515.
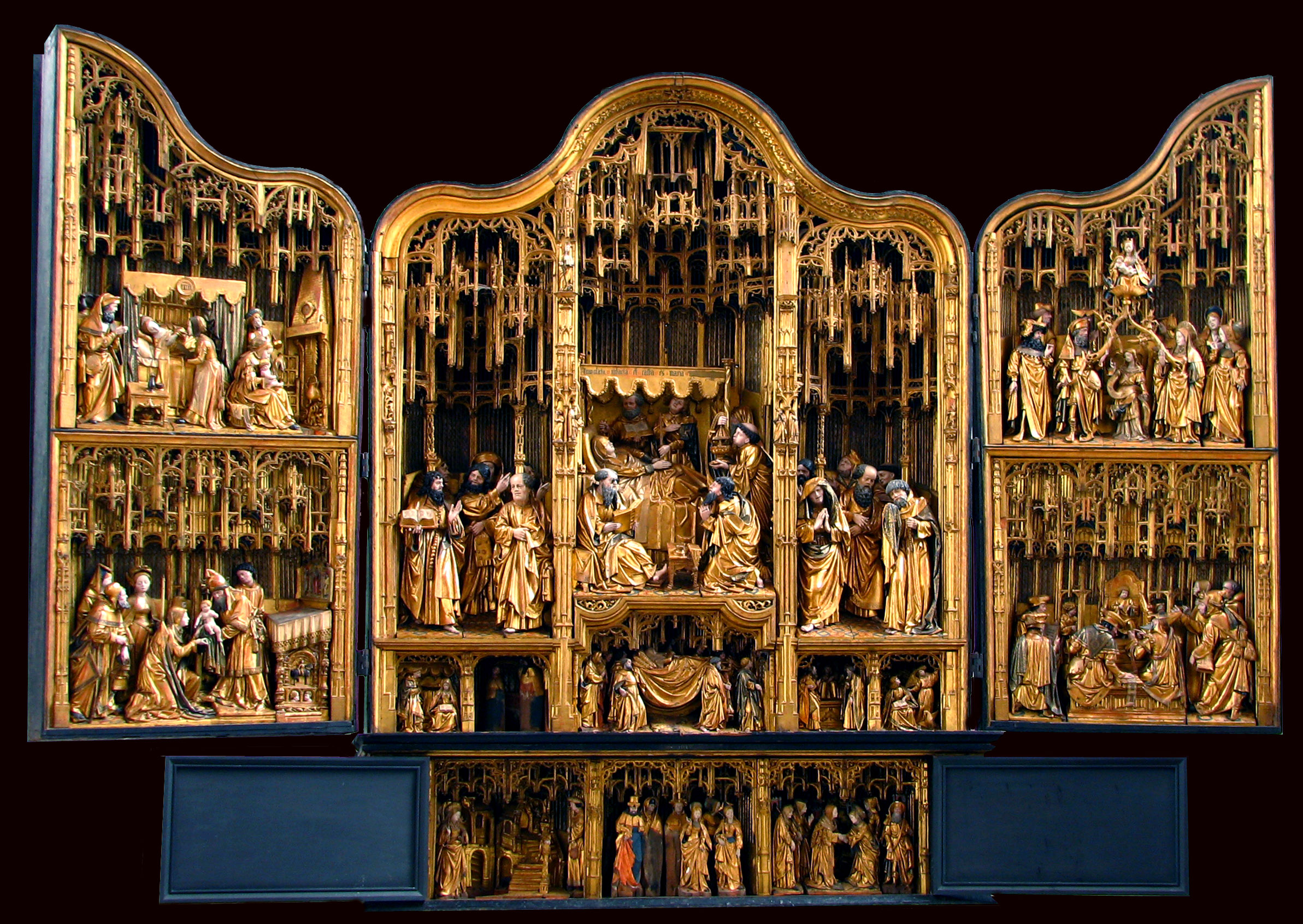
Retablo de la Marienkirche de Lübeck, del llamado Maestro de 1518
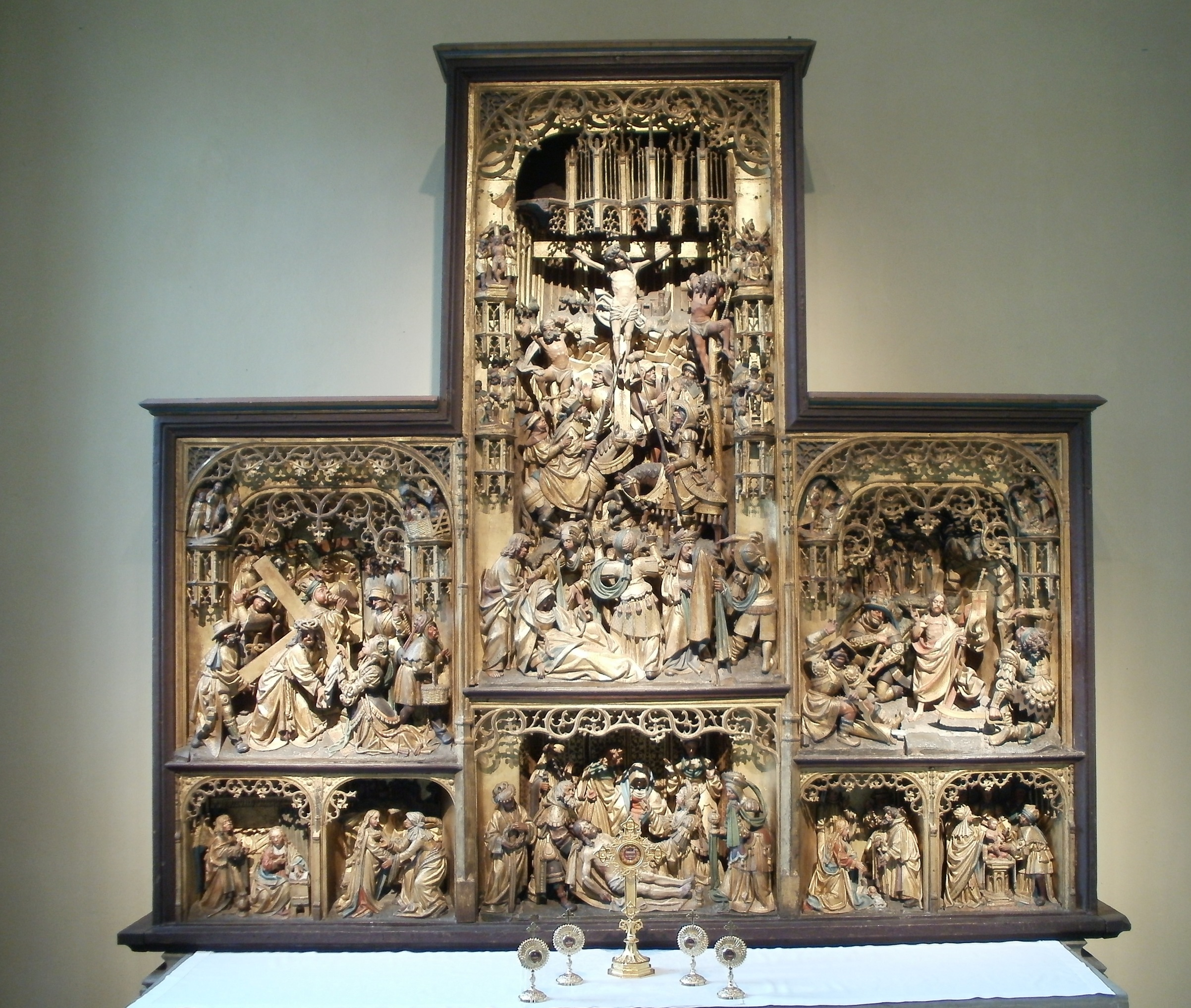
Retablo de los santos Cornelio y Cipriano de Kirrlach.
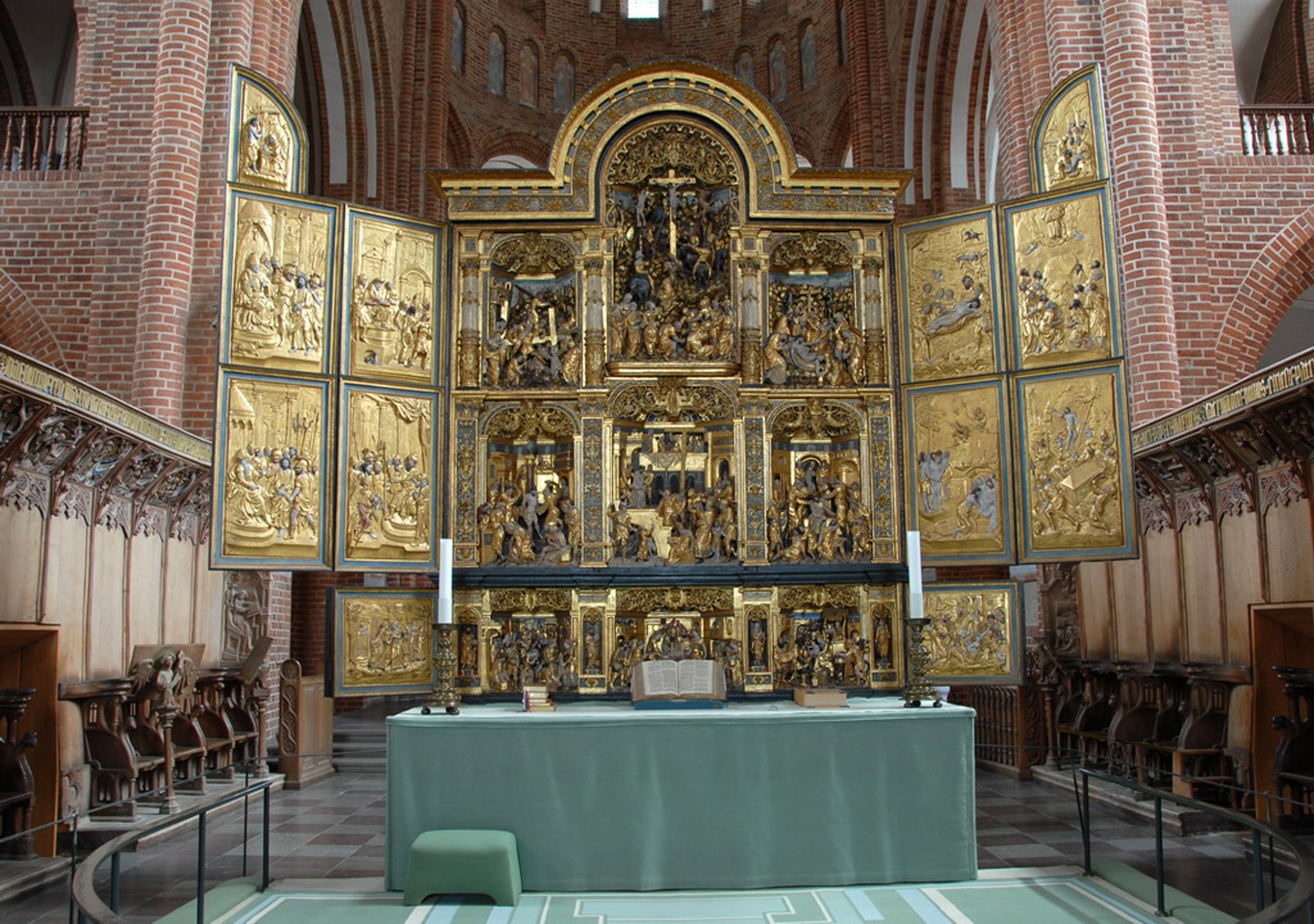
Retablo de la catedral de Roskilde.
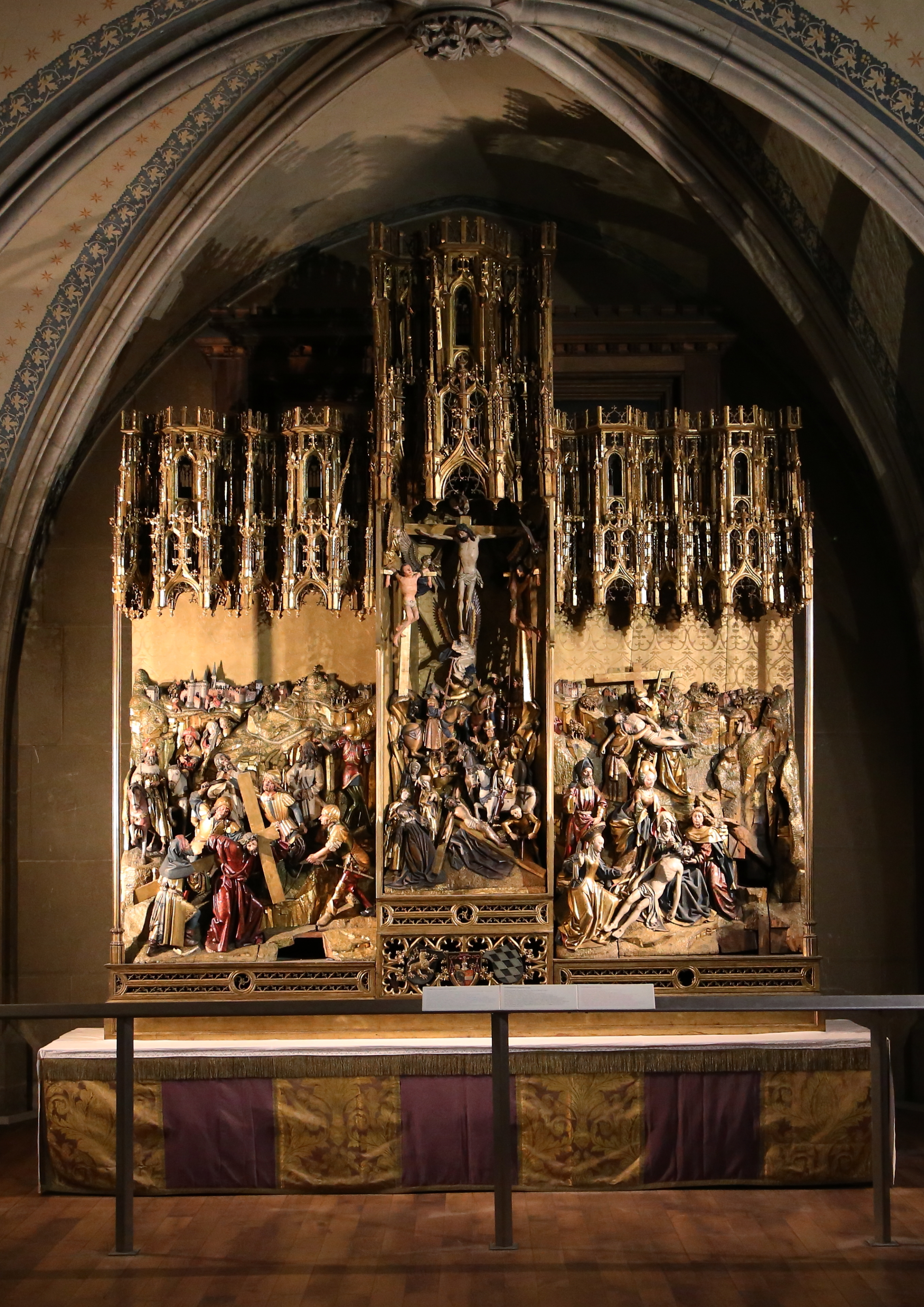
Retablo de la Votivkirche de Viena.
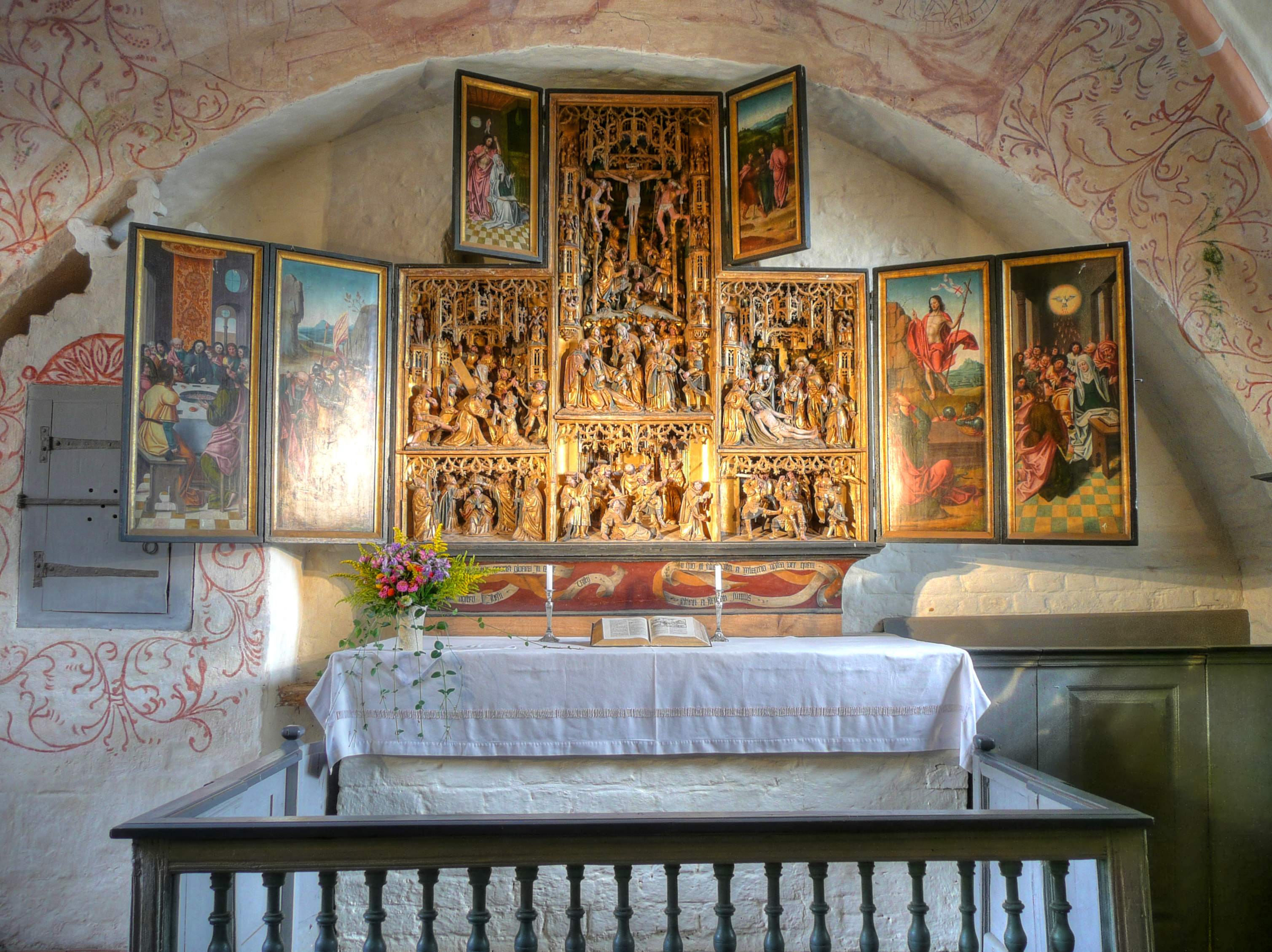
Retablo de la Marienkirche de Waase.
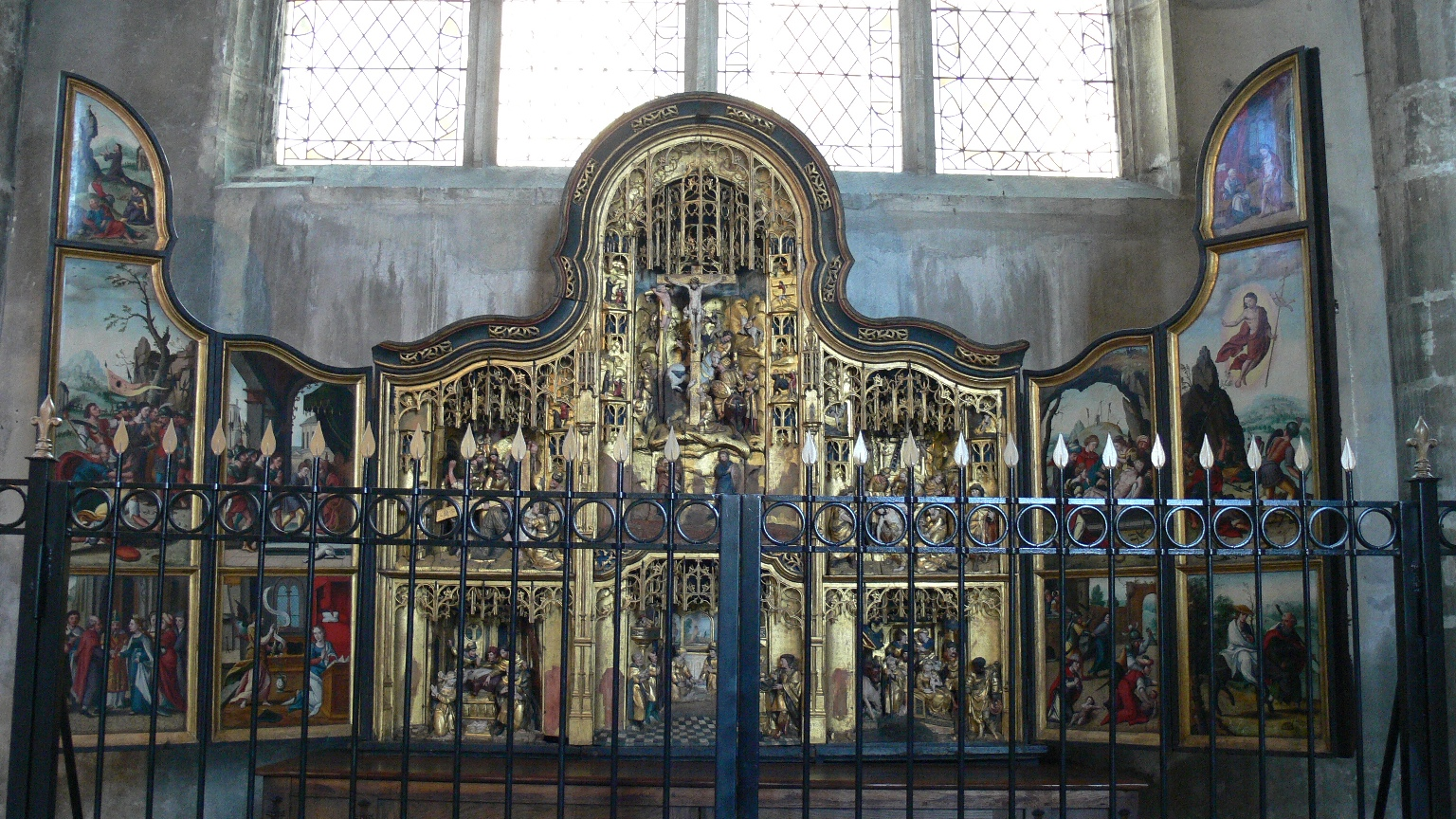
El llamado "retablo de Felipa de Güeldres" en Pont-à-Mousson.
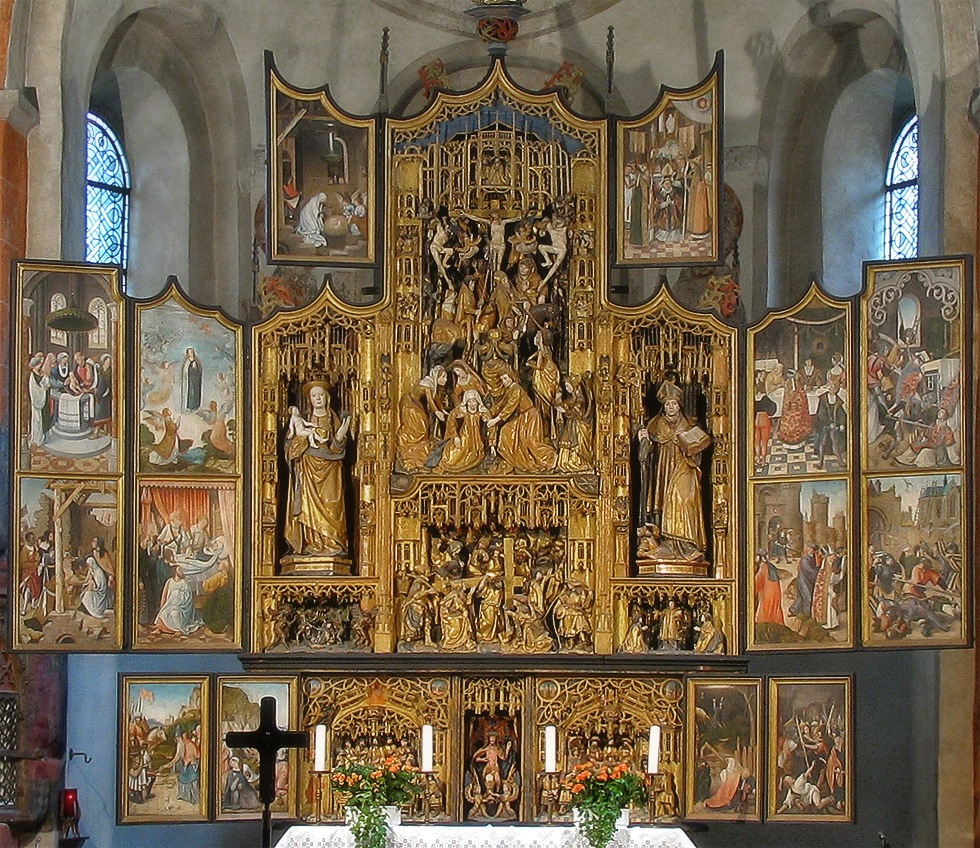
Retablo de San Lamberto de Affeln[25] (1525).

## Pintura

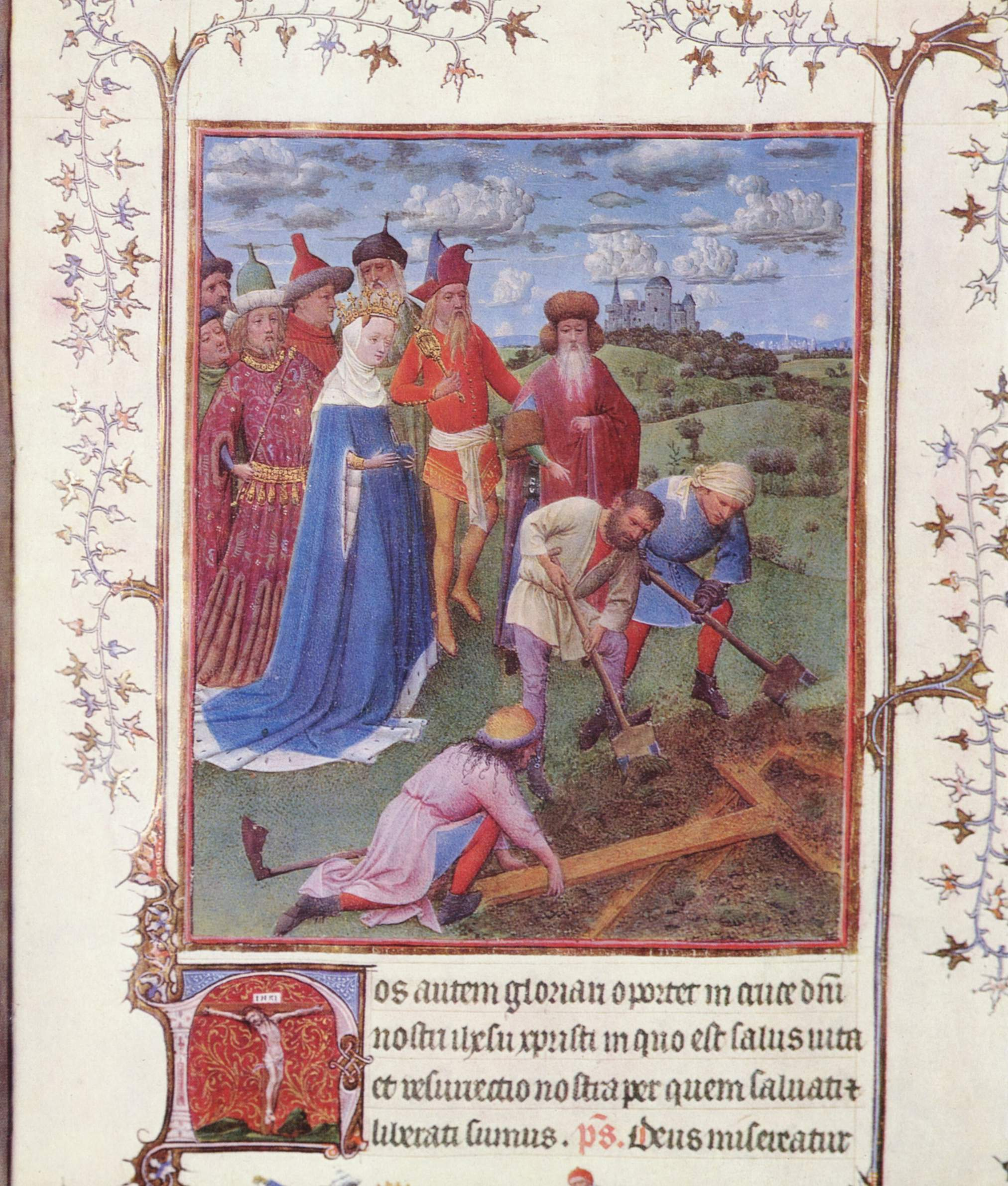
Invención de la Santa Cruz, ilustración de las Horas Milán-Turín debida a la "mano G". El trabajo de iluminación del manuscrito comenzó en 1380 o 1390 y continuó hasta ca. 1420. En él se sucedieron hasta once "manos" (denominadas de la A a la K por Georges Hulin de Loo); artistas flamencos y franceses entre los que pudieron estar el Maestro del Paramento de Narbona, los hermanos Limbourg, los hermanos Van Eyck, Petrus Christus y Barthélemy d'Eyck (posiblemente emparentado con la familia Van Eyck).

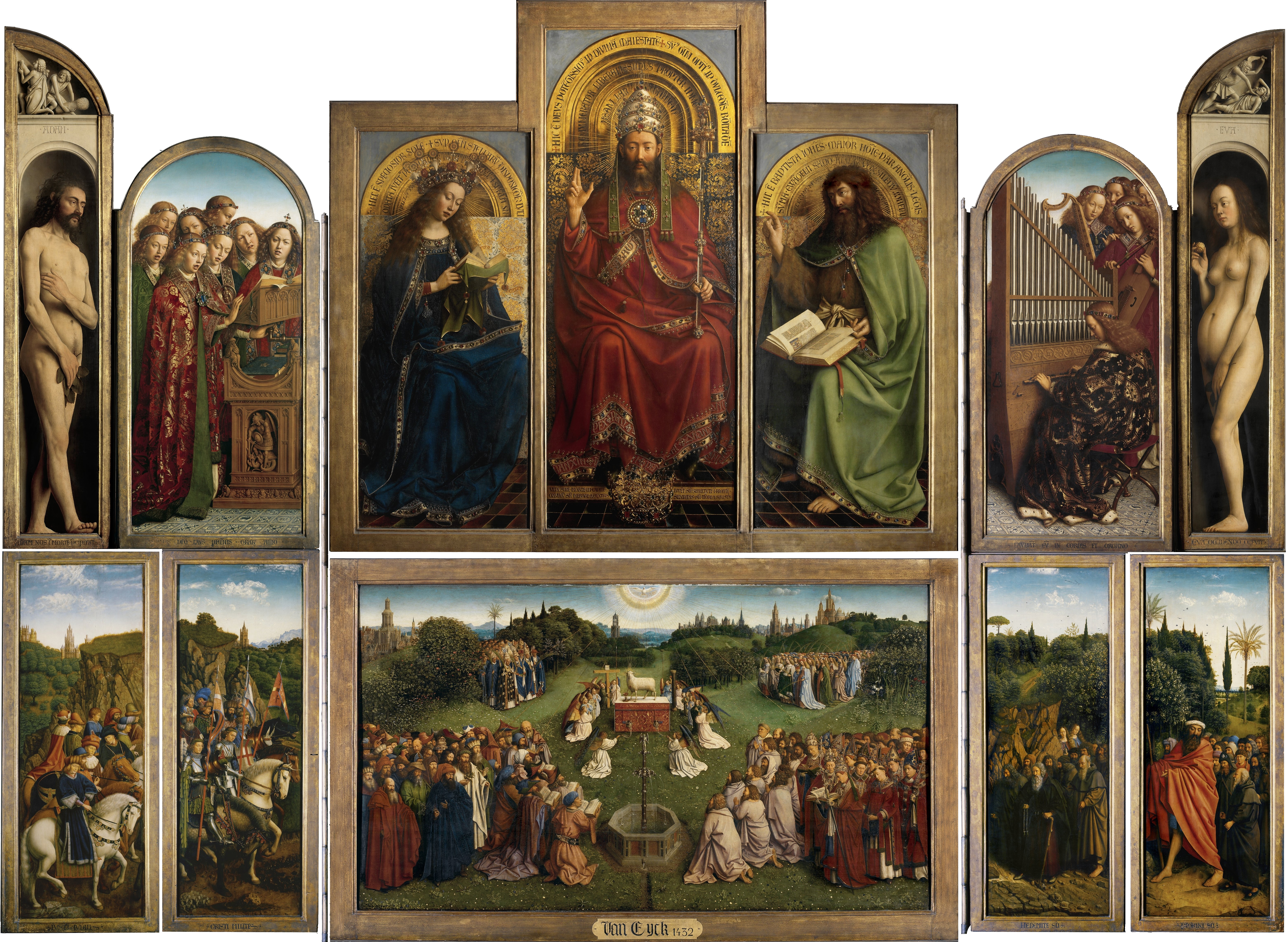
Adoración del Cordero Místico o Políptico de Gante, de los hermanos Hubert y Jan van Eyck (1432)

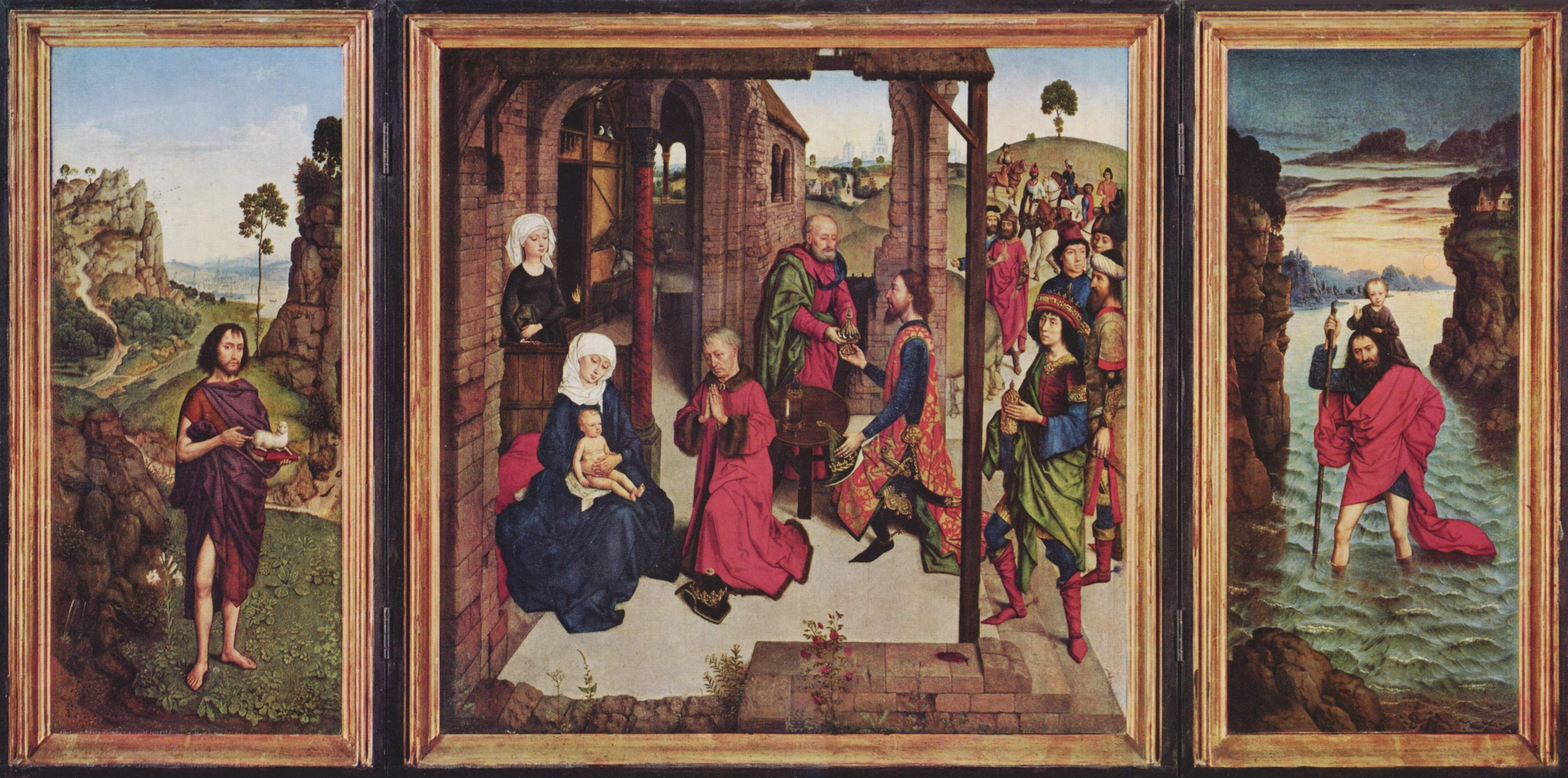
Tríptico con la adoración de los magos entre San Juan Bautista y San Cristóbal, conocido como La Perla de Brabante (ca. 1470), del maestro homónimo que se ha propuesto identificar con Dieric Bouts.

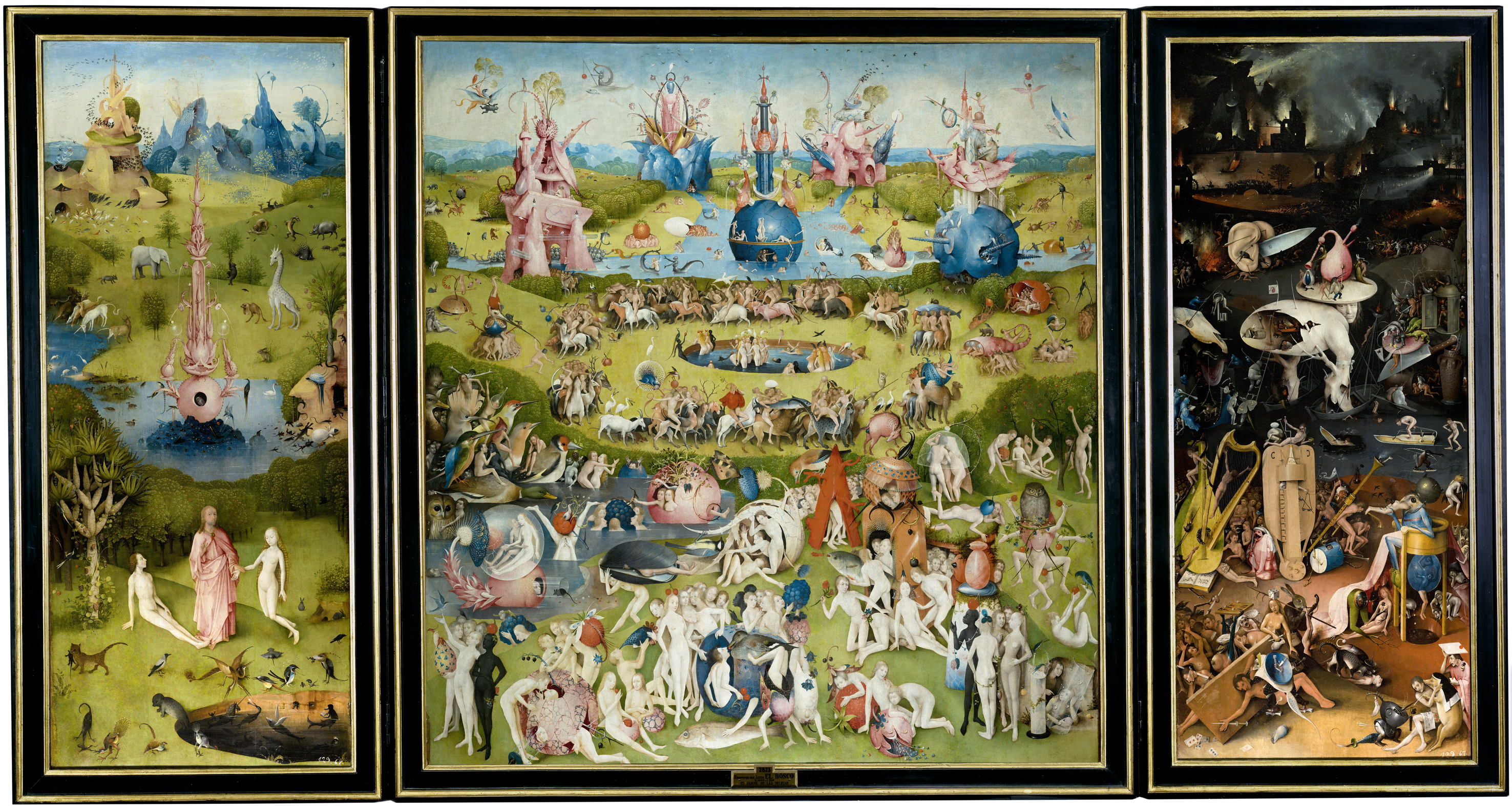
Tríptico llamado El jardín de las delicias (De la variedad del mundo o Del madroño), de El Bosco (1490-1500)

A mediados del siglo XIV Jean Bondol (Juan o Hennequin de Brujas) fue el primer pintor destacado de la escuela de Brujas, del que se conservan ilustraciones en manuscritos y los tapices que se realizaron a partir de sus cartones. Un gran número de maestros flamencos fueron contratados por la corte de Borgoña y la de los reyes de Francia, así como las numerosas cortes principescas a lo largo de ese reino (Melchior Broederlam, André Beauneveu, Jean Malouel y sus sobrinos, los hermanos Limbourg, Jean de Beaumetz, Henri Bellechose, Barthélemy d'Eyck -a quien se ha propuesto identificar con maestros anónimos denominados "del cœur d'amour épris", "del Rey René" y "de la Anunciación de Aix"-, la familia d'Ypres o Simon Marmion). Muy significativa fue la presencia de artistas flamenco-borgoñones en la corte papal que generó en la región de Provenza una "escuela de Aviñón".
En cambio, la producción local conservada de pintura sobre tabla de finales del siglo XIV y las primeras décadas del XV es muy escasa en Flandes, apenas una docena de ejemplos. En la primera mitad del XV se desarrolla una innovación decisiva, la pintura al óleo, que permitió un detallismo extremo y la posibilidad de multiplicar los retoques y veladuras; en el proceso destacaron los hermanos Van Eyck, fueran o no los "inventores" de la técnica.

Los primitivos flamencos del siglo XV
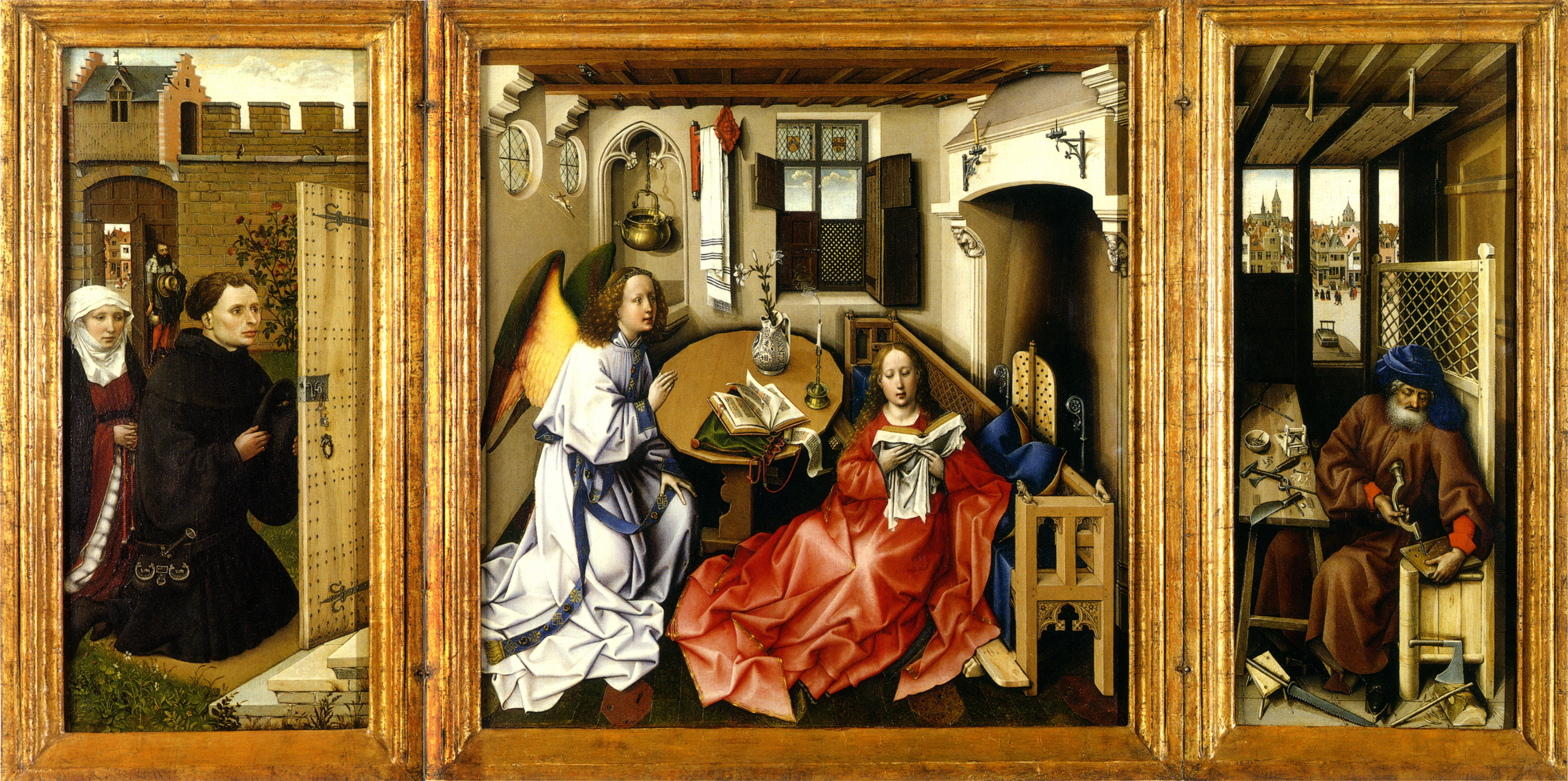
Anunciación o Tríptico de Merode, de Roberto Campin (Maestro de Flemalle) (ca. 1425-1430)
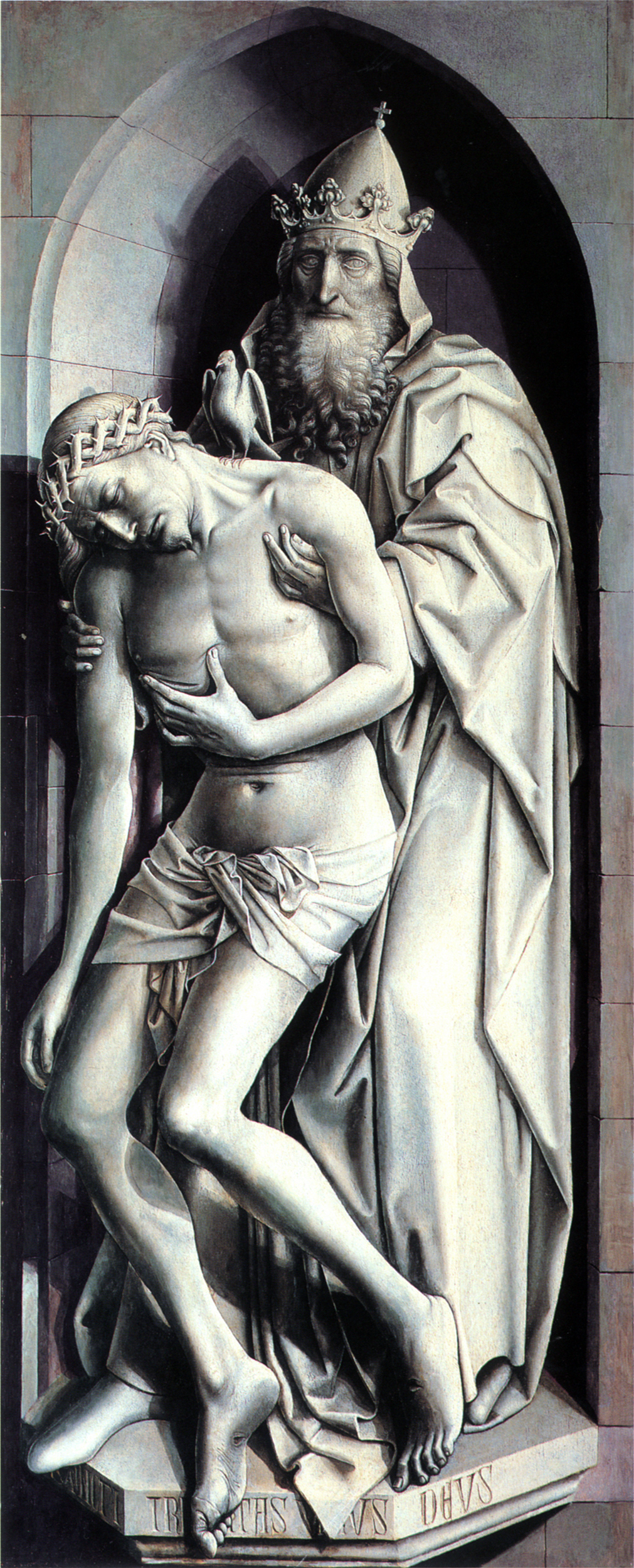
Grisalla de La Trinidad, de Roberto Campin, una de las tablas de Flémalle (1430-1432)
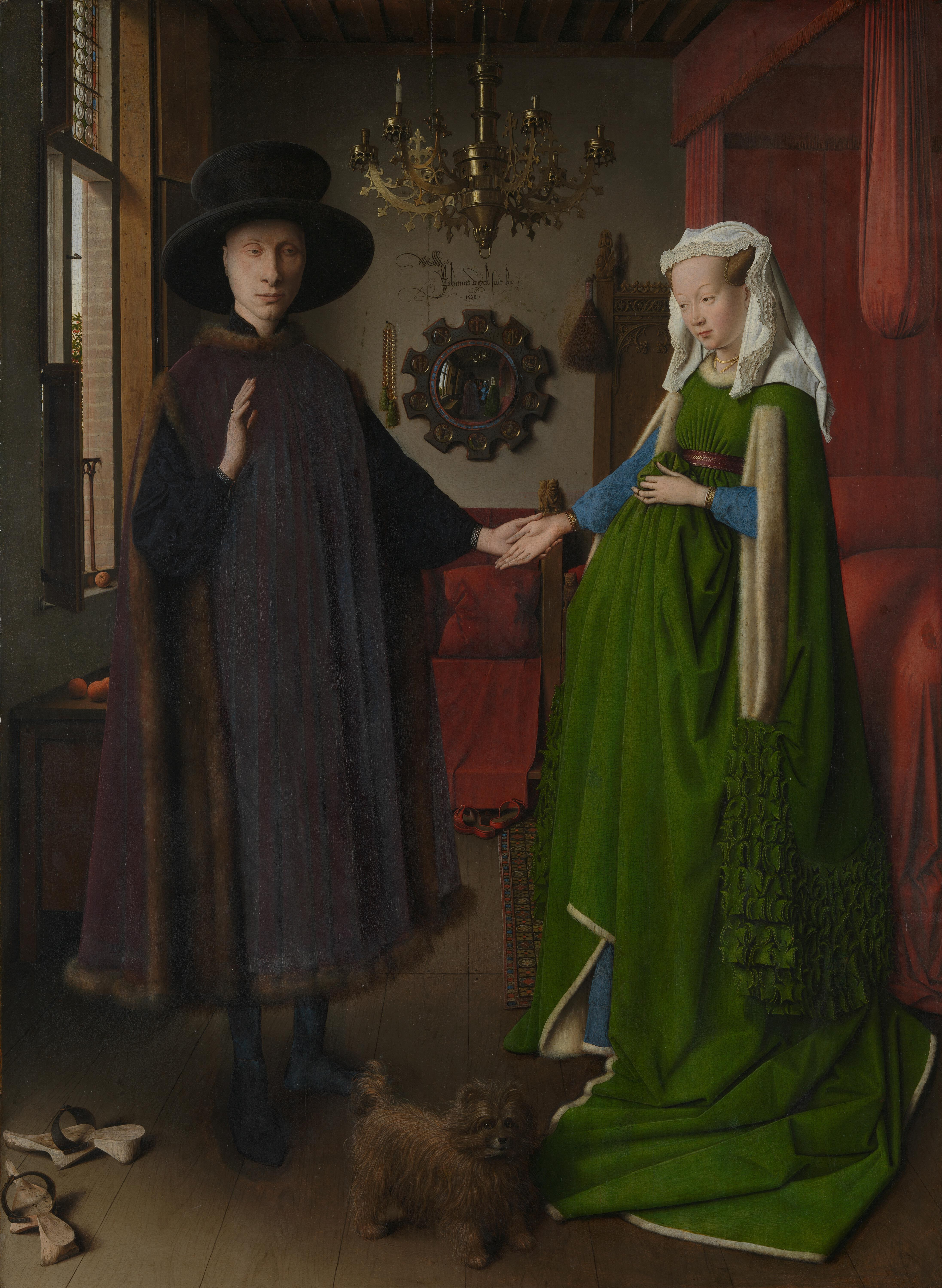
Matrimonio Arnolfini, de Jan Van Eyck (1434)
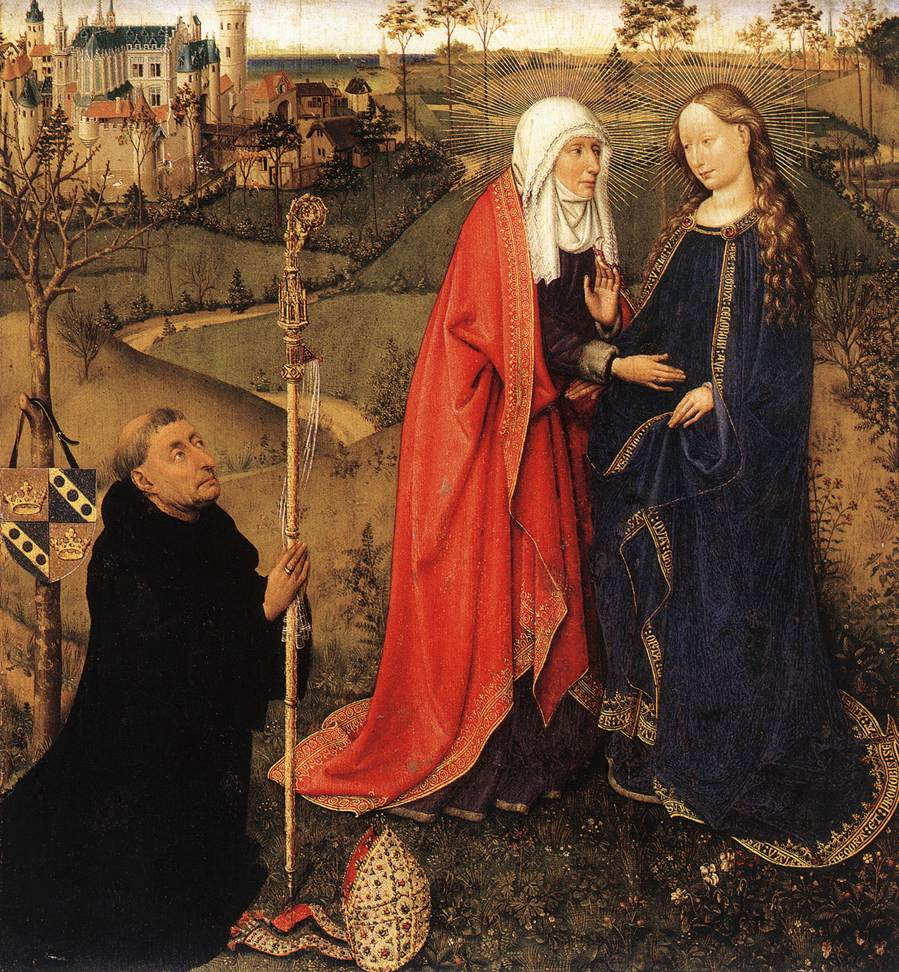
Visitación, tabla del Altar de la Virgen de la abadía de Saint-Vaast,[31] de Jacques Daret (1434-1435)
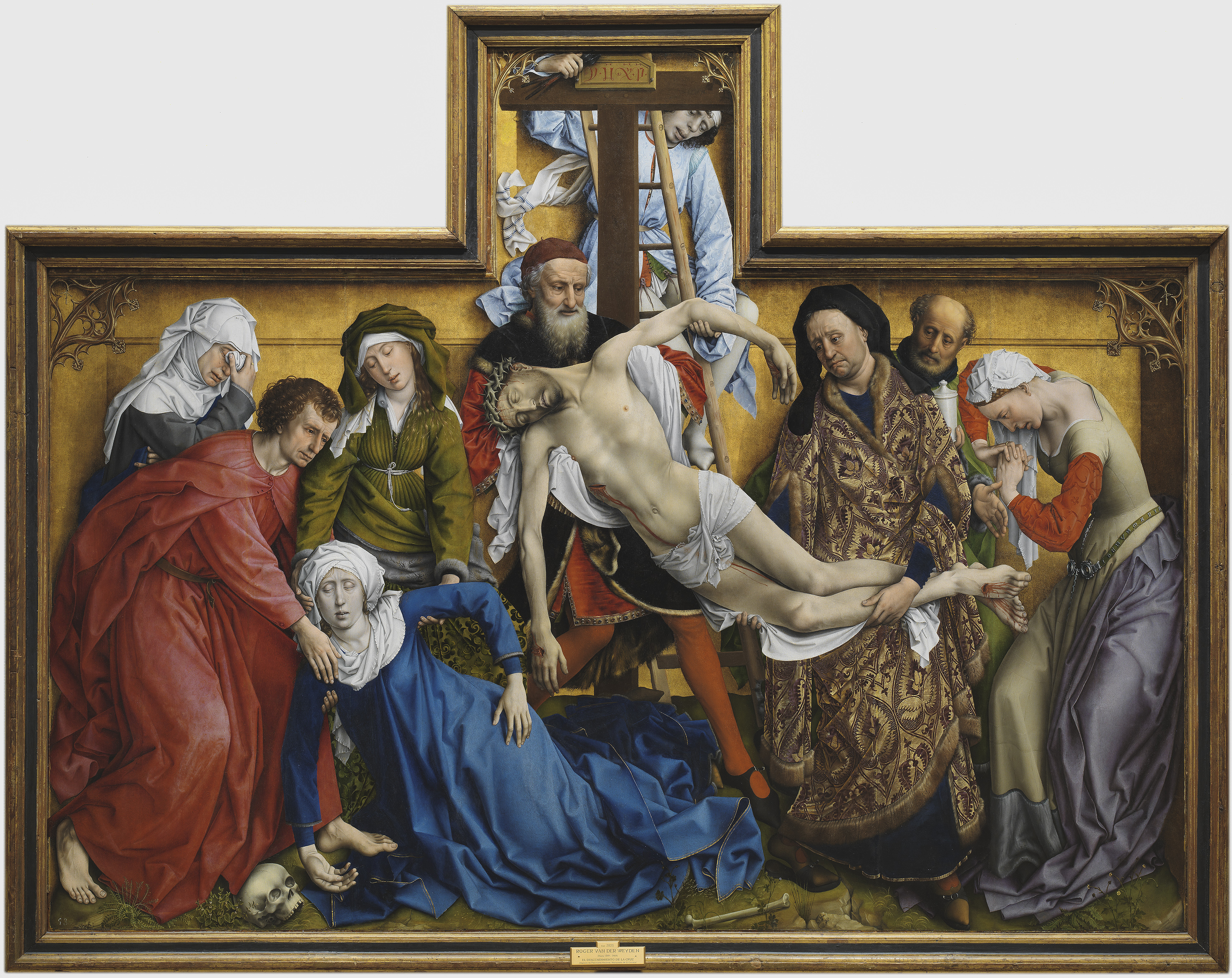
Descendimiento, de Rogier van der Weyden (ca. 1435)
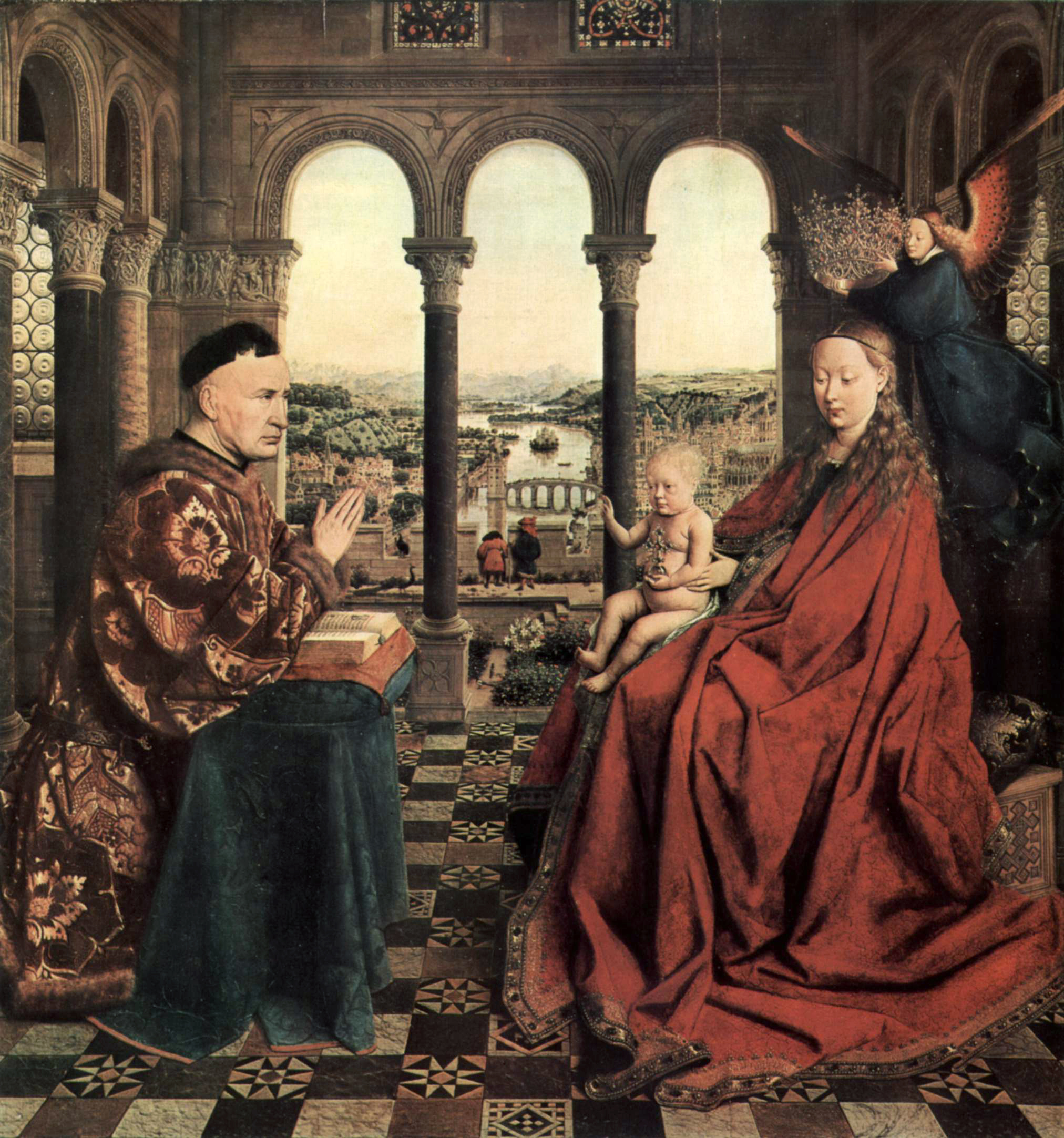
Virgen del canciller Rolin, de Jan van Eyck (1435)
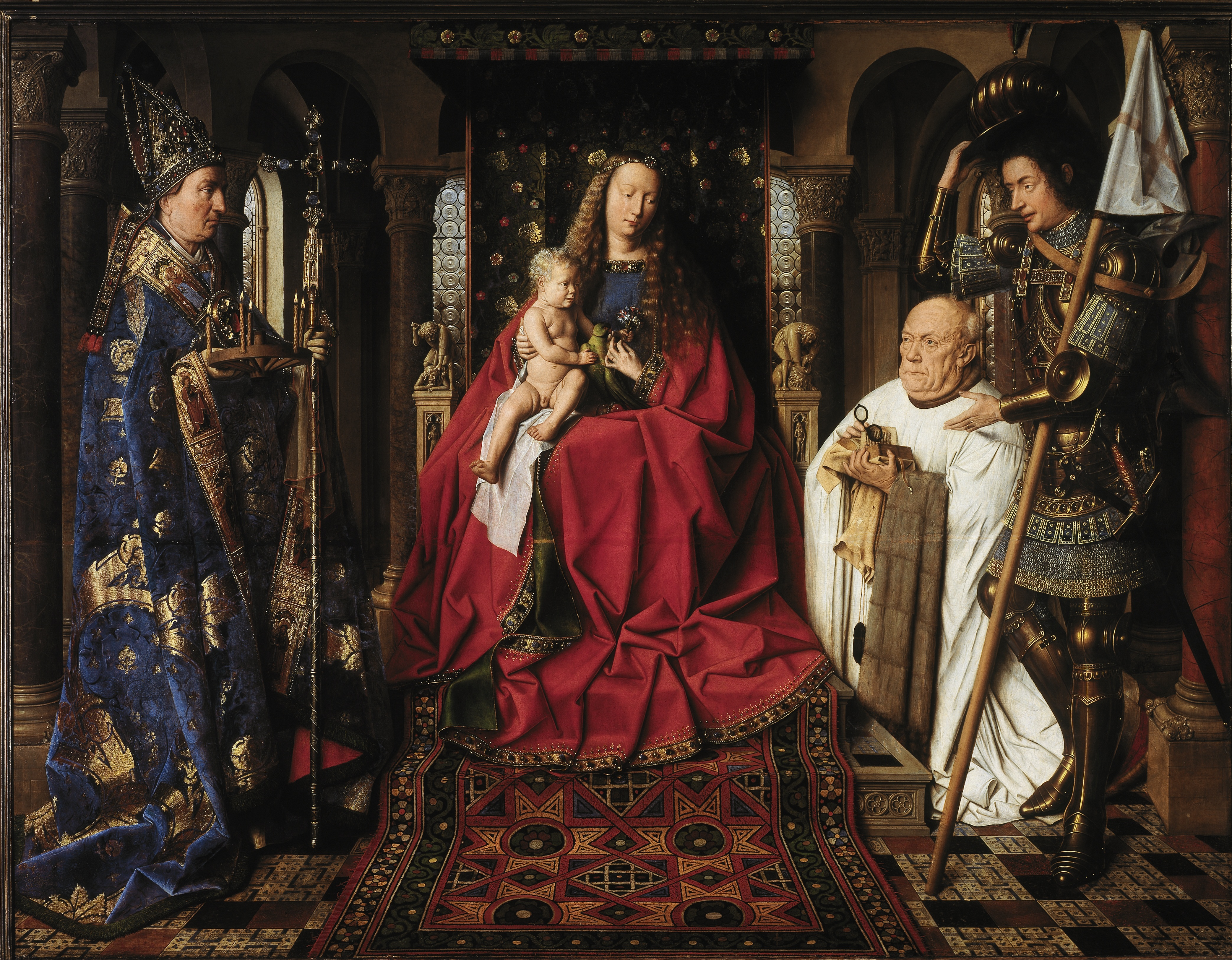
Virgen del canónigo Van der Paele, de Jan van Eyck (1435)
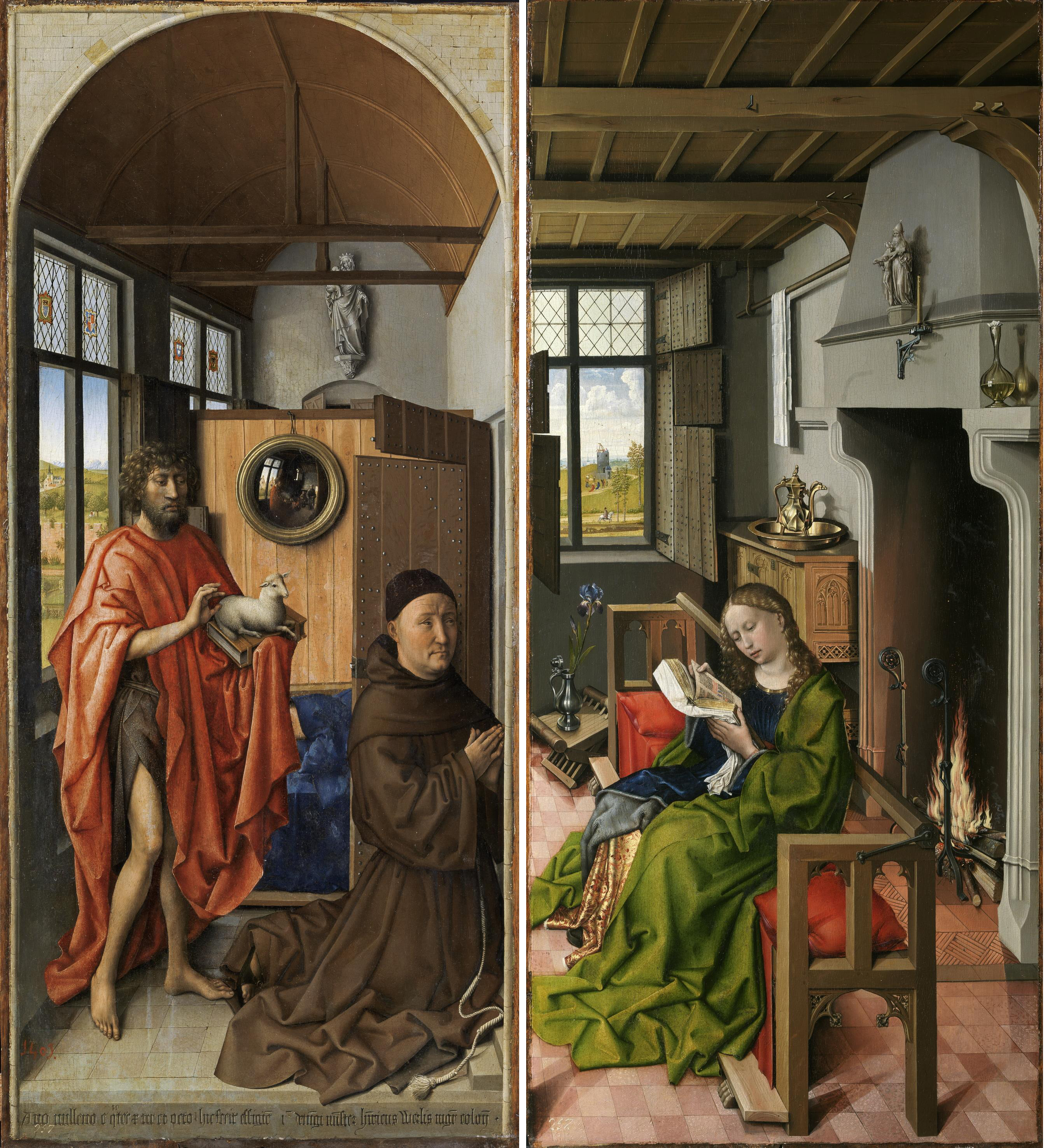
Tríptico Werl, de Roberto Campin (Maestro de Flemalle) (1438)
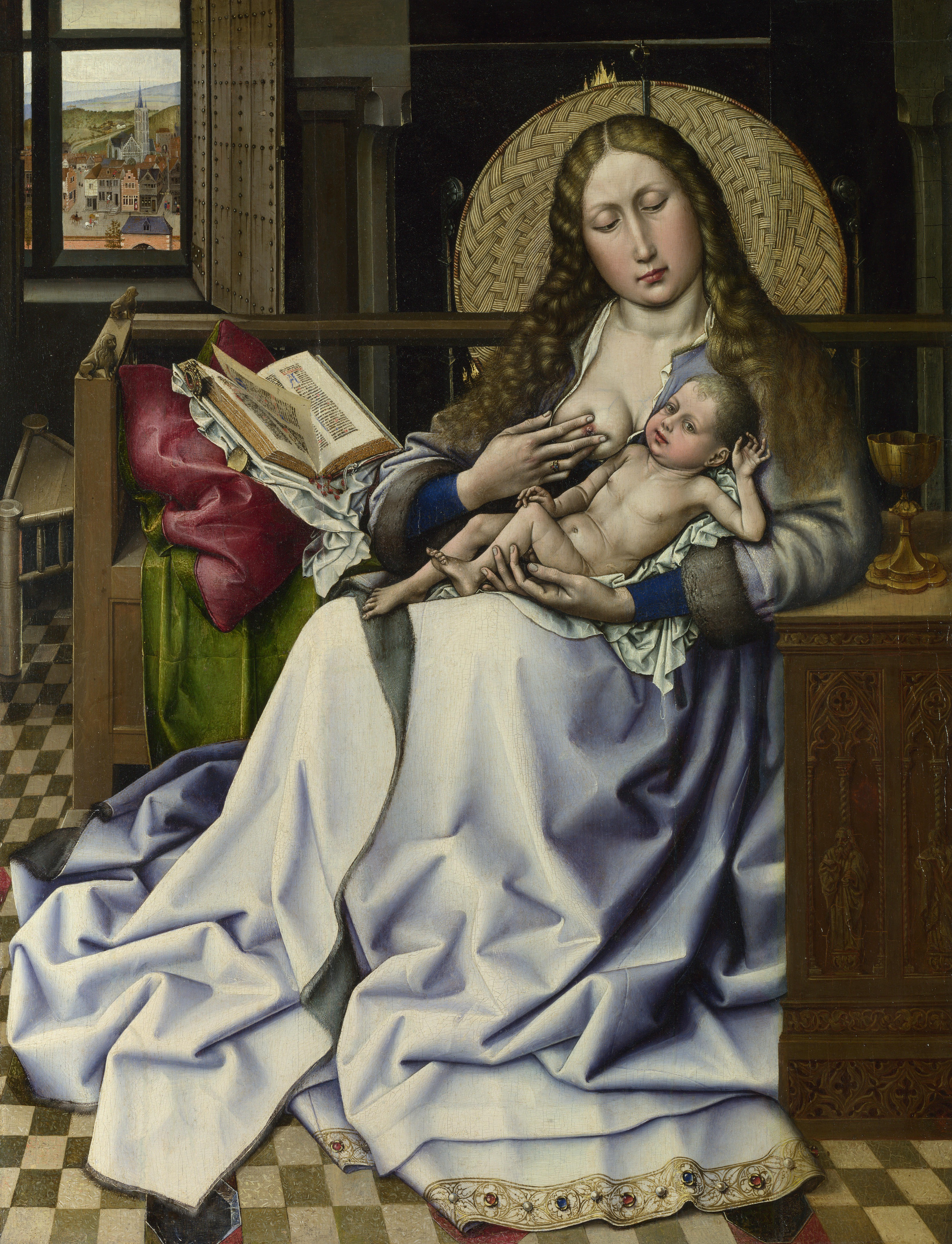
Virgen de la pantalla,[32] del taller de Roberto Campin (ca. 1440)
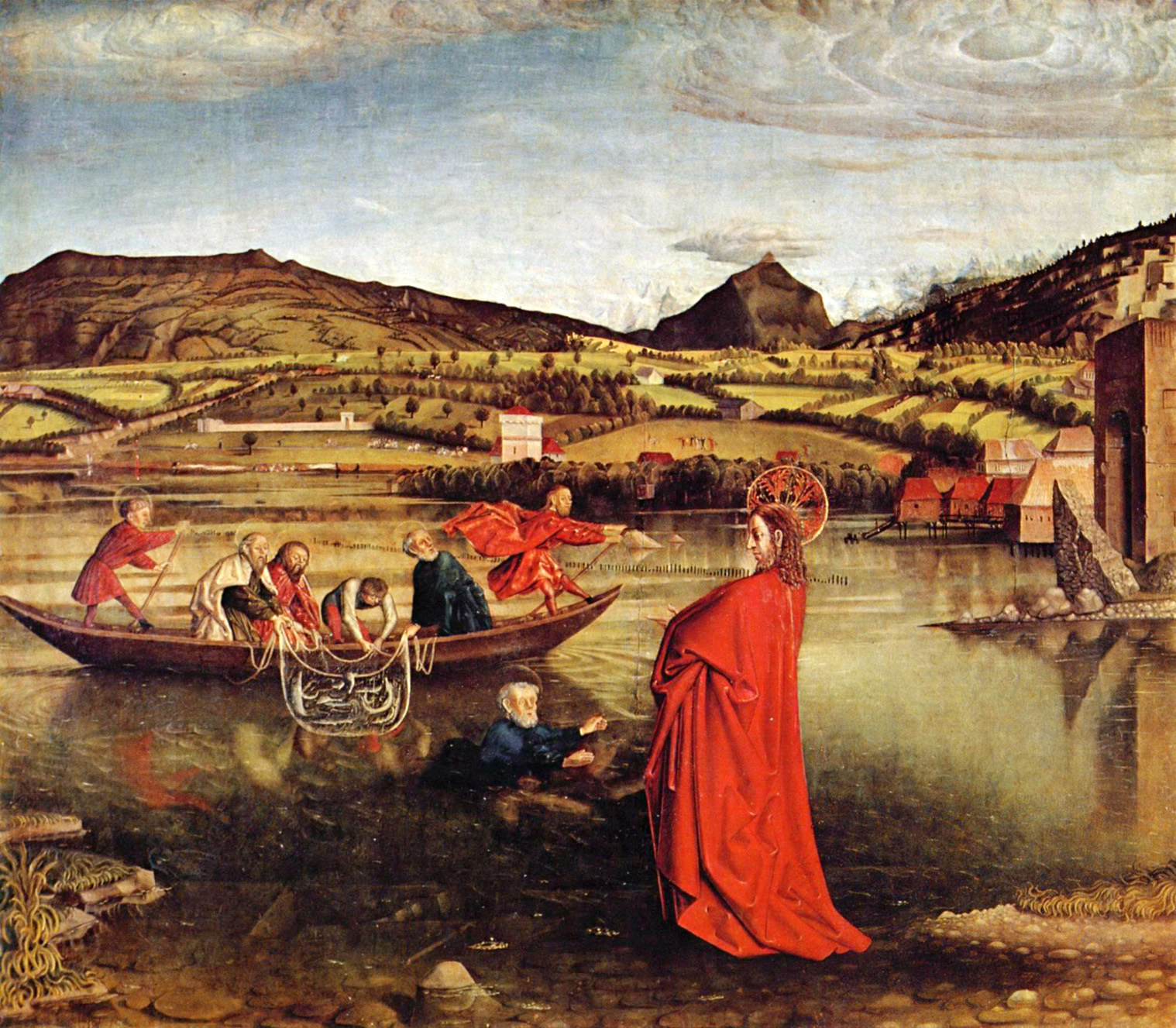
La pesca milagrosa, de Konrad Witz (1444)
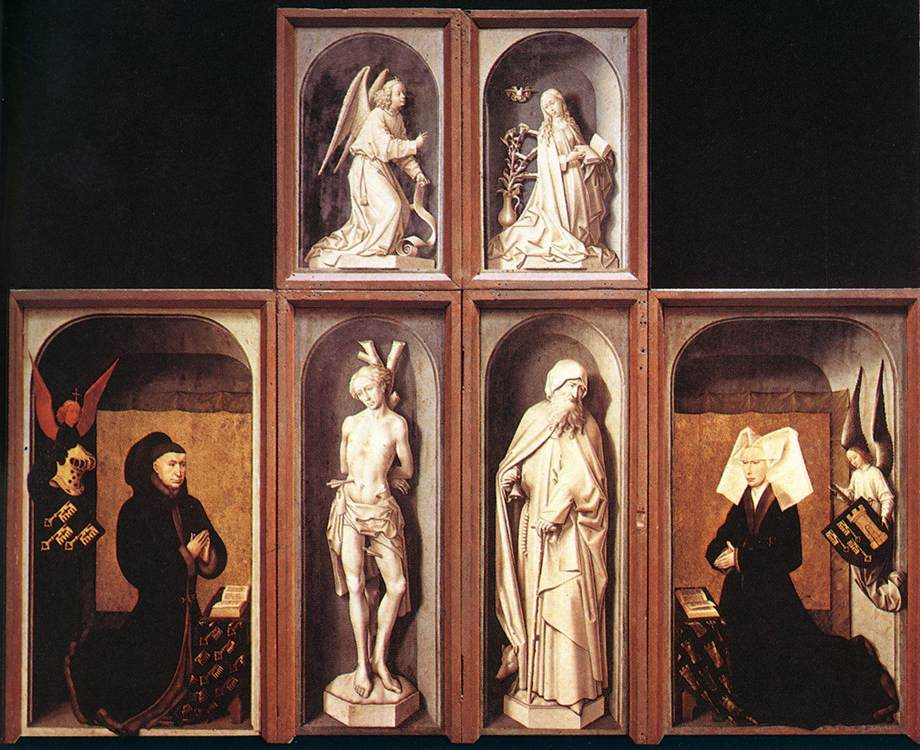
Políptico del juicio final (en posición cerrada), de Roger van der Weyden (1444-1450)
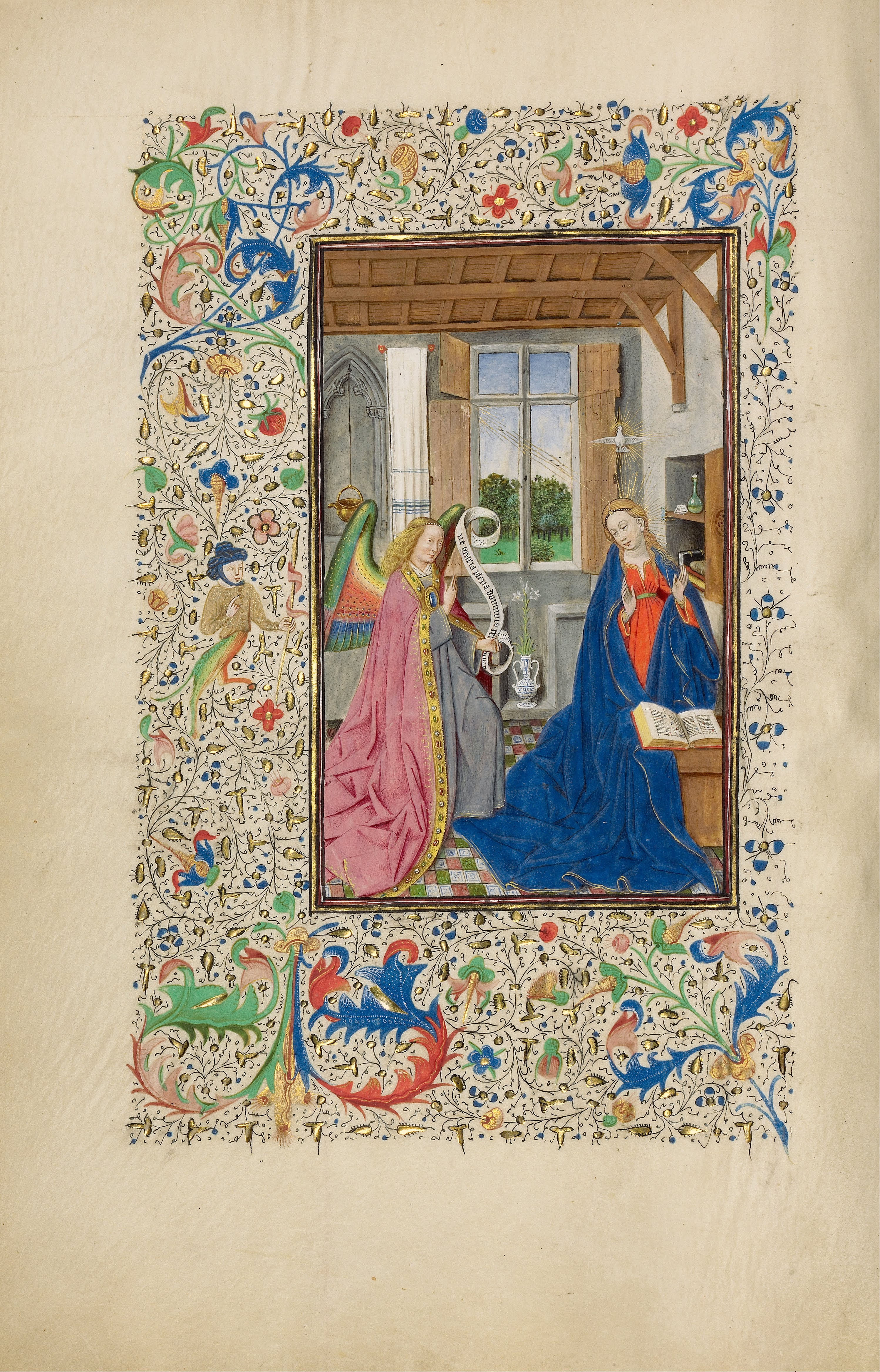
Anunciación, ilustración de las Horas Llangattock, del maestro homónimo,[33] (1445-1460), relacionado con el taller de los Van Eyck en Brujas.
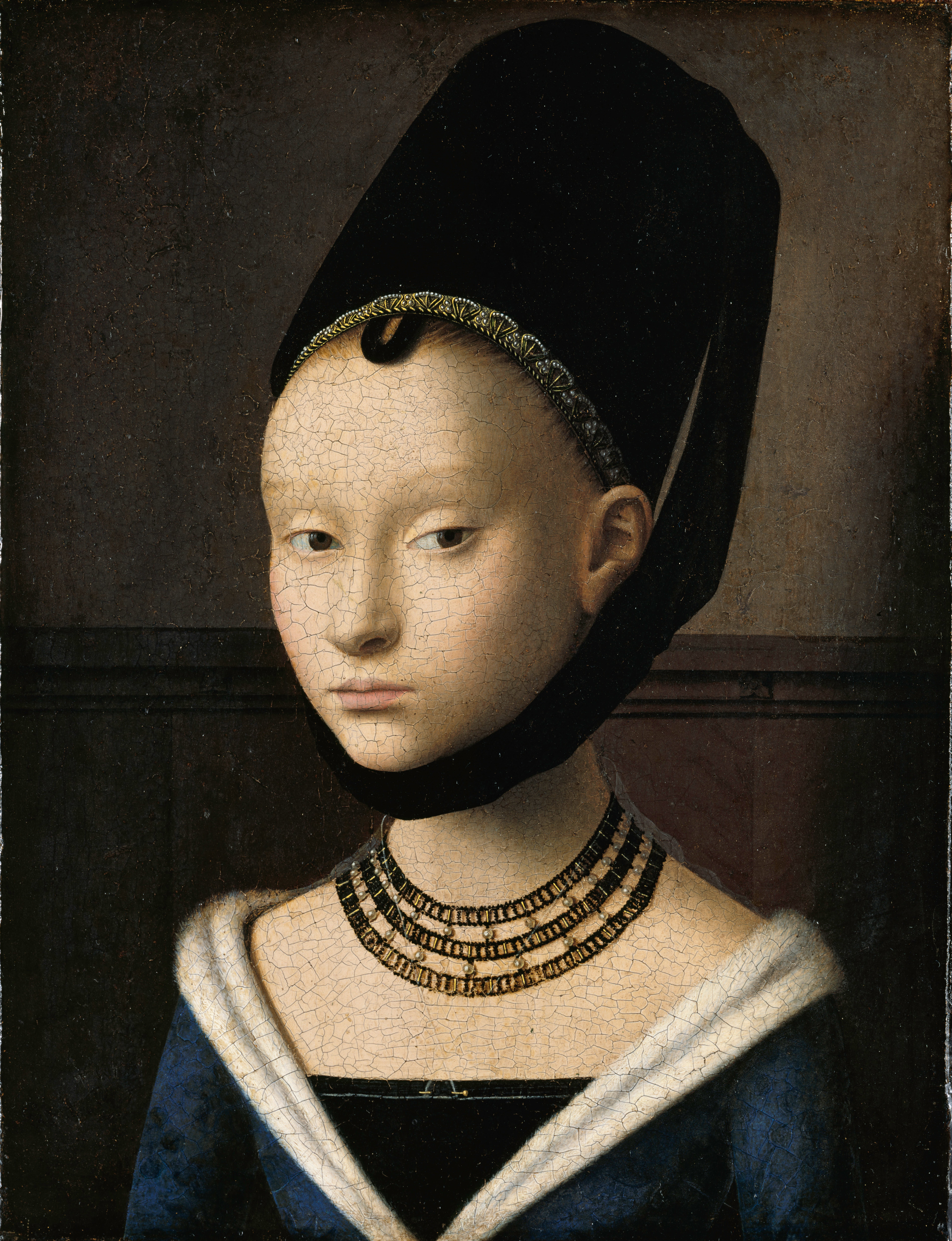
Retrato de muchacha, de Petrus Christus (1465-1470)
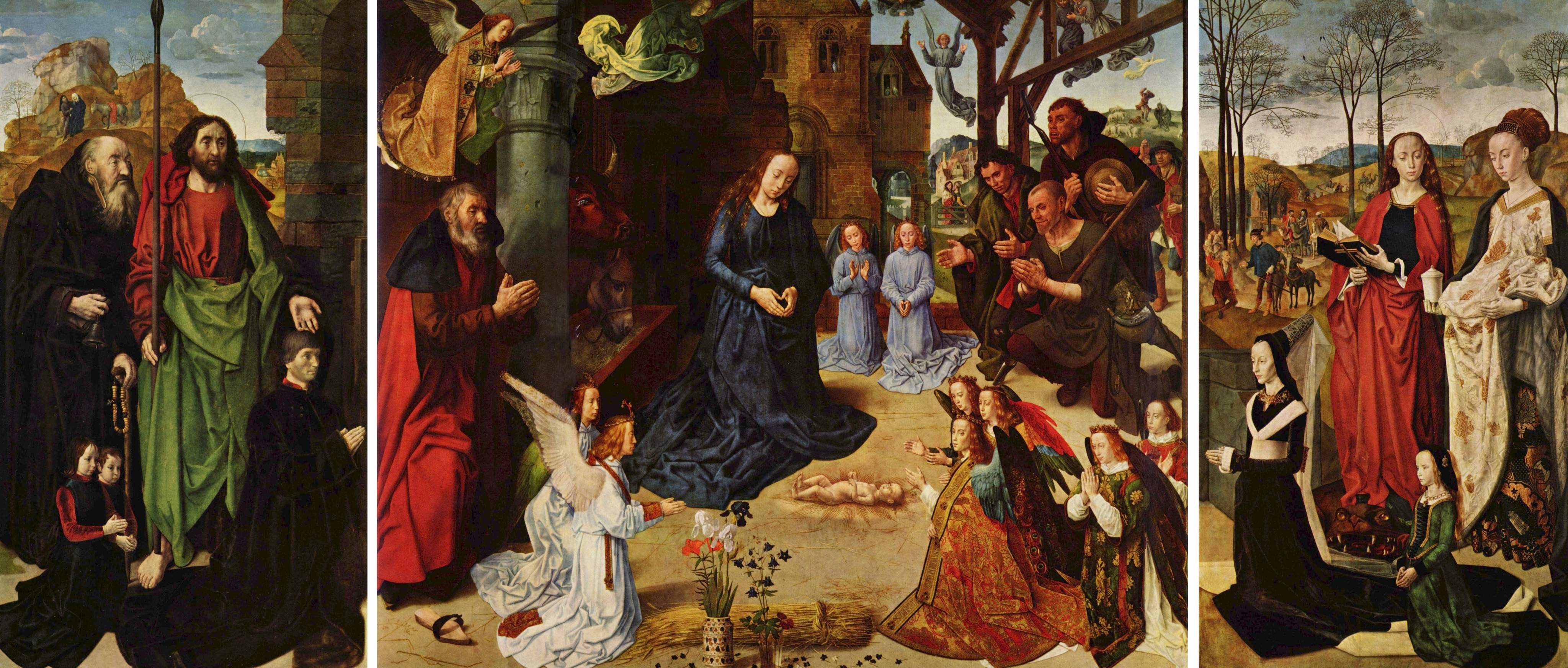
Adoración de los pastores o Tríptico Portinari, de Hugo van der Goes (1476-1478)
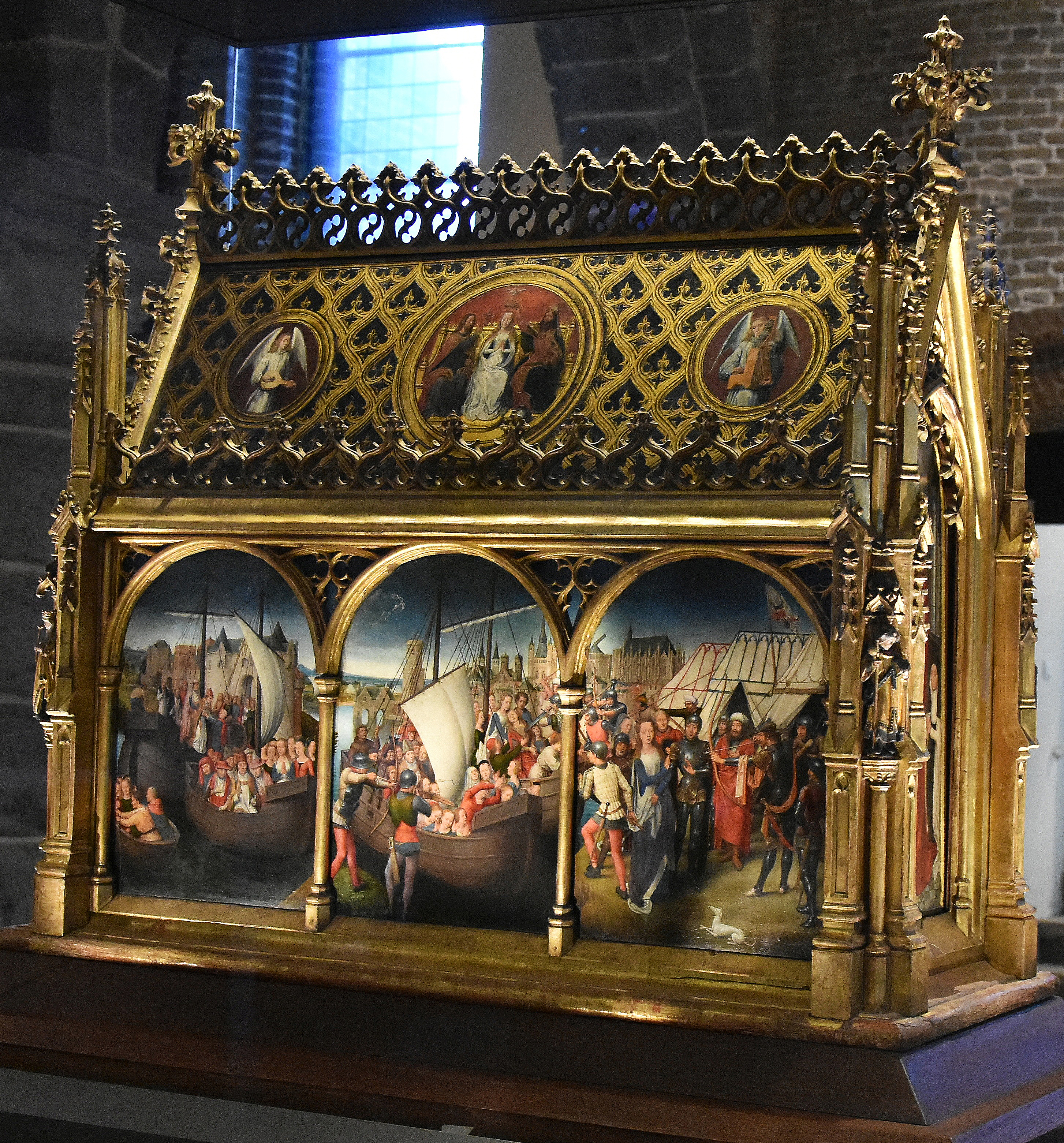
Arqueta de Santa Úrsula, pintada por Hans Memling (1489.
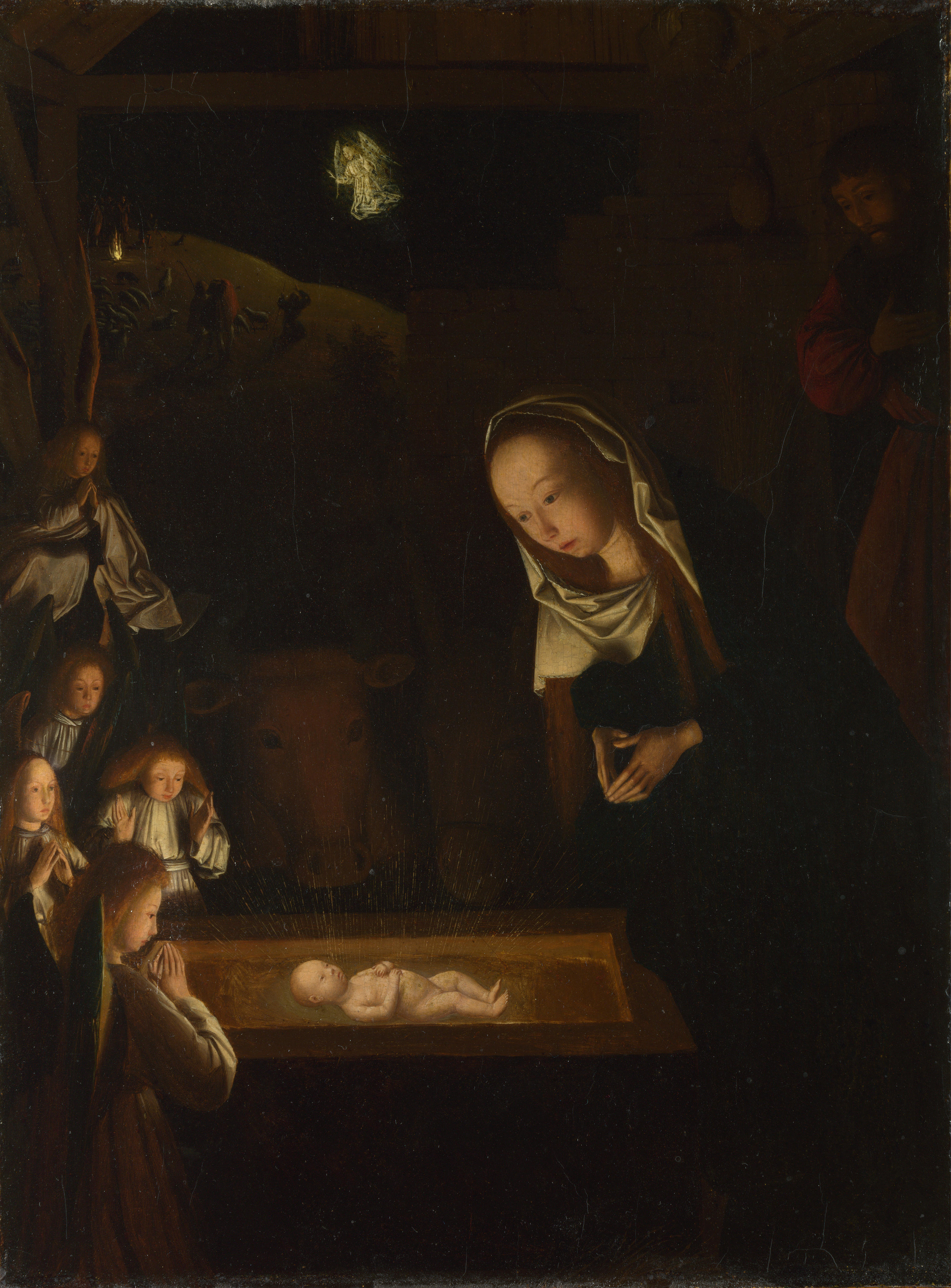
Navidad de noche,[34] de Geertgen tot Sint Jans (Gerardo de San Juan) (ca. 1490)
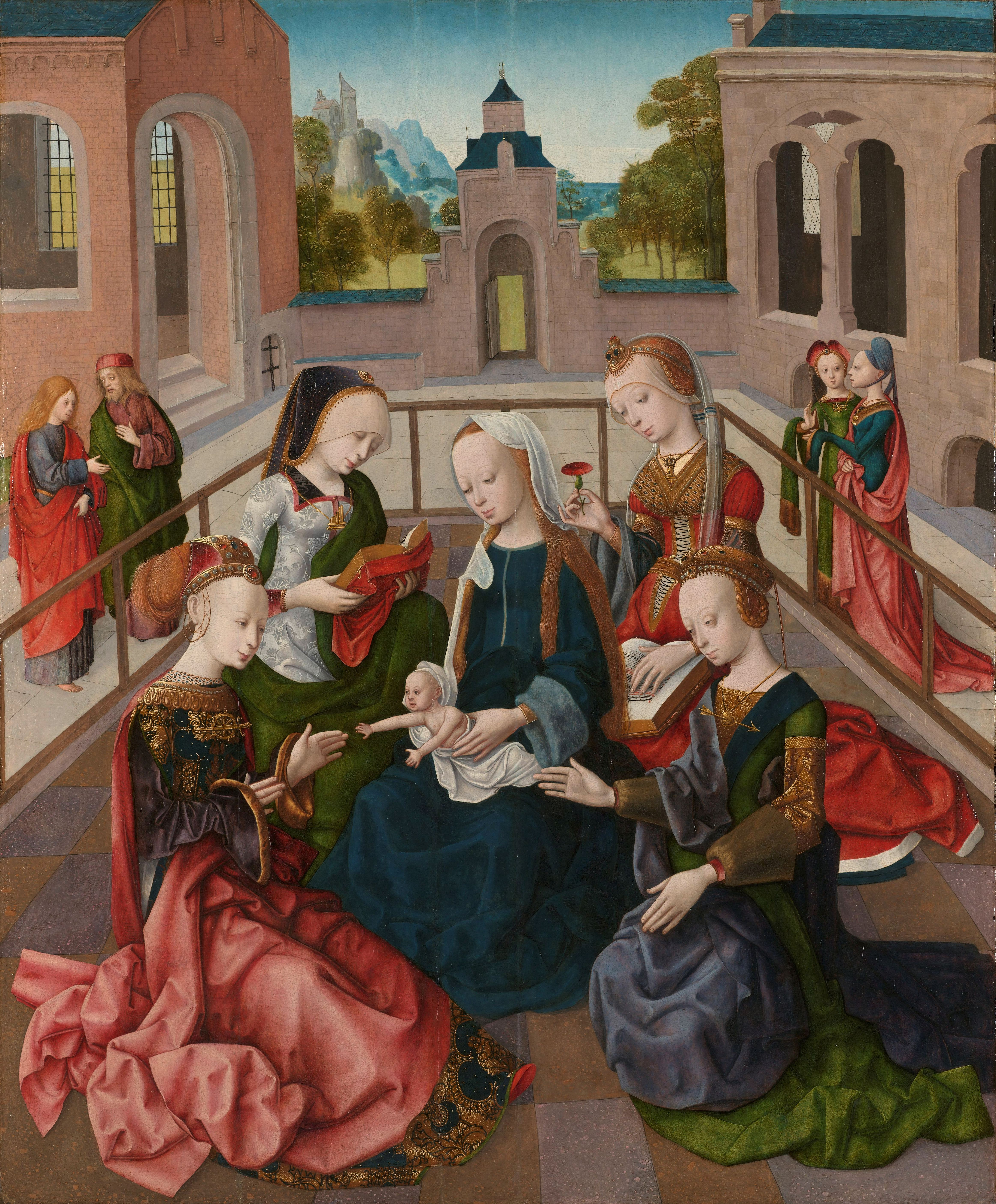
La Virgen con el Niño entre cuatro Santas Vírgenes (las santas Catalina, Cecilia, Bárbara y Úrsula), del Maestro de la Virgo inter Virgines (1495-1500)

Pervivencia del Gótico en los maestros flamencos de la primera mitad del siglo XVI
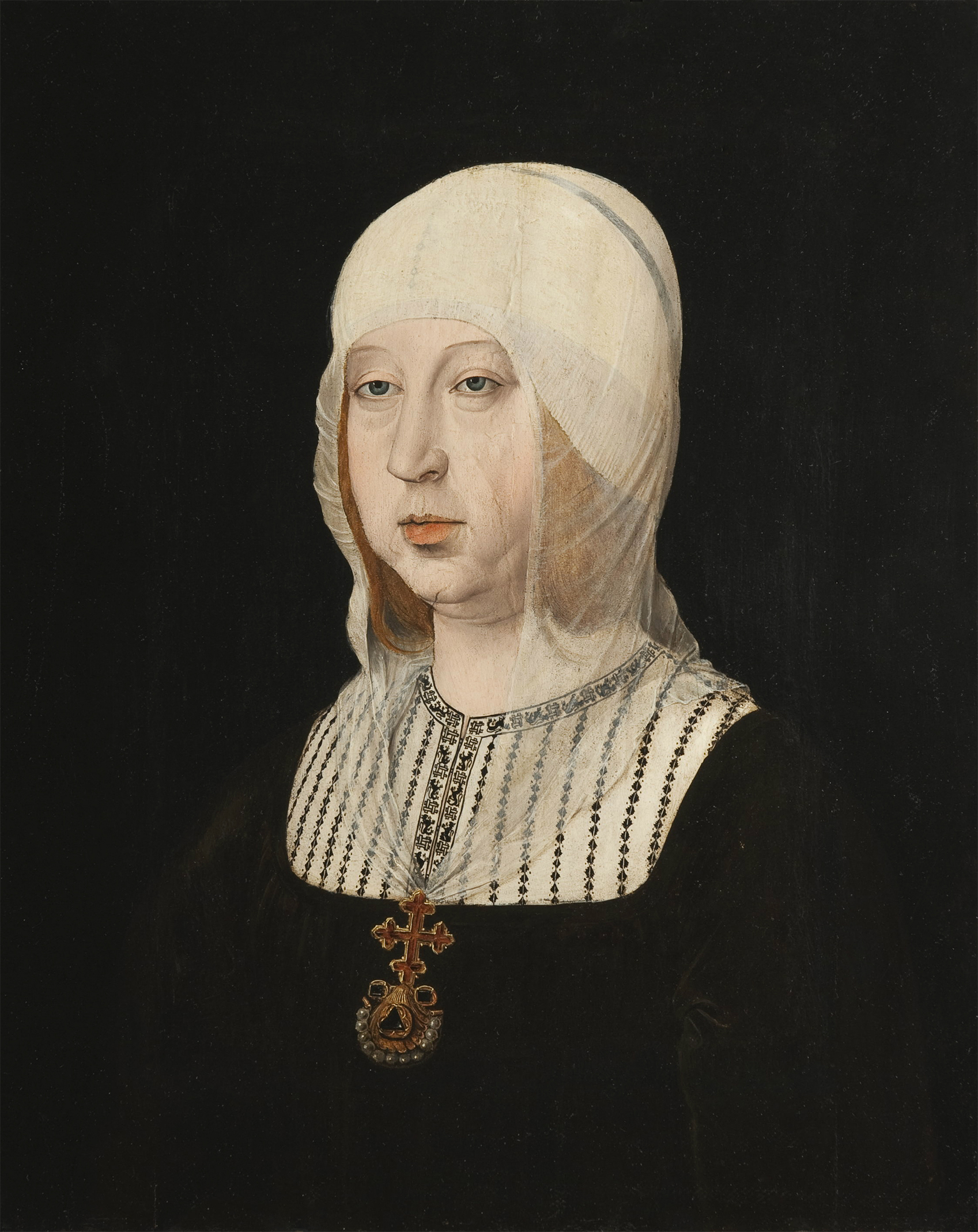
Retrato de Isabel la Católica, de Juan de Flandes (ca. 1500-1504). Entre los retratistas de su época estuvo el hanseático Michael Sittow, de formación flamenca.
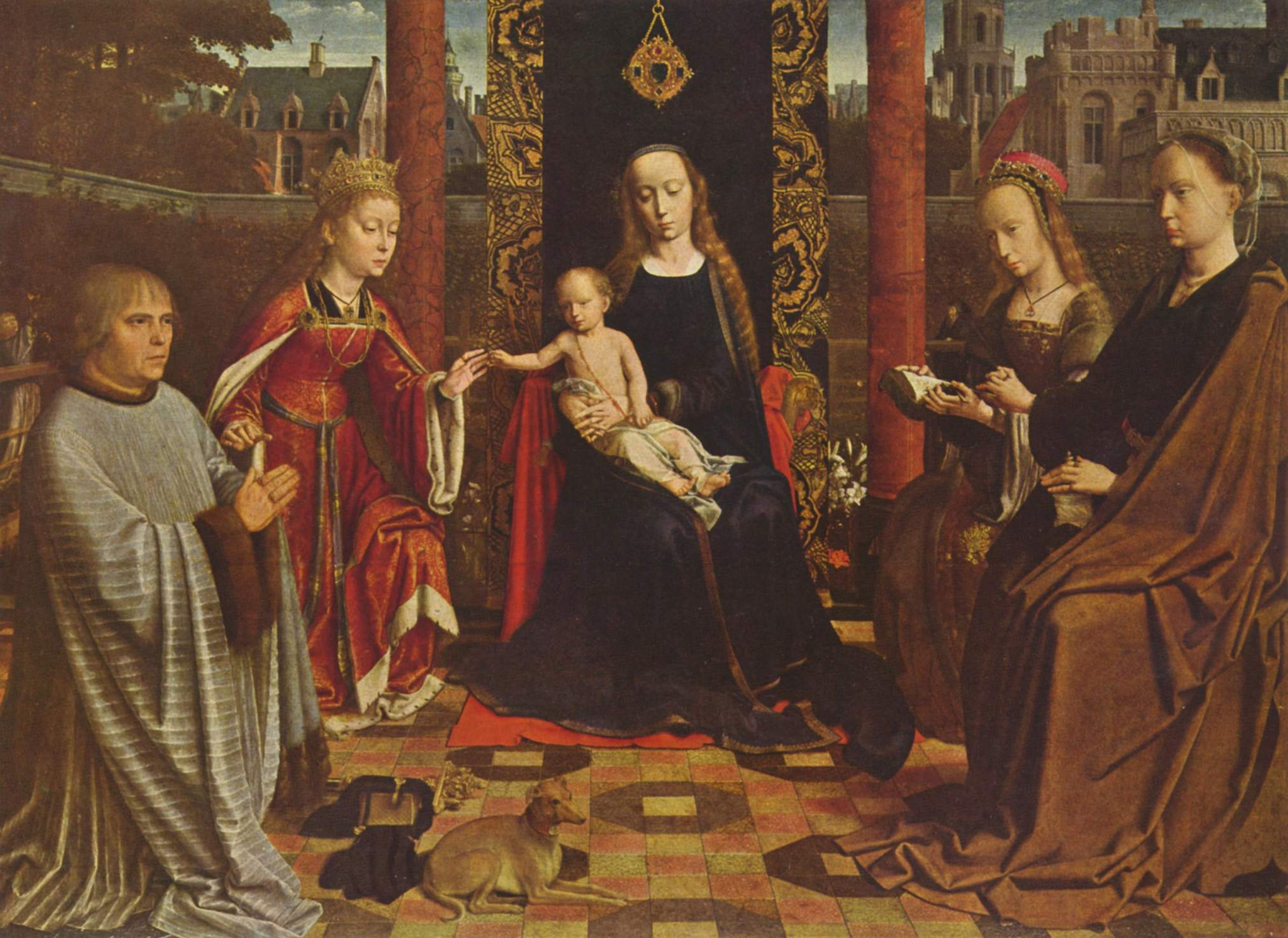
Desposorios místicos de Santa Catalina, de Gérard David (1505-1510)
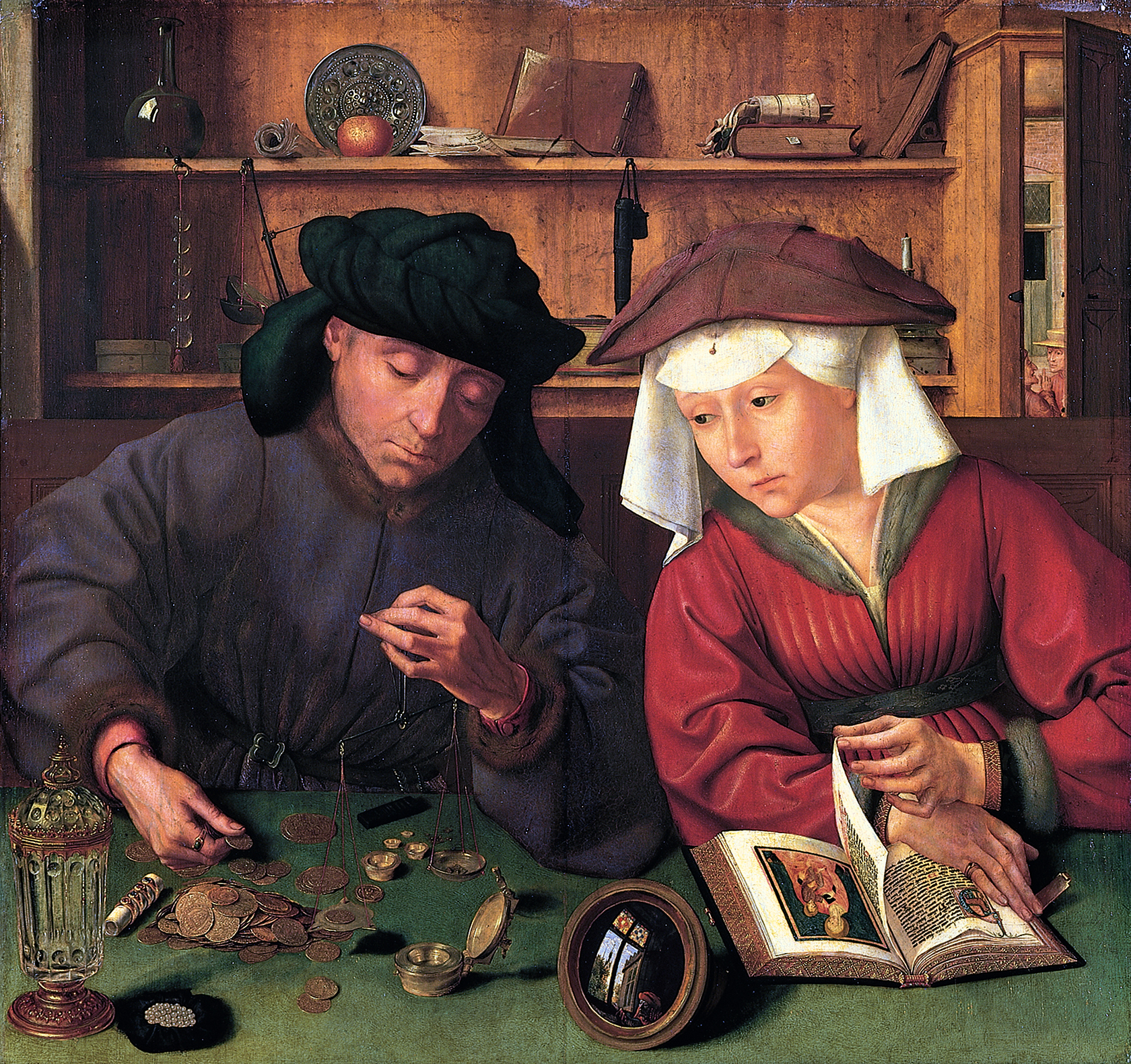
El cambista y su mujer, de Quentin Massys (1514)
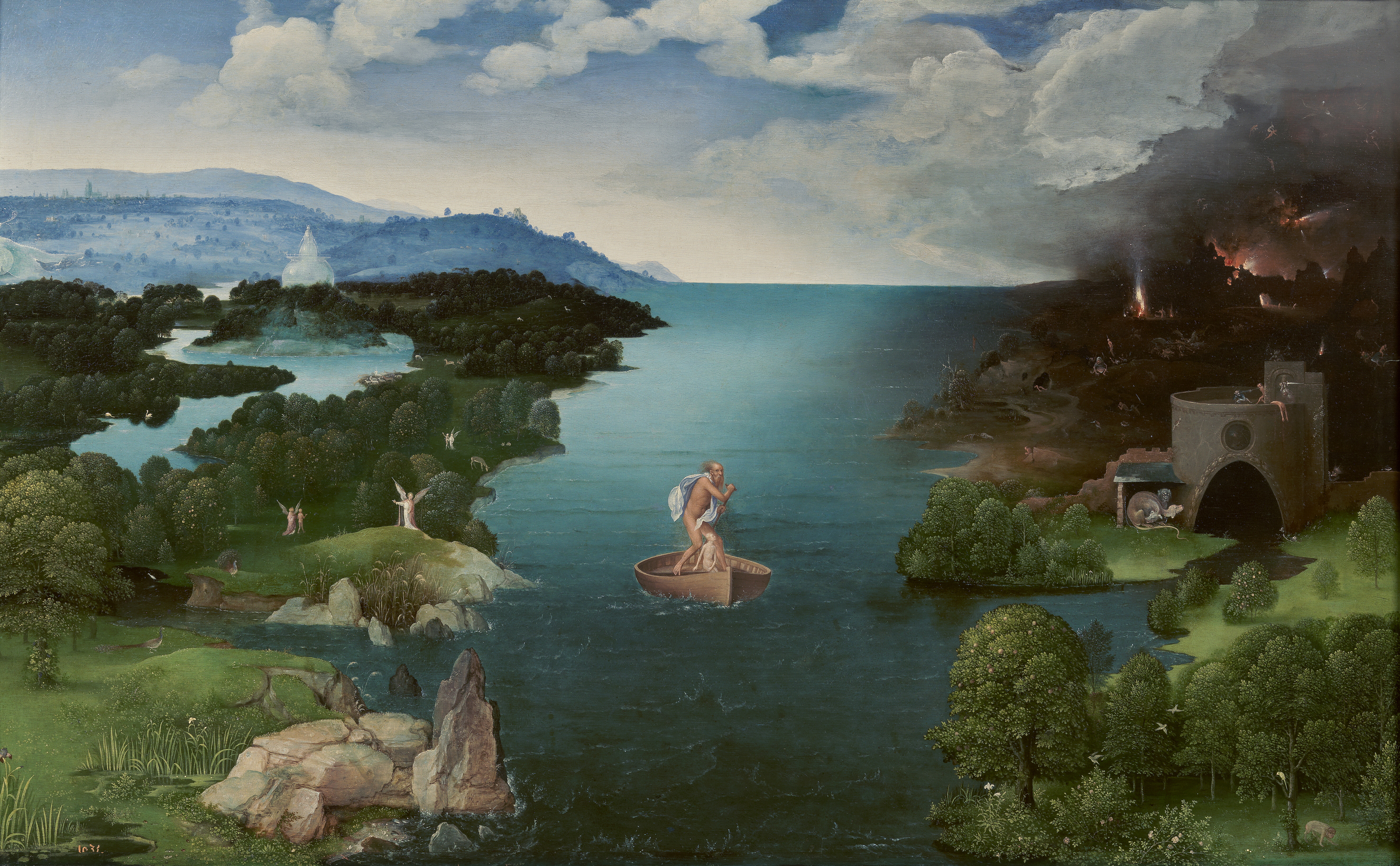
El paso de la laguna Estigia, de Joaquín Patinir, ca. 1520. La utilización de una referencia mitológica aproxima al Renacimiento italiano.
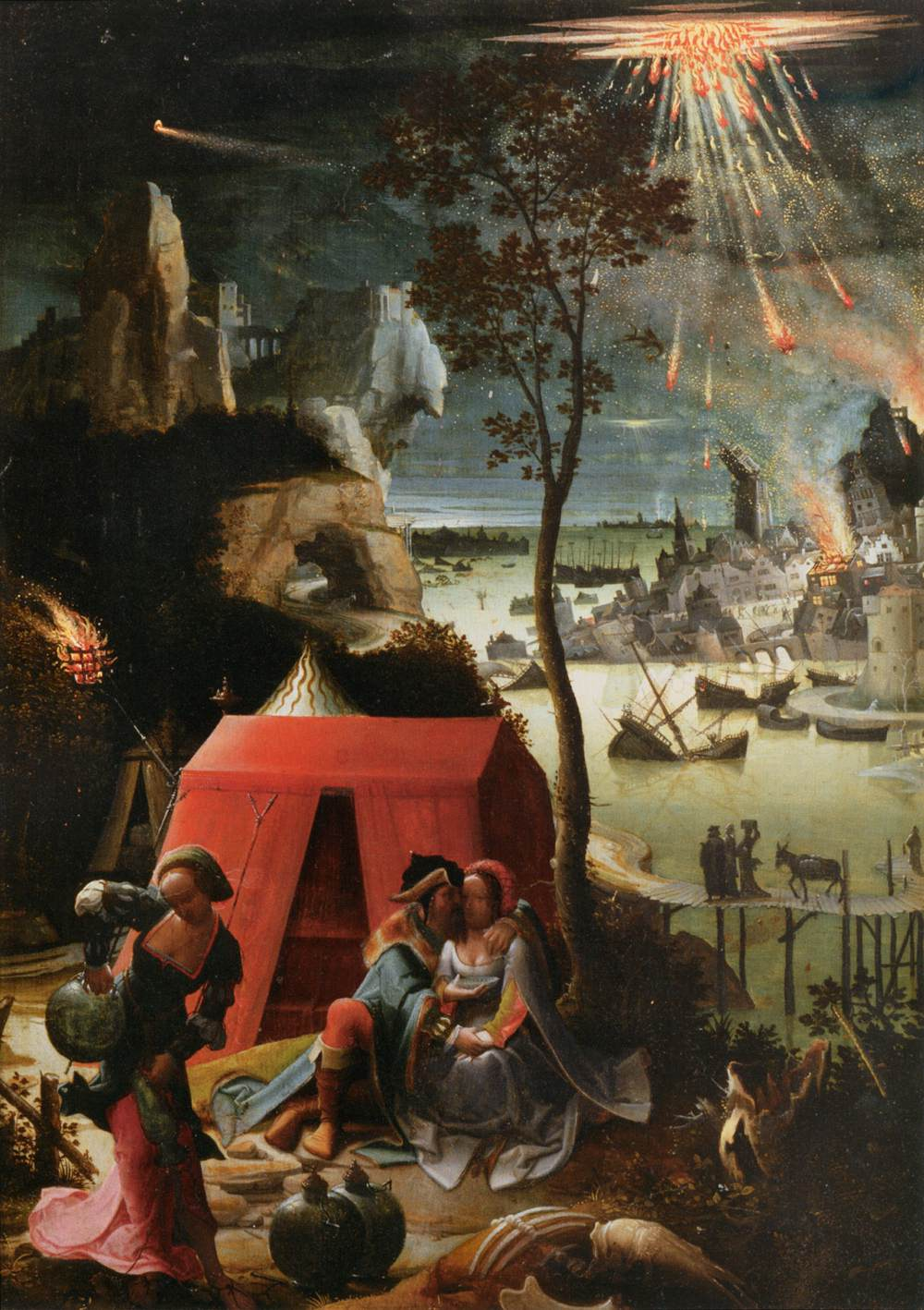
Lot y sus hijas, de Lucas de Leyden (ca. 1520)
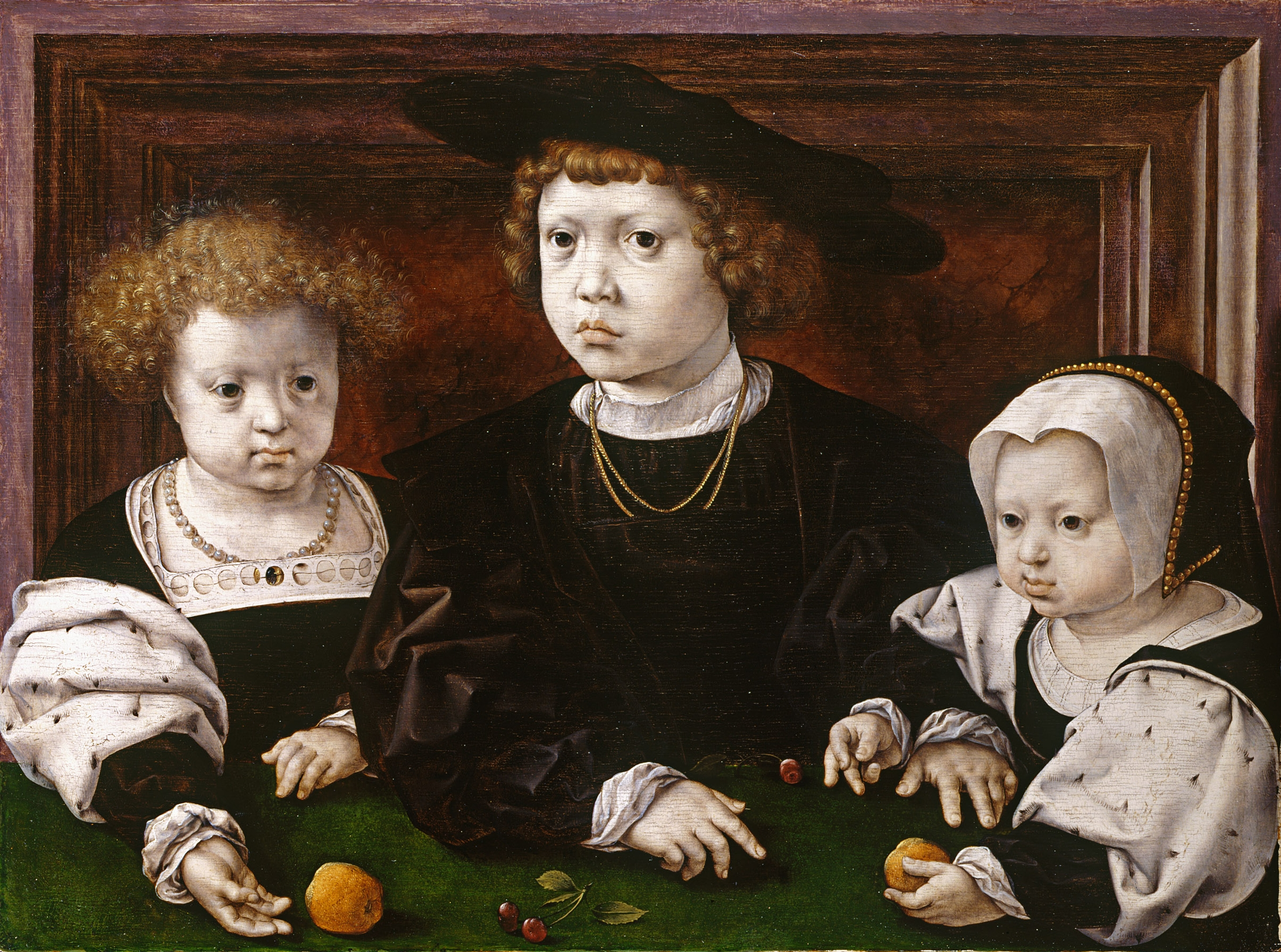
Los tres hijos del rey Christian II de Dinamarca,[36] de Jan Gossaert (Mabuse), 1525. La obra de este pintor es ya muy clasicista. Entre los retratistas flamencos posteriores destacó Antonio Moro (activo desde 1541).
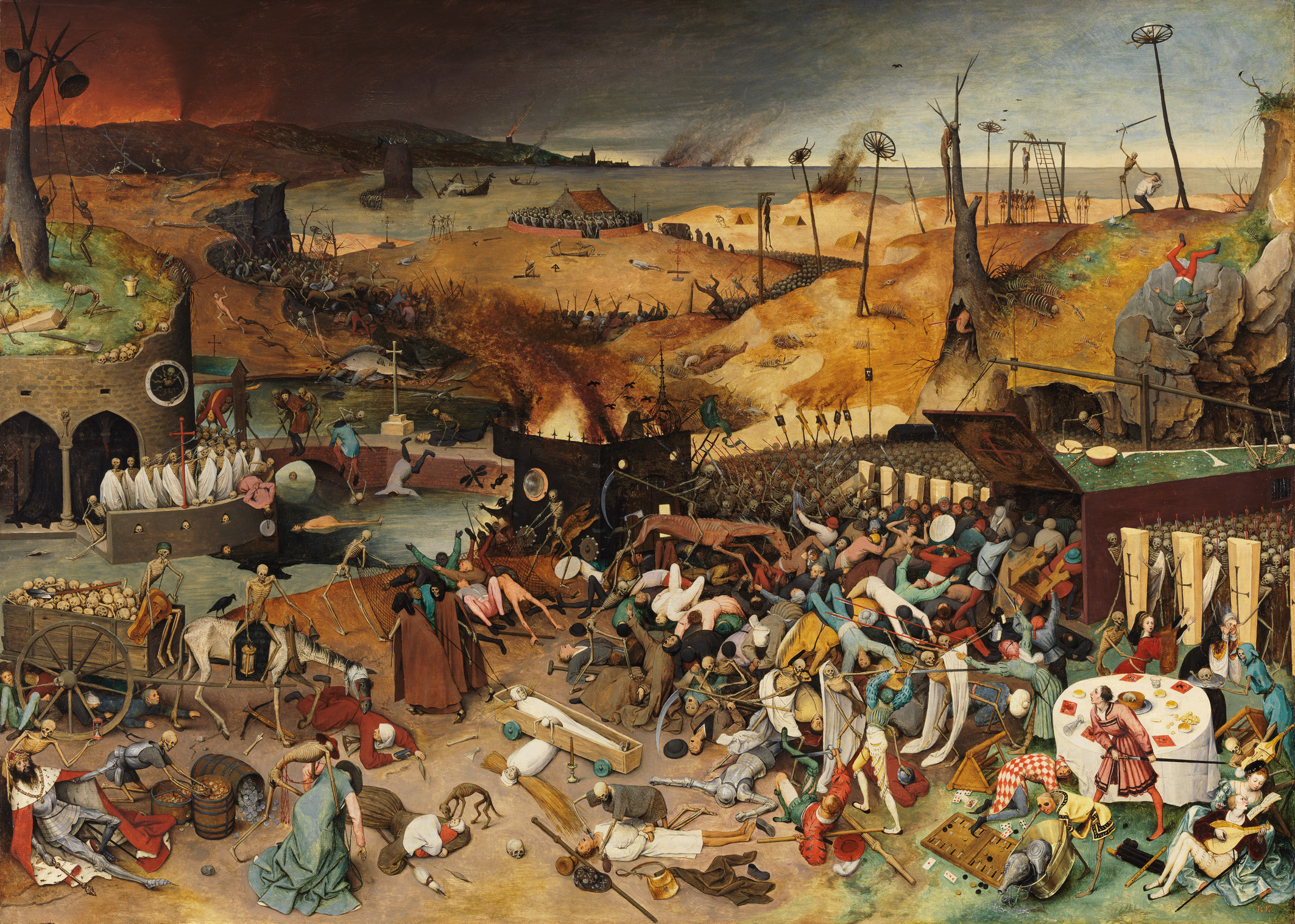
El triunfo de la muerte, de Pieter Brueghel el Viejo (ca. 1562). A pesar de lo tardío de la fecha, son evidentes las continuidades de ciertos rasgos de la escuela flamenca de origen gótico.

## Tapices
A mediados del siglo XV los tapices flamencos estaban entre las obras de arte más apreciadas y valiosas de Europa. La producción comercial se había incrementado desde comienzos del siglo en el norte de Francia y en los Países Bajos, especialmente en las ciudades de Arrás, Brujas y Tournai. Había talleres activos en las principales ciudades flamencas y en la mayor parte de las poblaciones de alguna importancia, incluso en pequeños pueblos. Tal era la fama de sus artesanos que en 1517, el papa Julio II confió los cartones de Rafael a los de Bruselas. Se utilizaban como regalos diplomáticos, especialmente los de gran formato. Felipe el Bueno regaló varios a los participantes en el Congreso de Arrás de 1435, donde las paredes estaban forradas completamente (tout autour) con tapicerías que representaban La batalla y caída de Lieja. En la boda de Carlos el Temerario con Margarita de York, en habitación "colgaban draperies de lana en blanco y azul, y en los lados estaban tapizadas con una rica tapicería con la historia de Jasón y el Vellocino de Oro". Algunas habitaciones recibían el nombre de sus tapices, como la cámara que Felipe el Temerario nombró por un conjunto de tapices blancos con escenas del Roman de la Rose. En los dos siglos de esplendor de Borgoña, los maestros tapiceros produjeron "innumerables series de pesadas colgaduras con hilos de oro y plata, como nunca había visto el mundo". Su portabilidad les confería un gran valor de uso, adecuándose a todo tipo de ceremonias civiles o religiosas. En los inventarios se recogían en lugar destacado, clasificándolos de acuerdo con su material y colores. Los blancos y dorados se consideraban los de mayor calidad. Carlos V de Francia tenía 57 tapices, de los que 16 eran blancos; el duque Jean de Berry 19, y sustanciales colecciones poseían también María de Borgoña Isabel de Valois, Isabel de Baviera y Felipe el Bueno.
La producción comenzaba con el dibujo de los cartones, que se ejecutaban en papel o pergamino por pintores cualificados y posteriormente se enviaban a los tapiceros, que podían estar a gran distancia. Los cartones podían ser reutilizados numerosas veces, y muy a menudo se usaban durante decenios y por distintos talleres; pero dada la fragilidad de su material, muy pocos se han conservado.
Los talleres de tapicería no estaban controlados por gremios. Dependían de una mano de obra emigrante, y su actividad comercial se realizaba por empresarios que frecuentemente eran pintores. El empresario localizaba a los comitentes, proporcionaba el cartón y las materias primas (lana, seda, oro, plata), que en su mayoría eran importadas. Empresario y comitente negociaban el tema y el diseño, y ejercían una minuciosa vigilancia de cada uno de los pasos de la ejecución; en 1400 Isabel de Baviera rechazó un juego completo a Colart de Laon tras haber aprobado los dibujos, con el consiguiente enfado de éste.
Dado que estaban principalmente diseñados por pintores, las convenciones formales de los tapices coinciden con las de la pintura sobre tabla, especialmente en el siglo XVI. La influencia se nota en ambos sentidos: Harbison describe los intrincados detalles de El Jardín de las Delicias "en su preciso simbolismo... [como] un tapiz medieval".

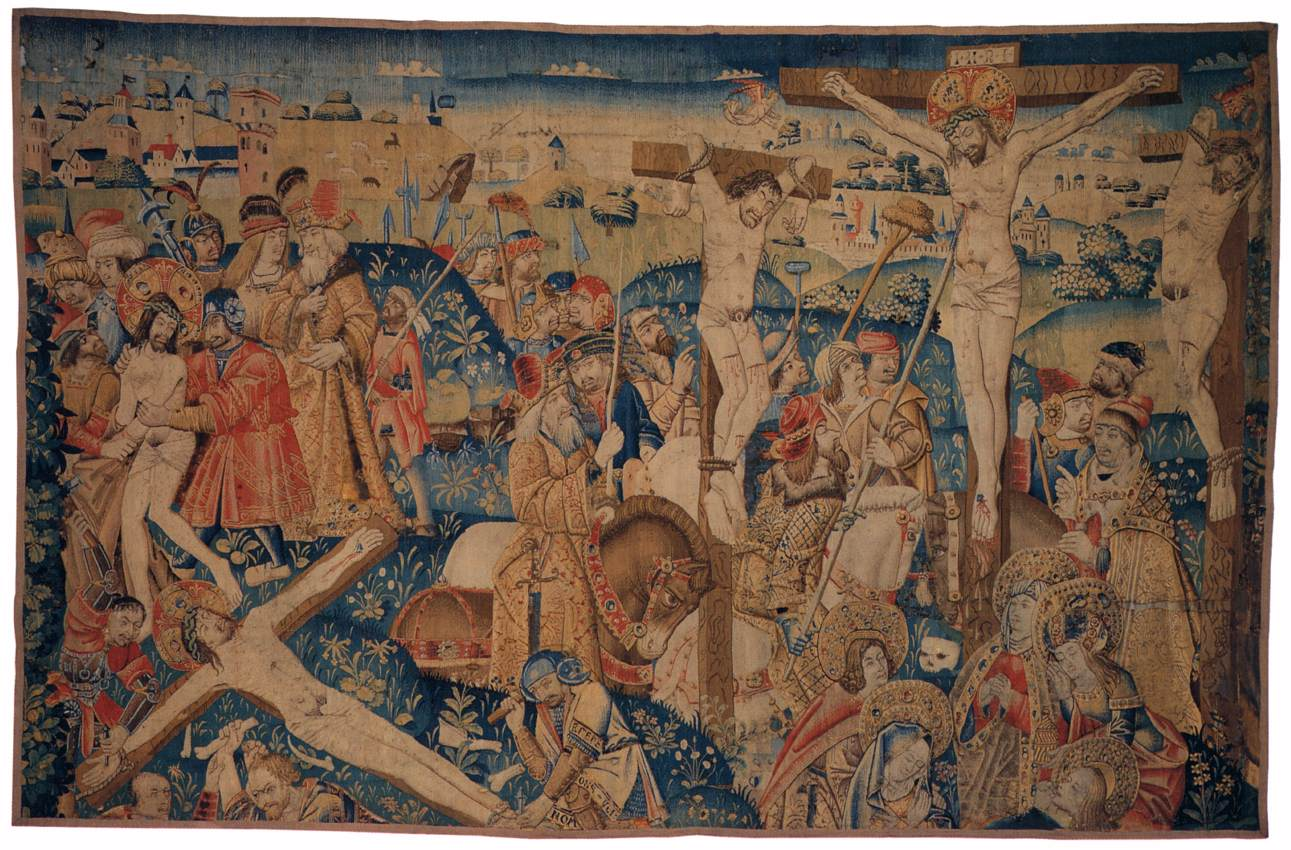
Escenas de la Pasión de Cristo, de un taller flamenco anónimo, c. 1470–1490.
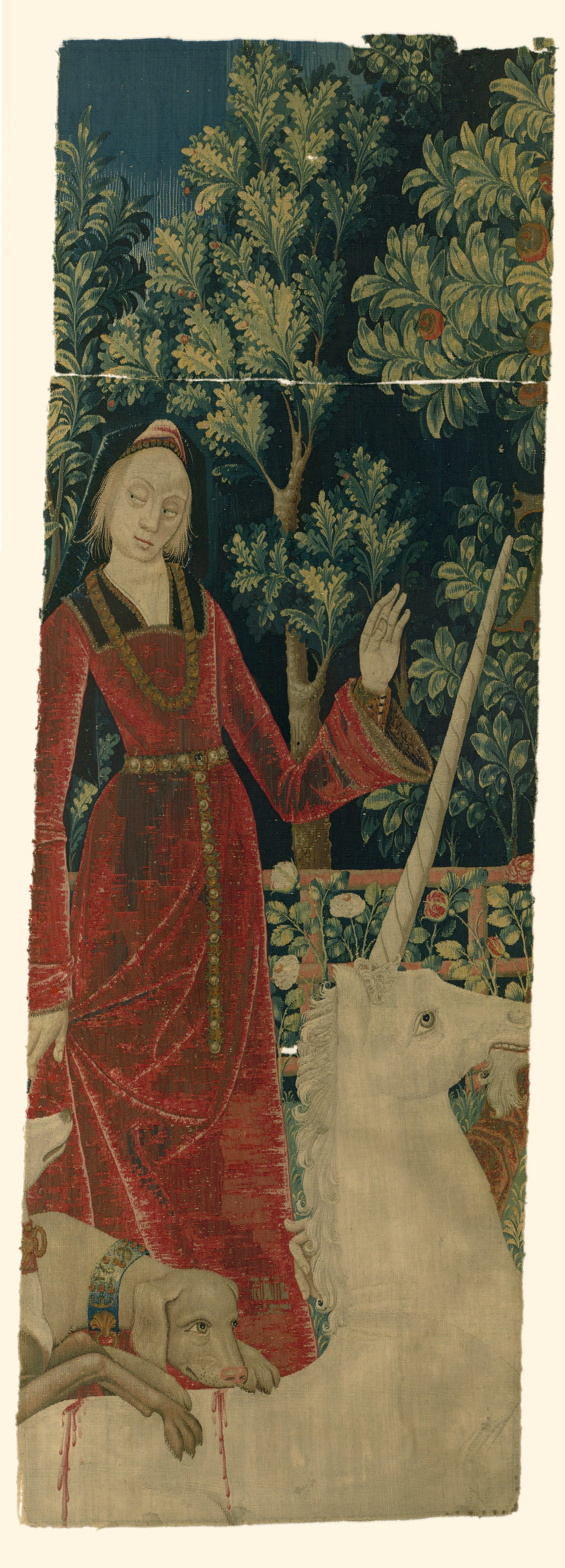
Fragmento de La caza del unicornio, de un taller de Bruselas o de Lieja, 1495–1505.
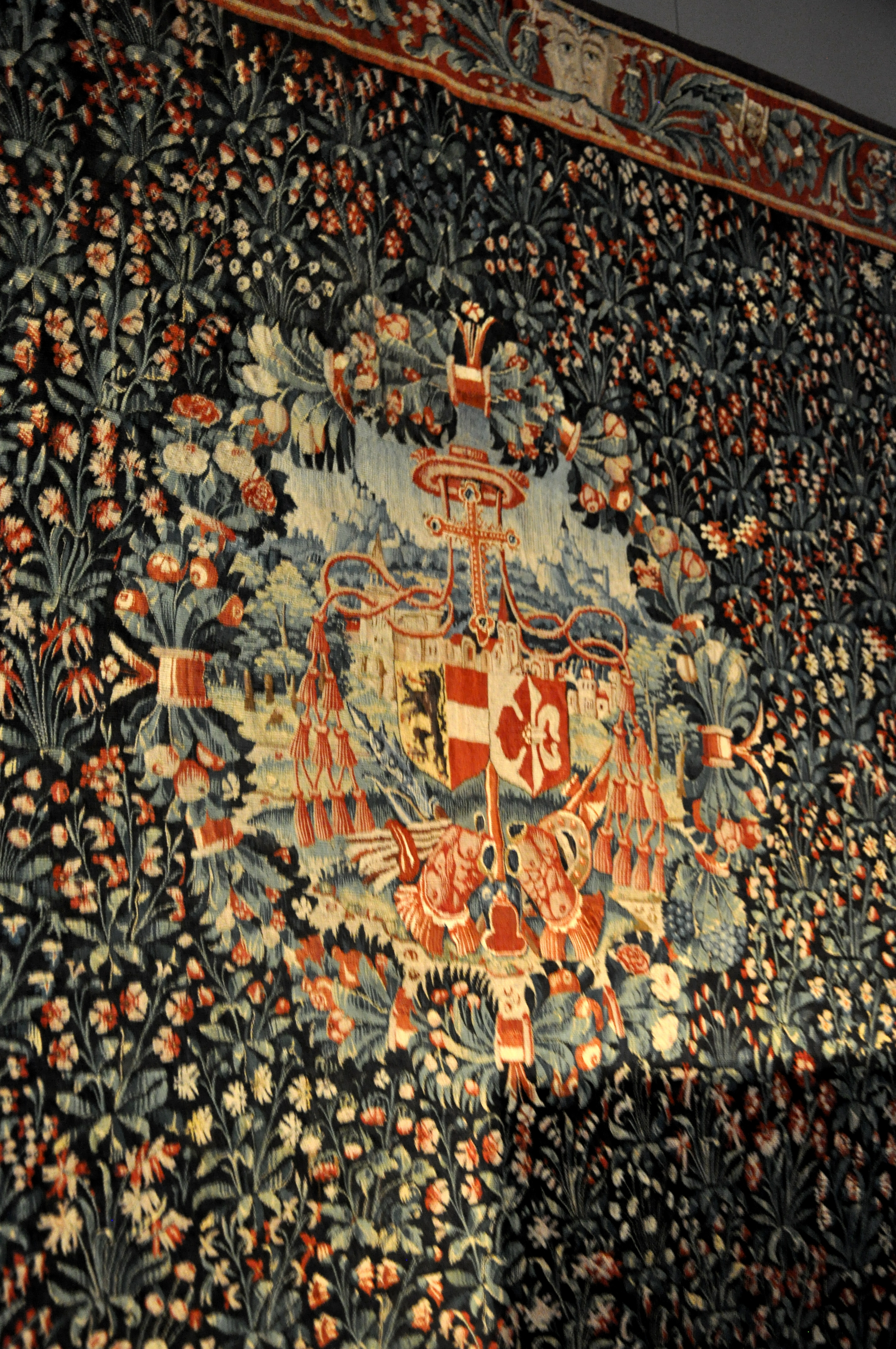
Tapiz de Brujas, 1519.